# Biserica de lemn din Osoi

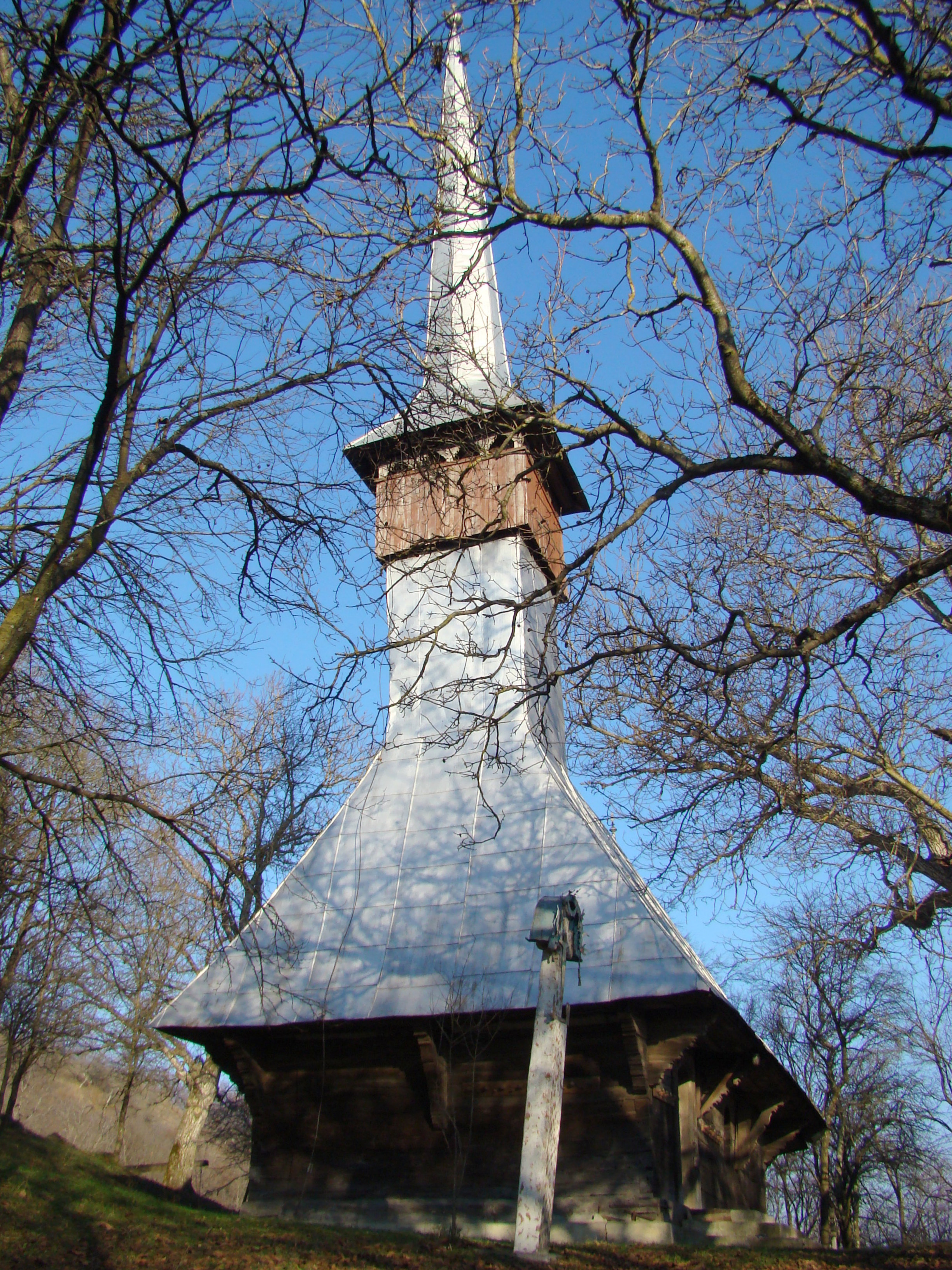
Biserica de lemn „Sfinții Arhangheli Mihail și Gavriil” din Osoi, comuna Recea-Cristur, județul Cluj, foto. noiembrie 2012.

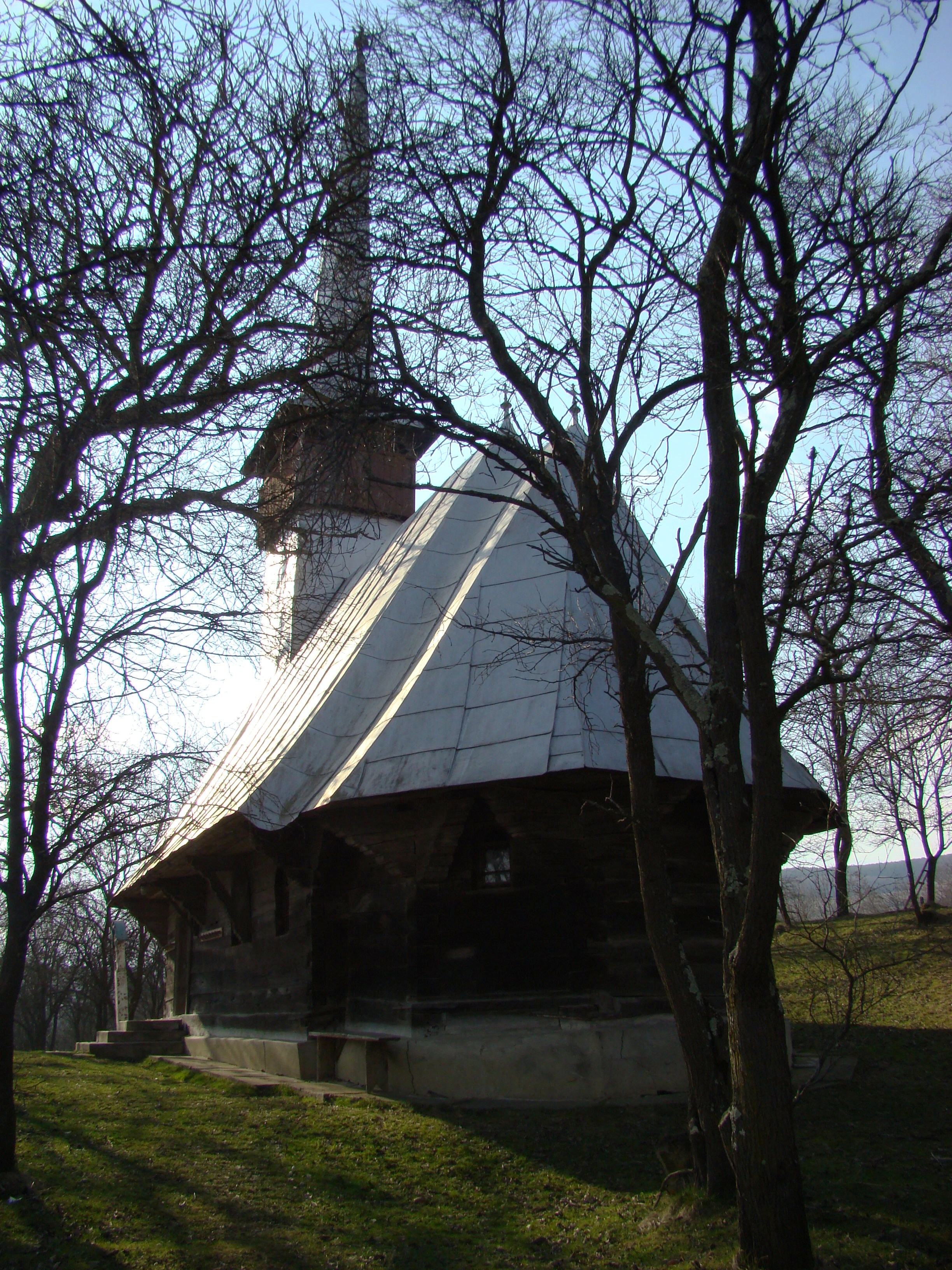
Biserica (sud-est)

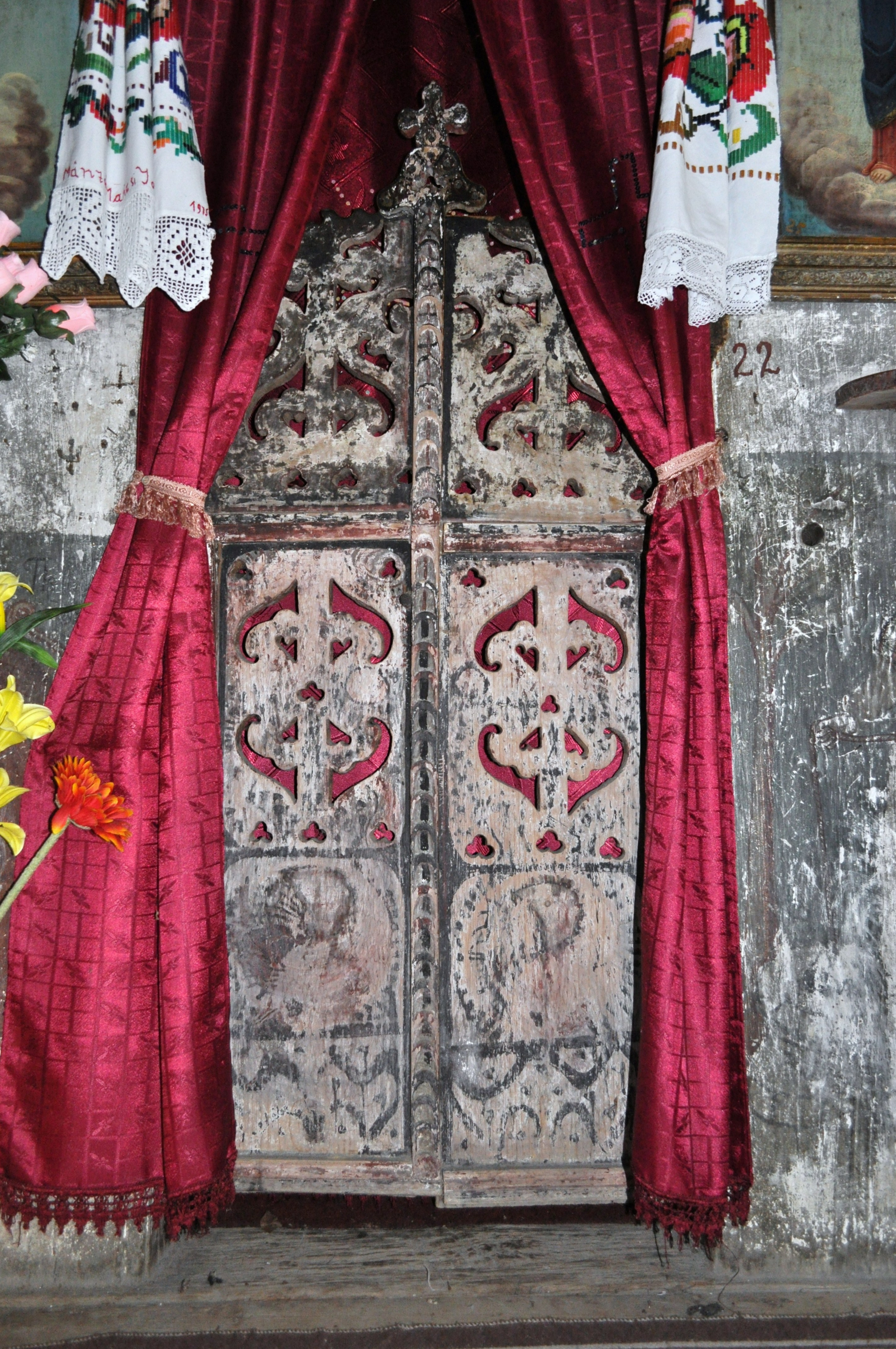
Ușile împărătești

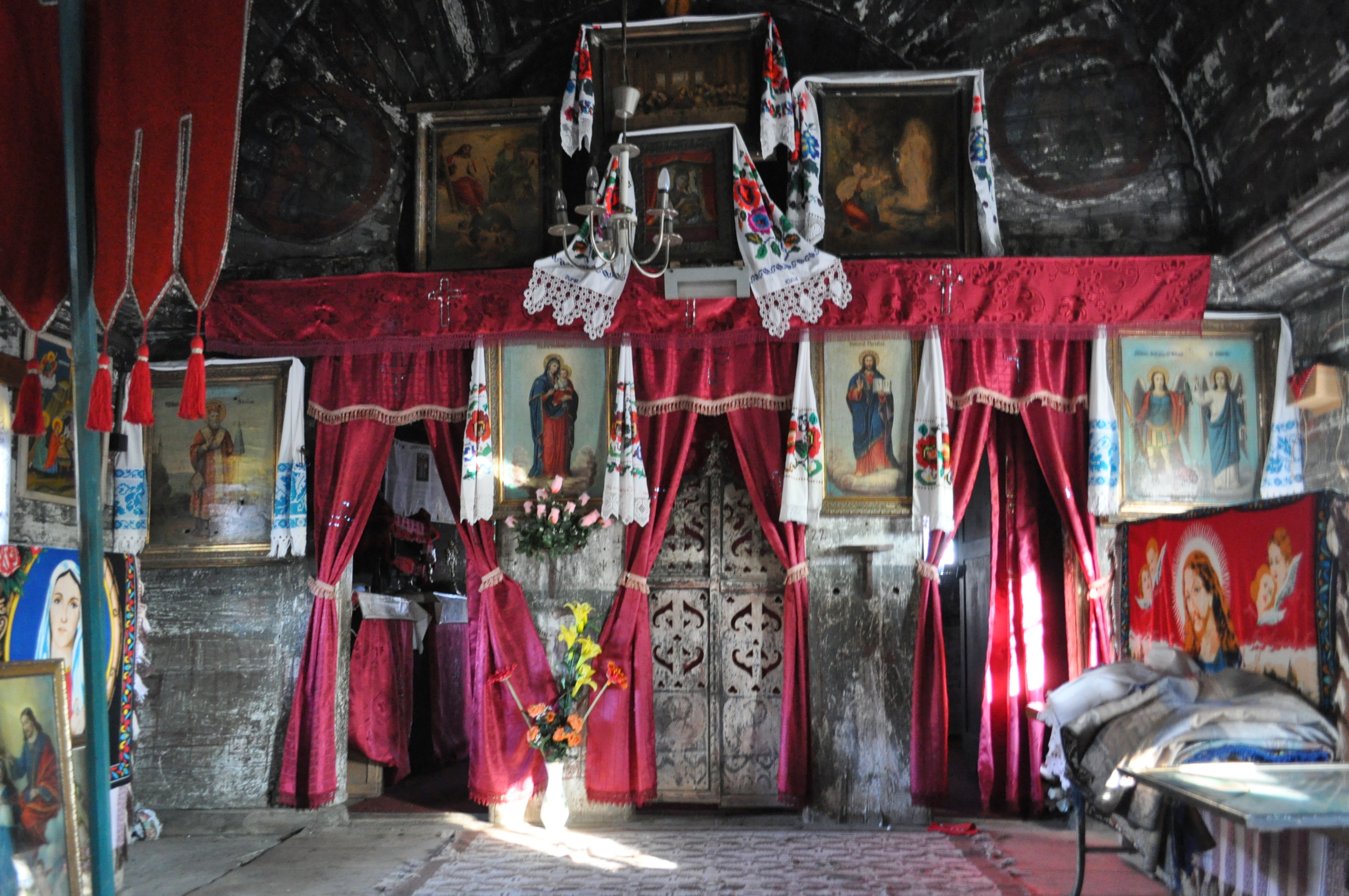
Interiorul navei

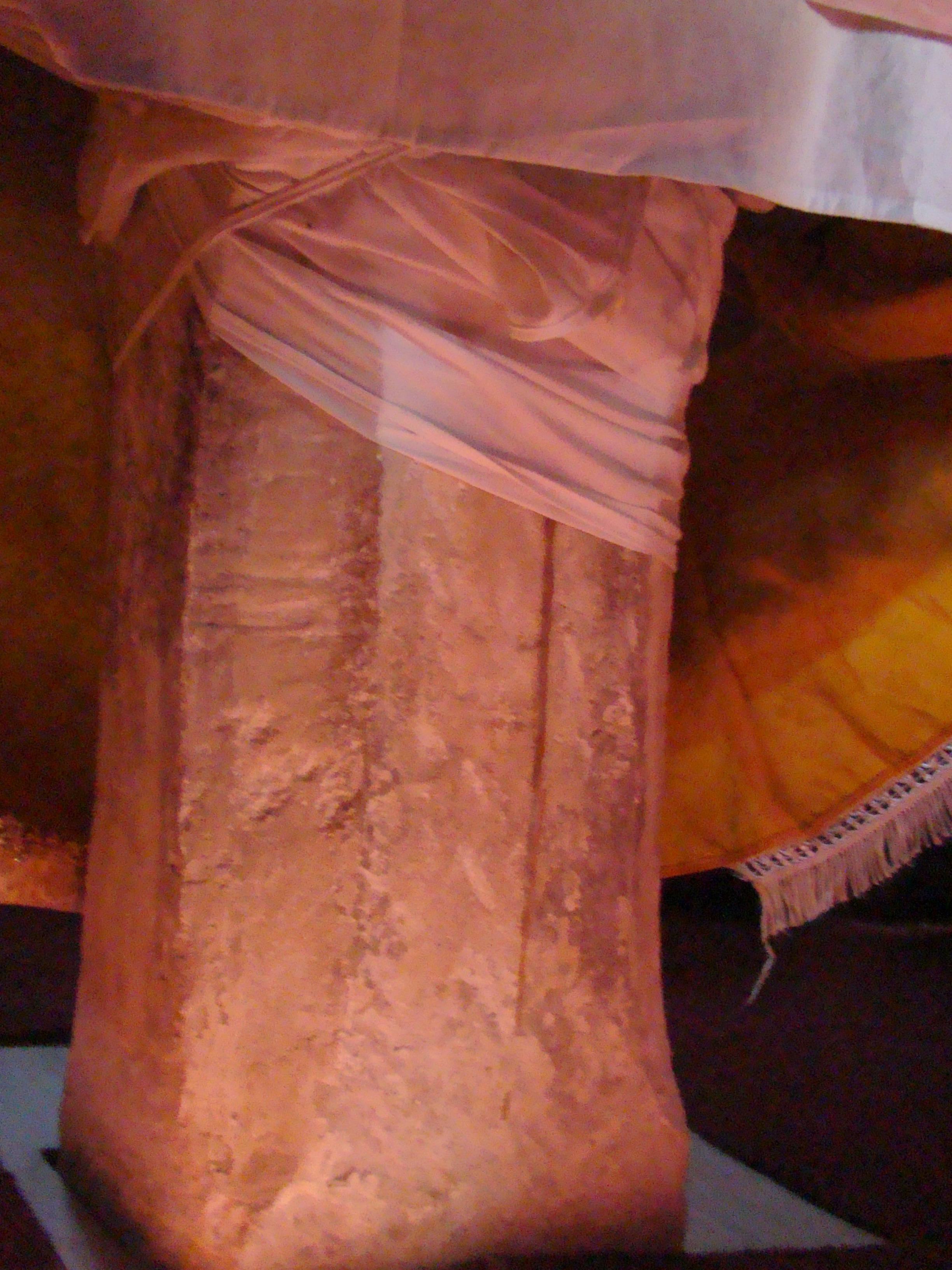
Piciorul mesei altarului

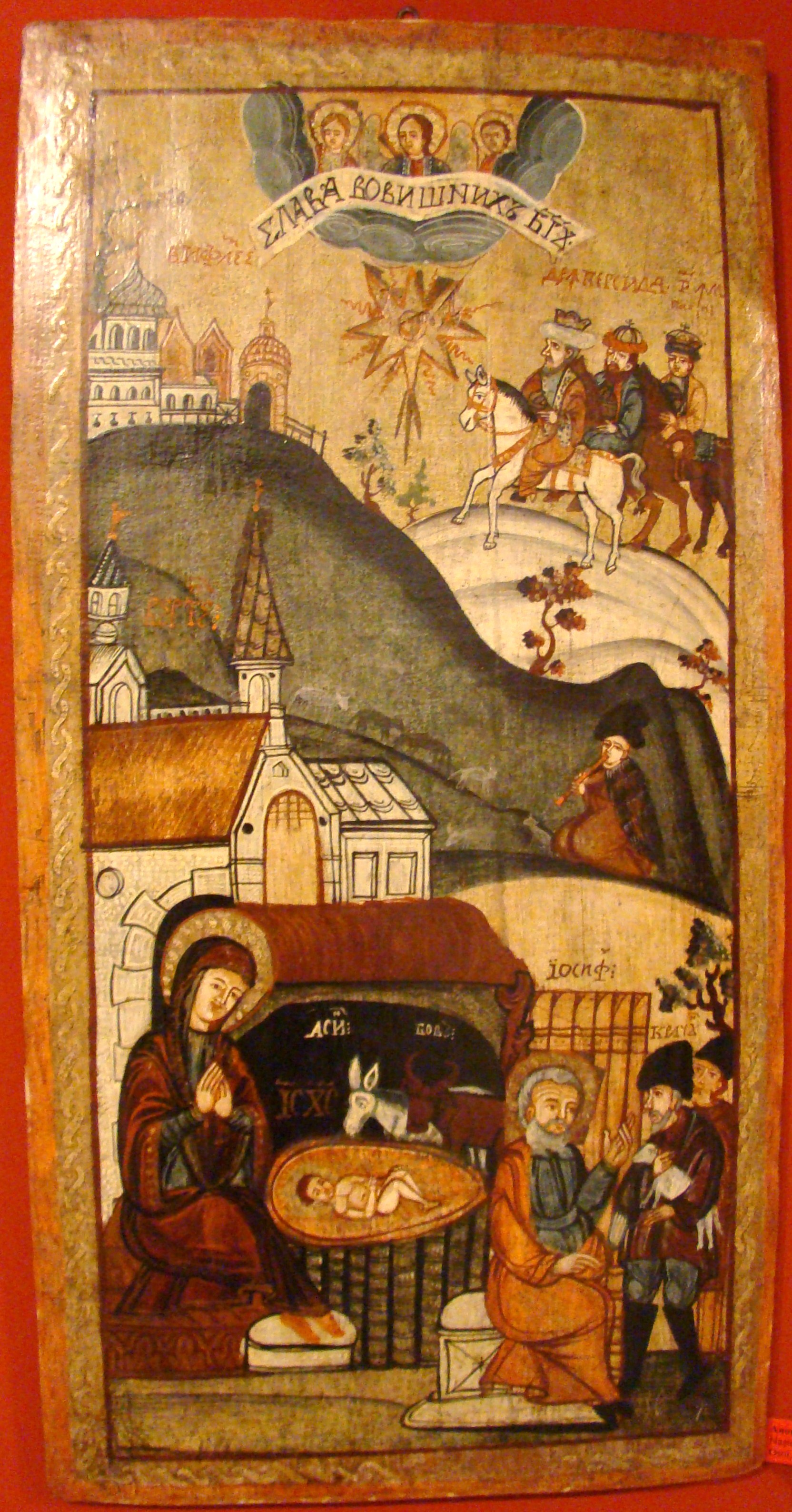
Nașterea Domnului (secolul XVII)

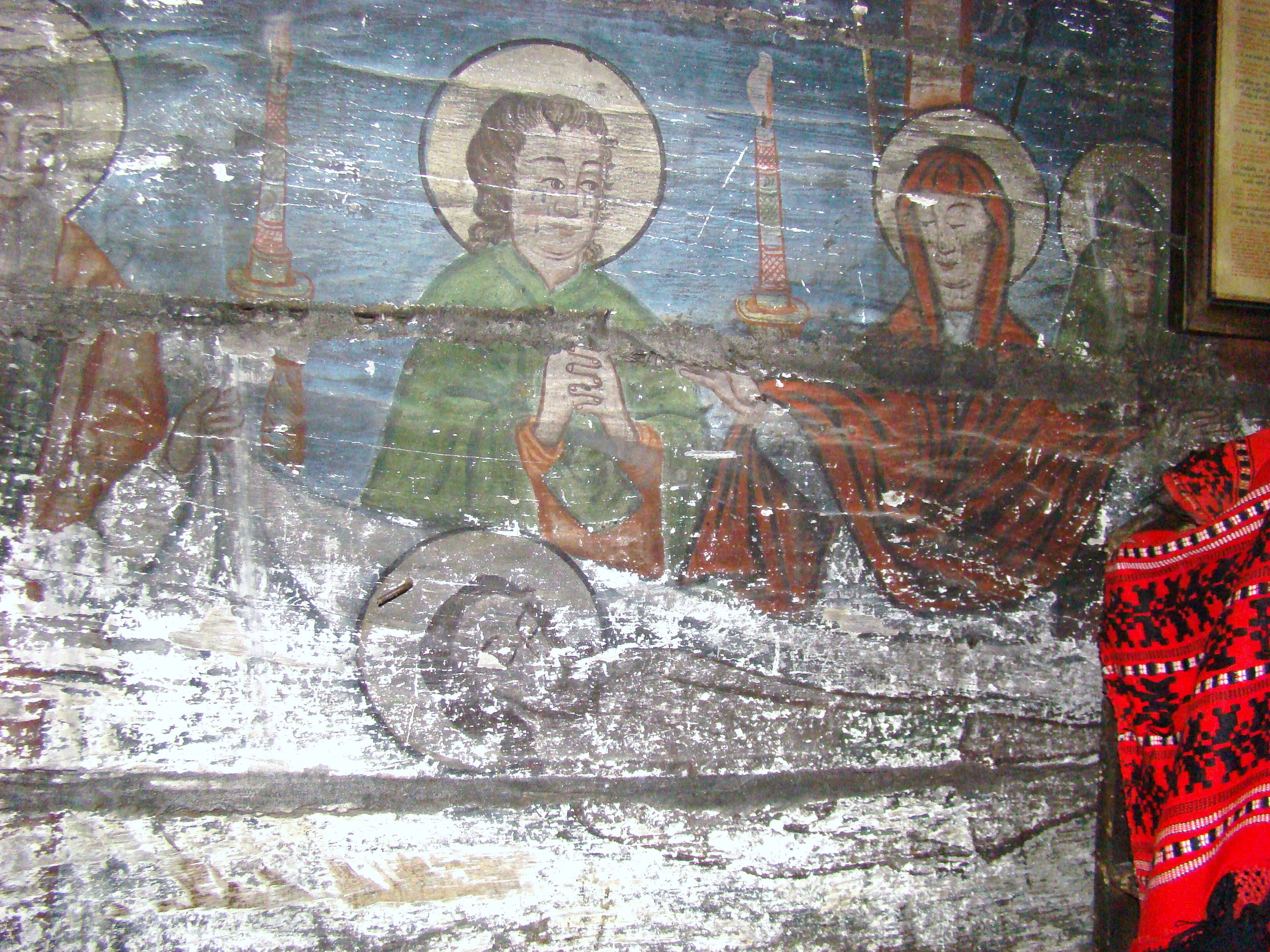
Altar, latura de nord: Punerea în mormânt (detaliu)

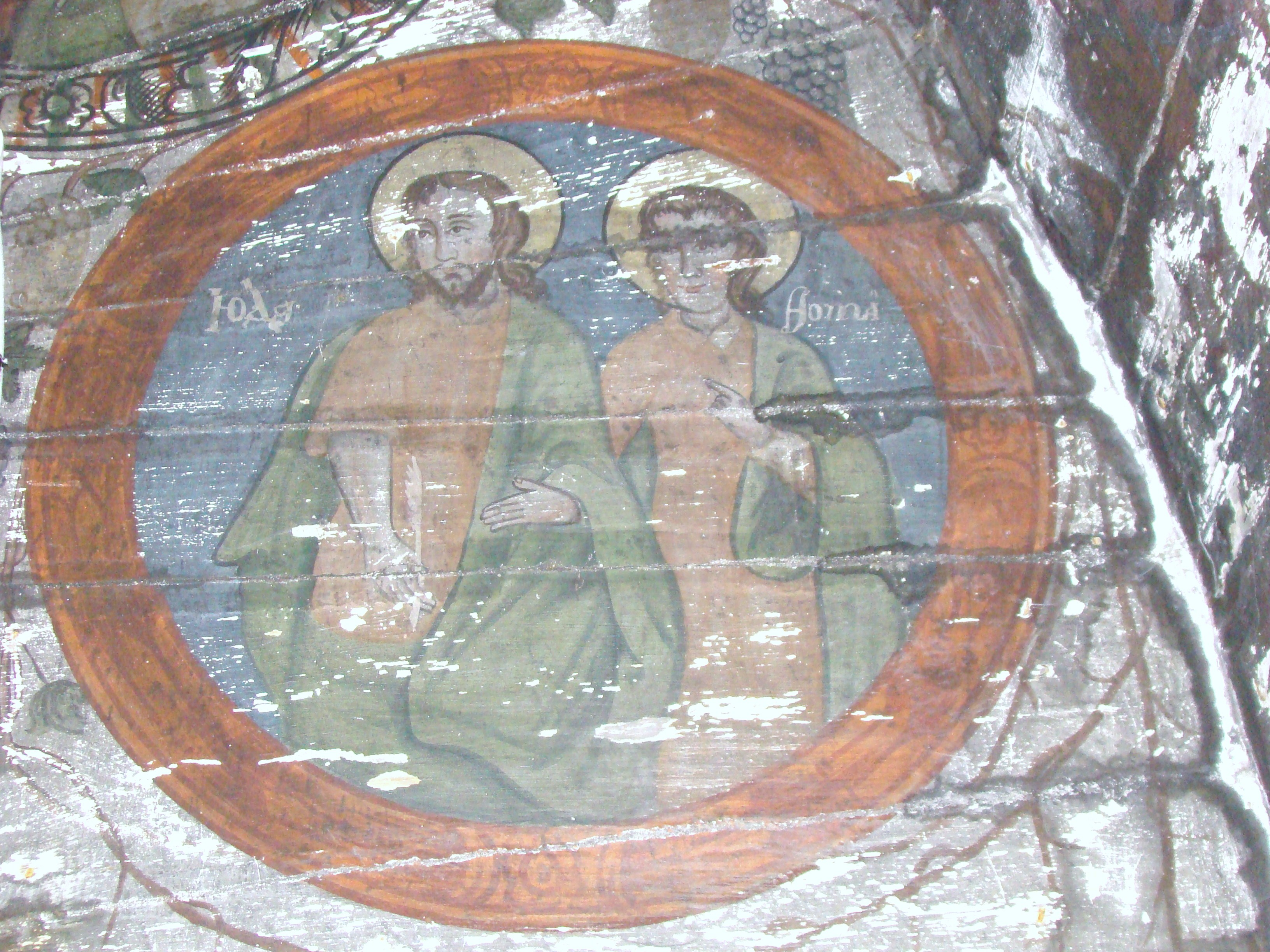
Pictura tâmplei: prooroci

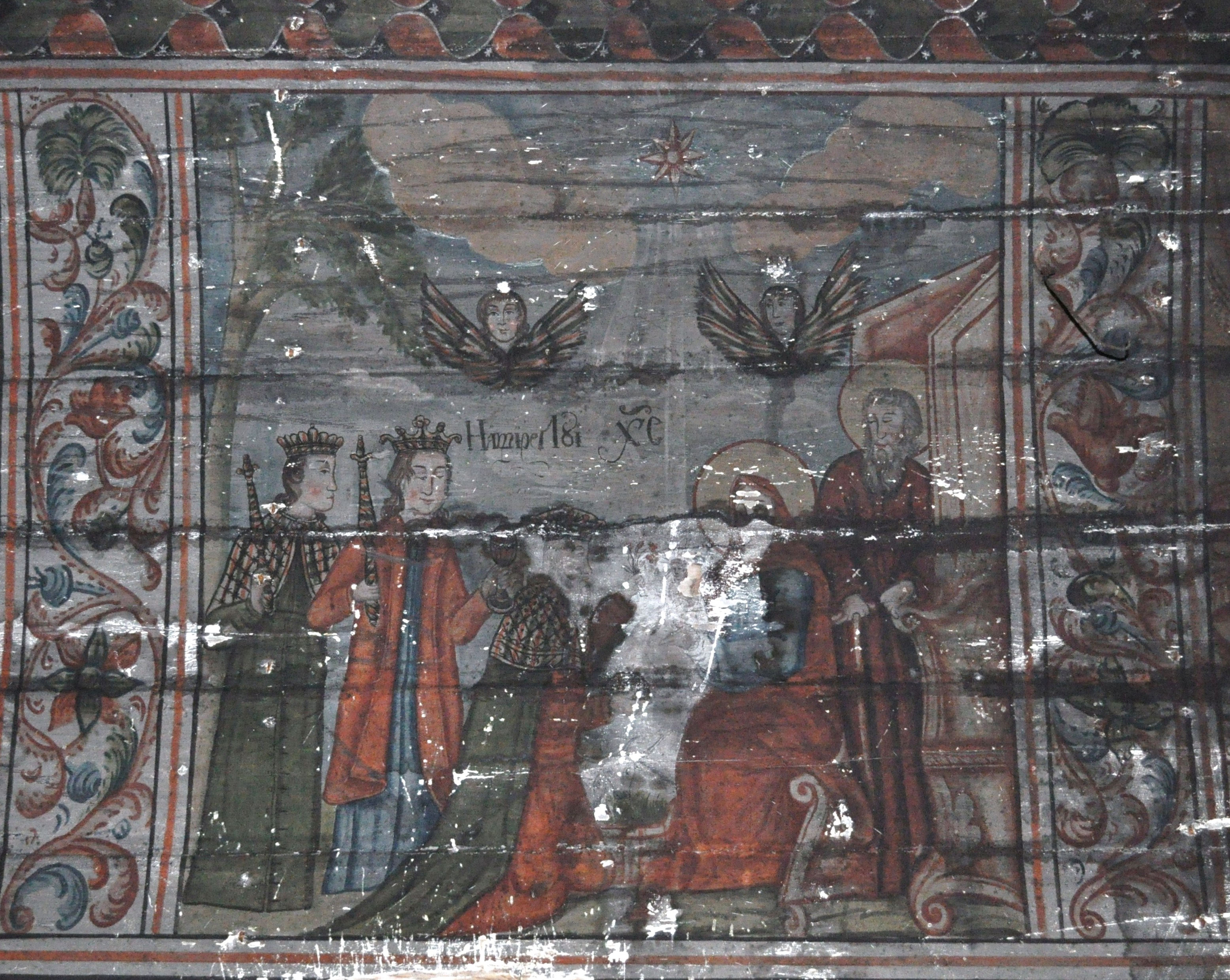
Detaliu din pictura parietală realizată de preotul zugrav Ioan Perșe

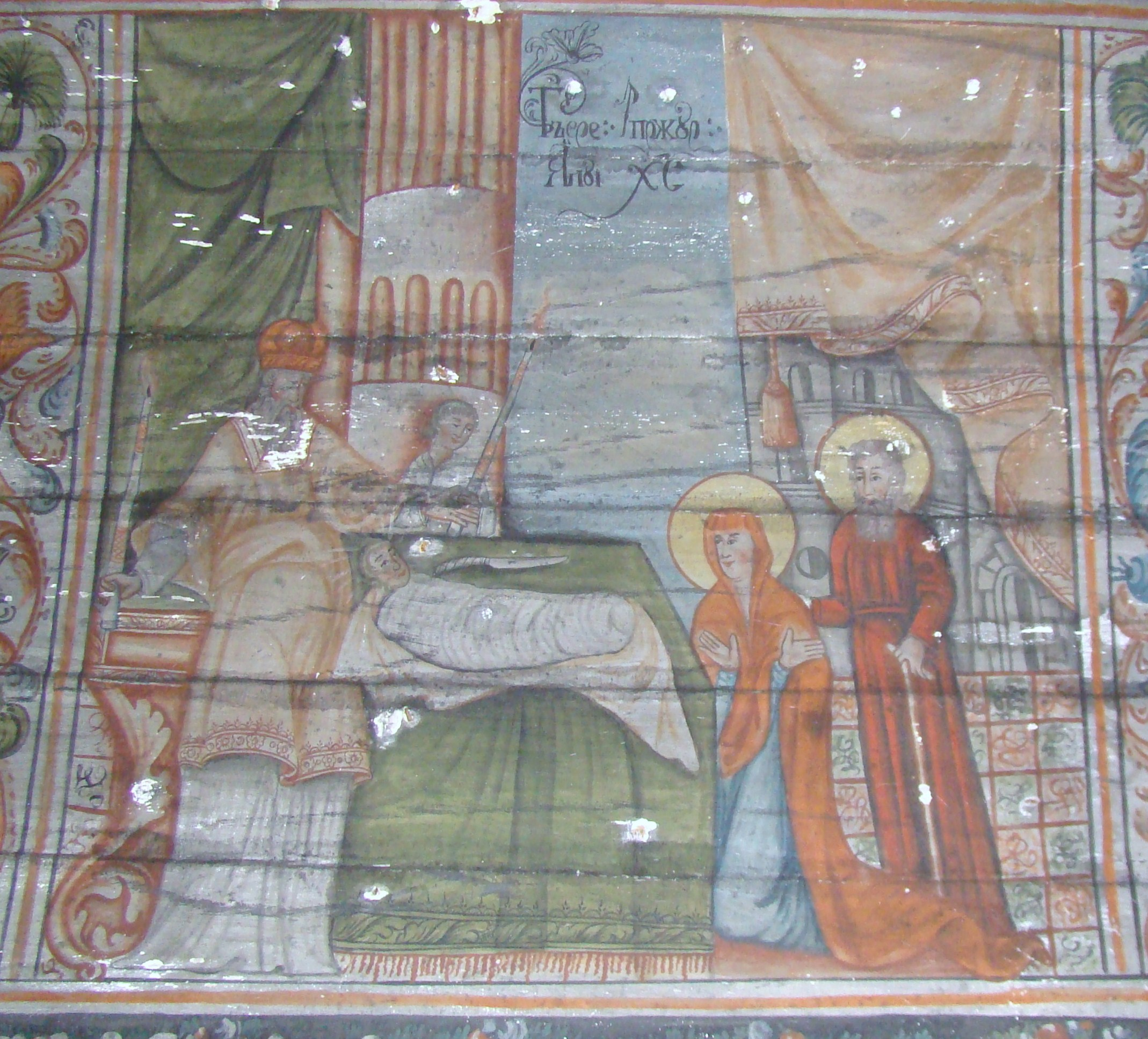
Tăierea împrejur

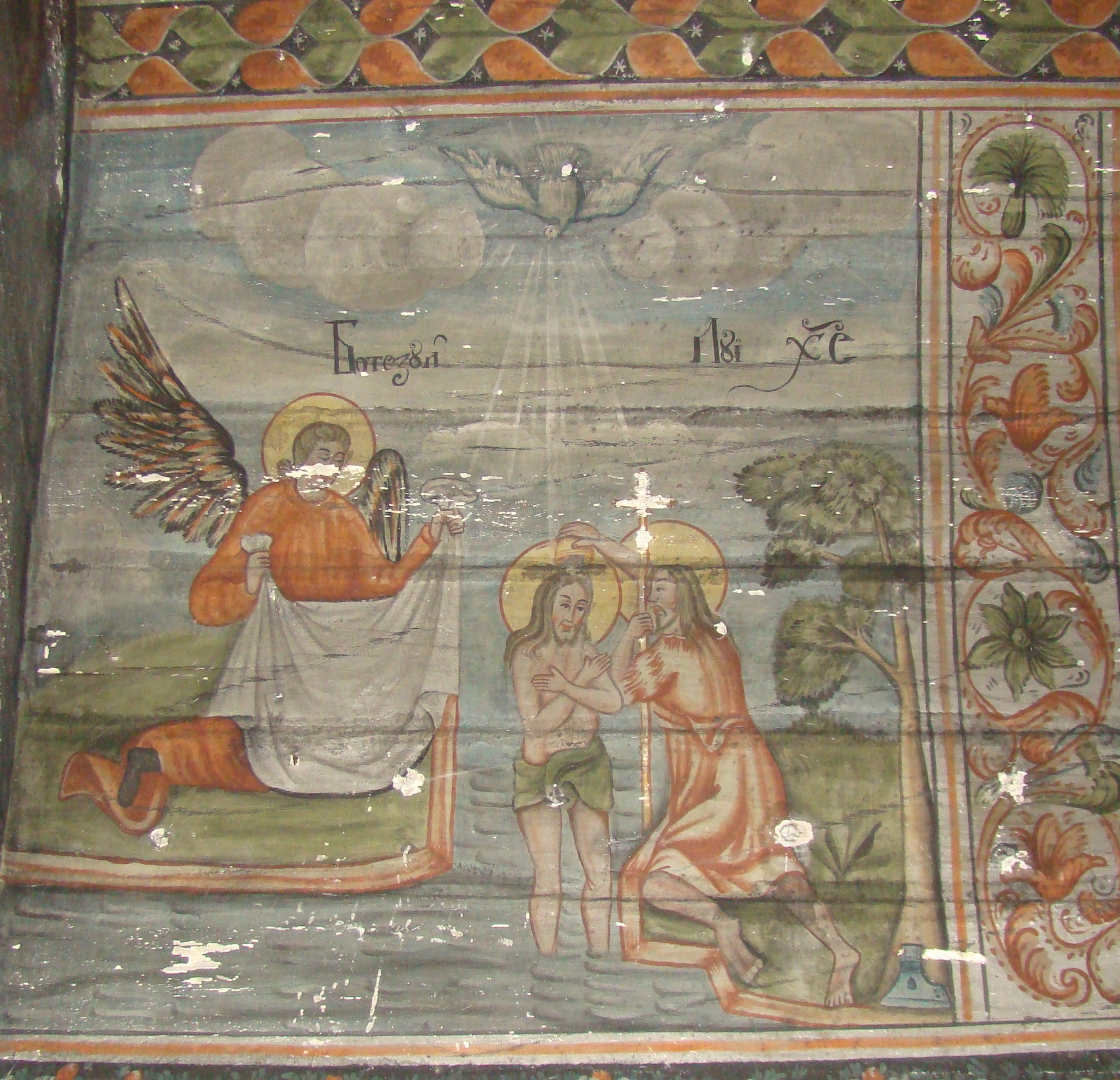
Botezul Domnului

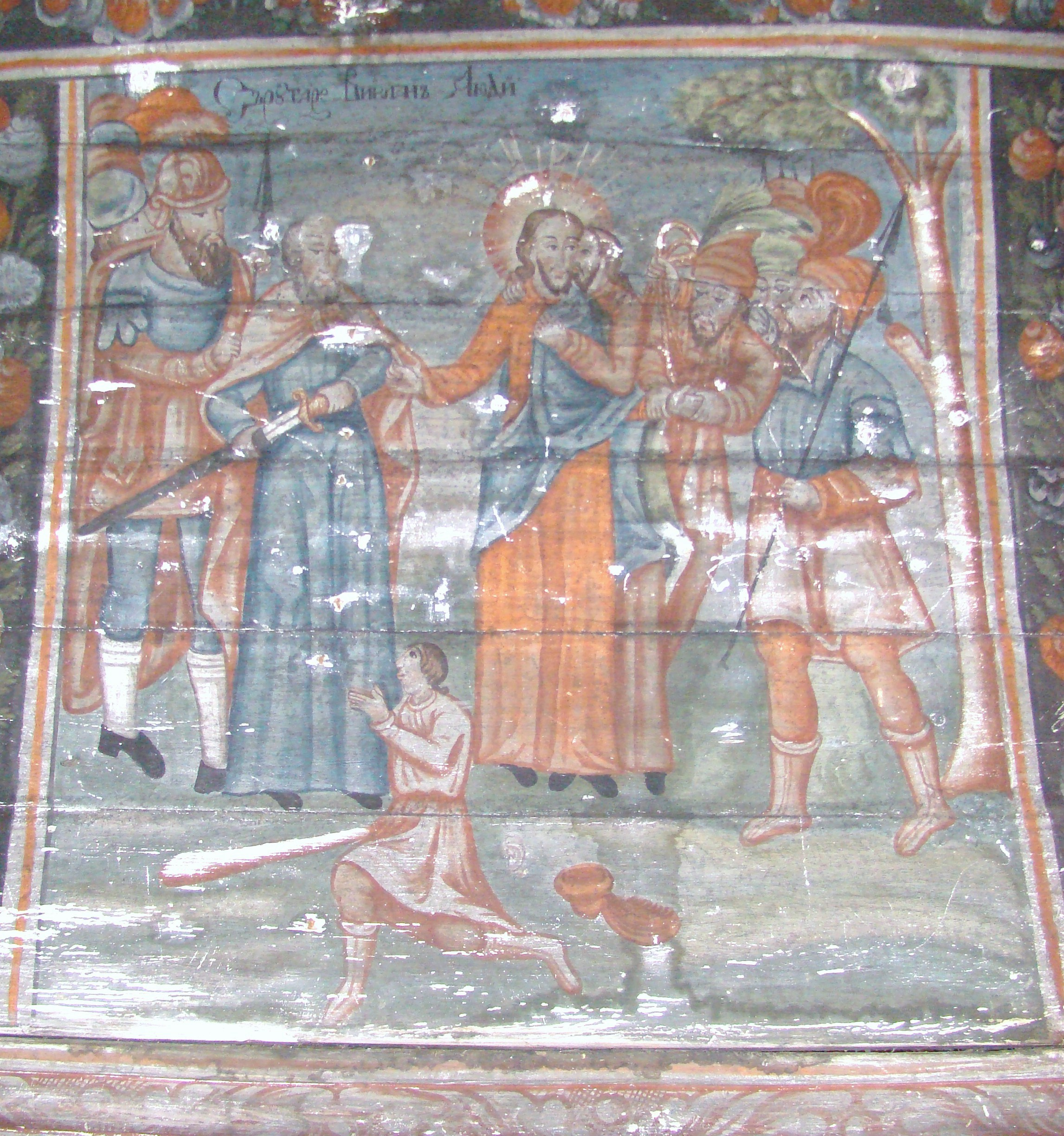
Sărutul lui Iuda

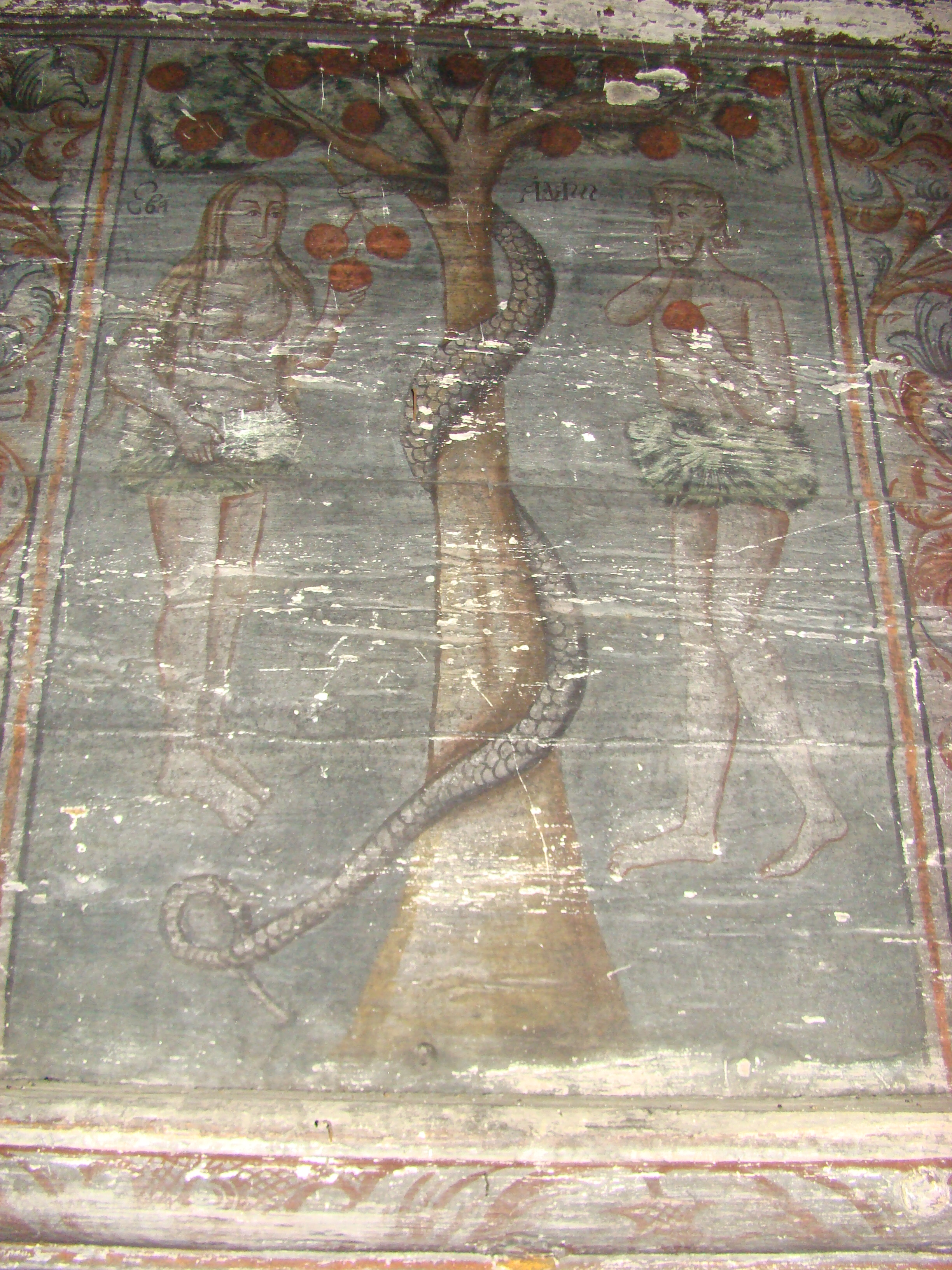
Timpanul de vest al naosului (centru): Adam și Eva

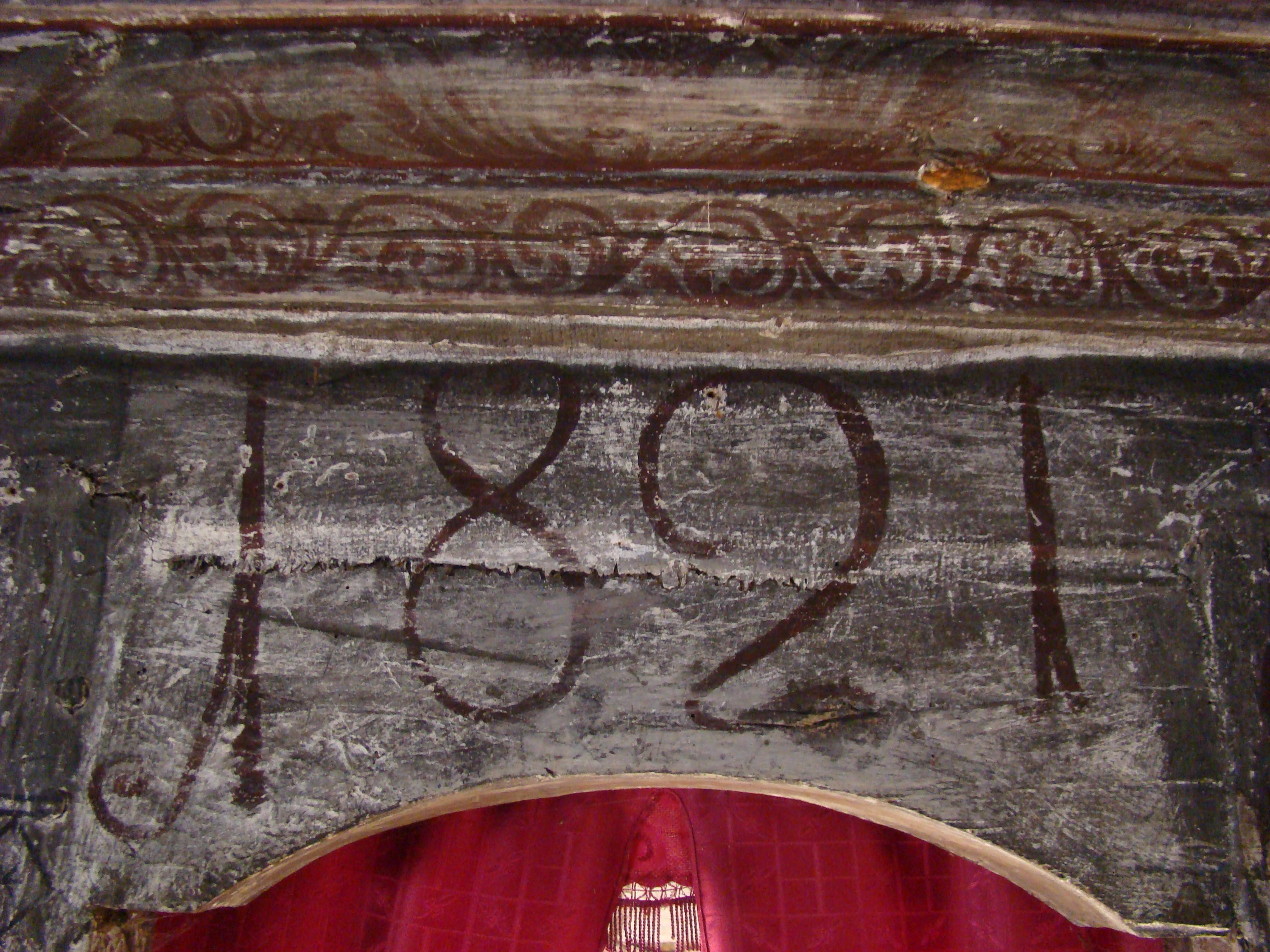
Anul realizării picturii trecut deasupra ușii dintre naos și pronaos

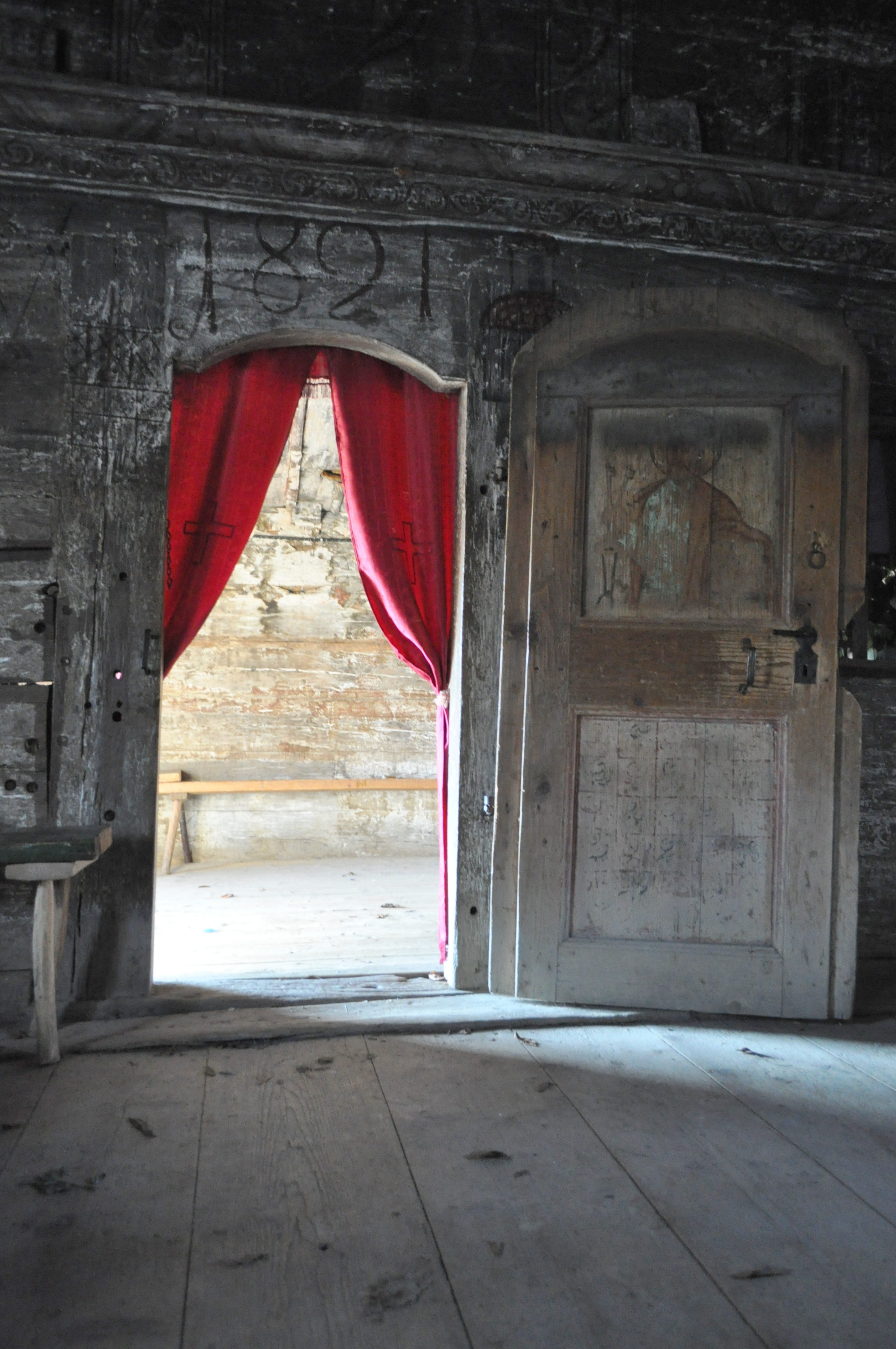
Ușa pictată dintre naos și pronaos: Apostolul Petru

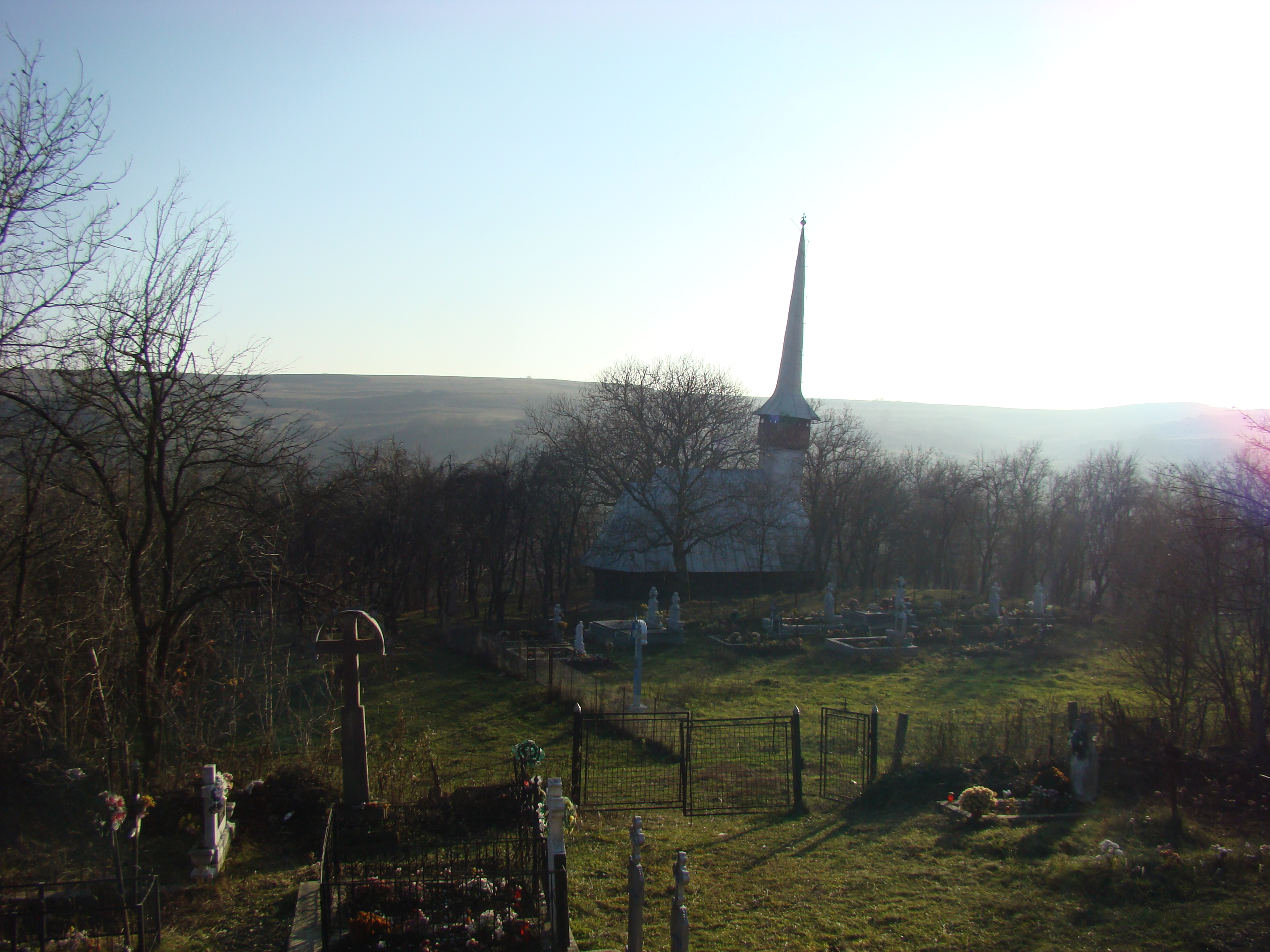
Biserica din depărtare

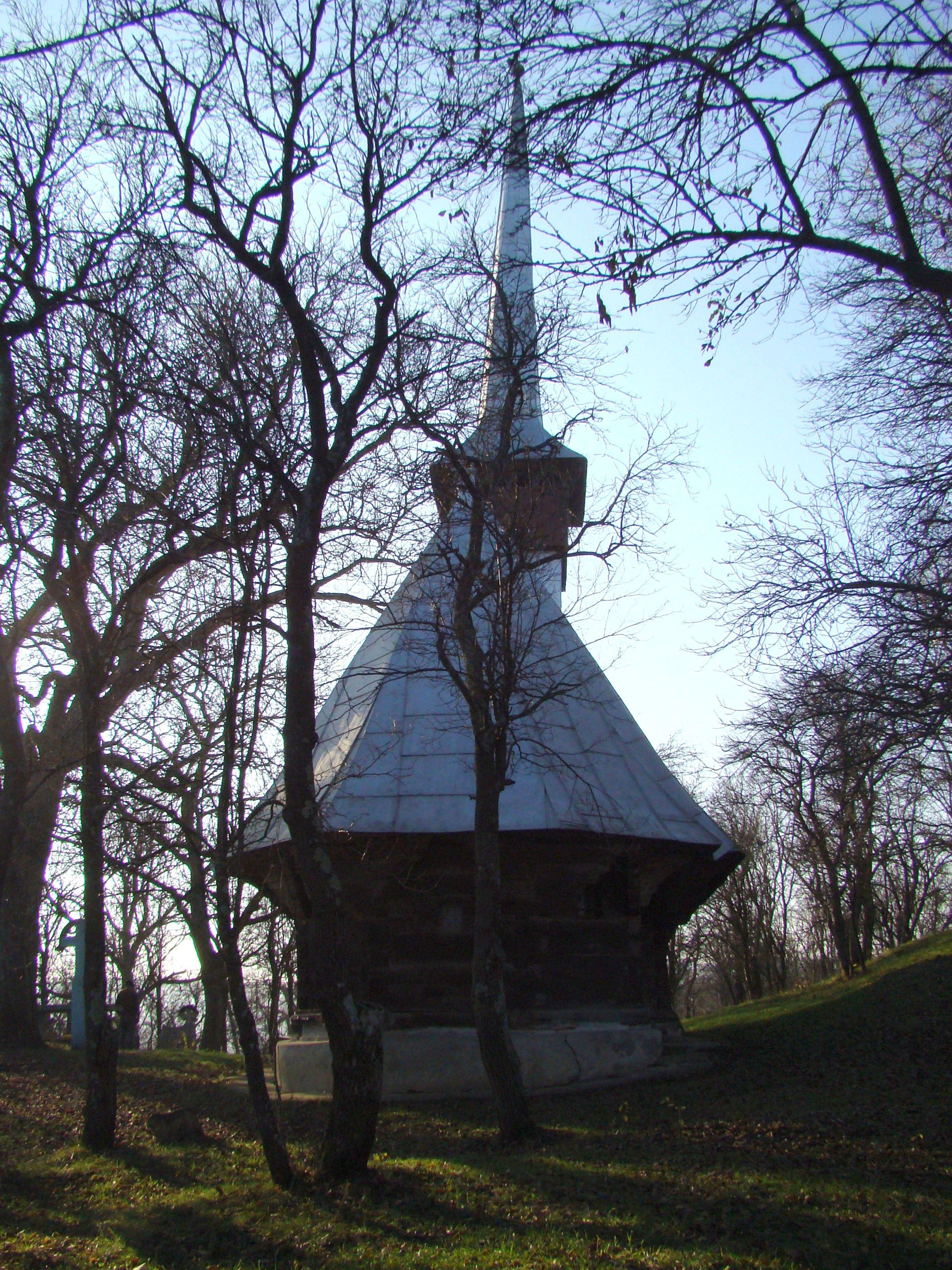
Biserica (est)

Biserica de lemn din Osoi, comuna Recea-Cristur, județul Cluj, datează din anul 1800 .
Are hramul „Sfinții Arhangheli Mihail și Gavriil”. Biserica se află pe noua listă a monumentelor istorice sub codul LMI: CJ-II-m-B-07730.

## Istoric
În secolul al XVIII-lea satul avea biserică, construită la o dată necunoscută. Amintirea ei este perpetuată de prestolul aflat în preajma actualei biserici.
Biserica cu hramul „Sfinții Arhangheli Mihail și Gavriil” a fost construită în 1800, pictată în 1821 de Ioan Perșe din Elciu, sfințită în 1822 de episcopul Vasile Moga și resfințită în 6 noiembrie 2005 de episcopul vicar Vasile Someșanul. În anul 2003 au început lucrările de construcție a unei noi biserici, ale cărei temelii au fost sfințite în 9 mai 2004 de episcopul vicar Vasile Someșanul.

## Trăsături
Biserica de lemn „Sfinții Arhangheli” are un plan identic cu al majorității bisericilor de lemn din Podișul transilvano-someșan: pronaosul și naosul de formă rectangulară, iar absida altarului de formă poligonală, mai îngustă decât restul clădirii. Deasupra pronaosului se află turnul-clopotniță, de forma unei prisme, cu secțiunea din plan pătrată, cu galerie în partea superioară a tamburului, încoronat cu un coif ascuțit. Intrarea în biserică se deschide în peretele sudic al pronaosului. Pronaosul este tăvănit, iar naosul și altarul au câte o boltă semicilindrică. Pereții interiori au fost acoperiți cu picturi în anul 1821 de zugravul Ioan Perșe, paroh al Elciului. Pictura se mai păstrează doar fragmentar. 
Patrimoniu: clopote de 30 de kg; 40 de kg.
Icoane: Nașterea Domnului-sec.XVII, Iisus învățător sec.XVIII, Maica Domnului cu Pruncul sec.XVIII.
Cărți: Chiracodromion, Bălgrad, 1699; Penticostarion, Râmnic, 1743; Triodion, București, 1747 (însemnări: acest Triod îi a satului Osoiu, 1834; Acest Triod îi prin cheltuiala satului. Scris-am eu, popa Gligor), Evanghelie, Blaj, 1776, (însemnare cu caractere chirilice, nedatată, autor popa Matei din Codor, notarăș sobornicesc, prin care se arată că Evanghelia a fost cumpărată de câțiva săteni pentru biserică; însemnare cu caractere latine, datată 5 iuliu 1901, autor Alexandru Pop, arătând că Evanghelia a fost dată bisericii greco-catolice din Osoiu, filială nou convertită, aparținătăoare parohiei Huzmezeu); Apostol, Blaj, 1802; Strastnic, Blaj, 1817.

## Imagini din exterior

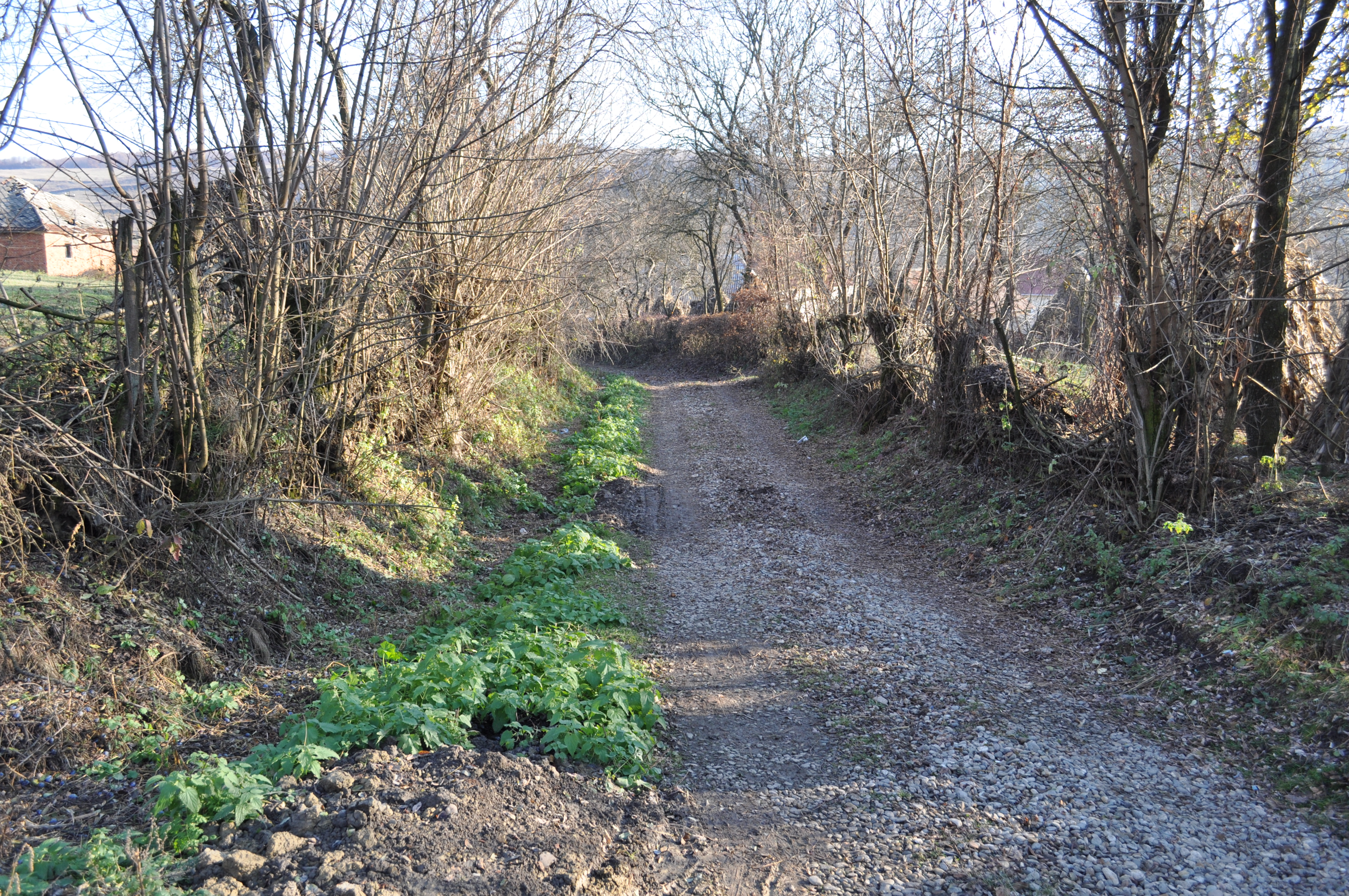
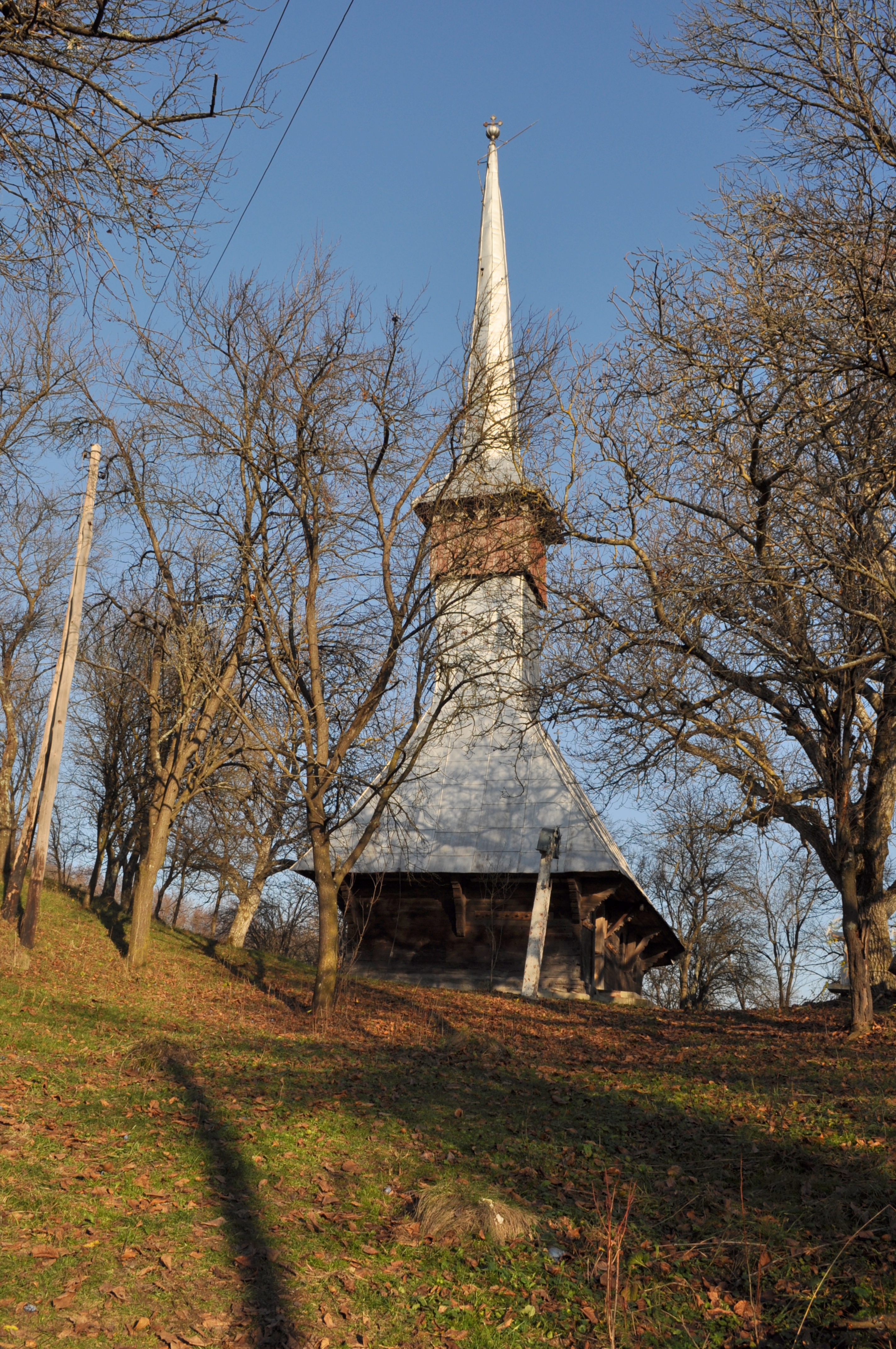
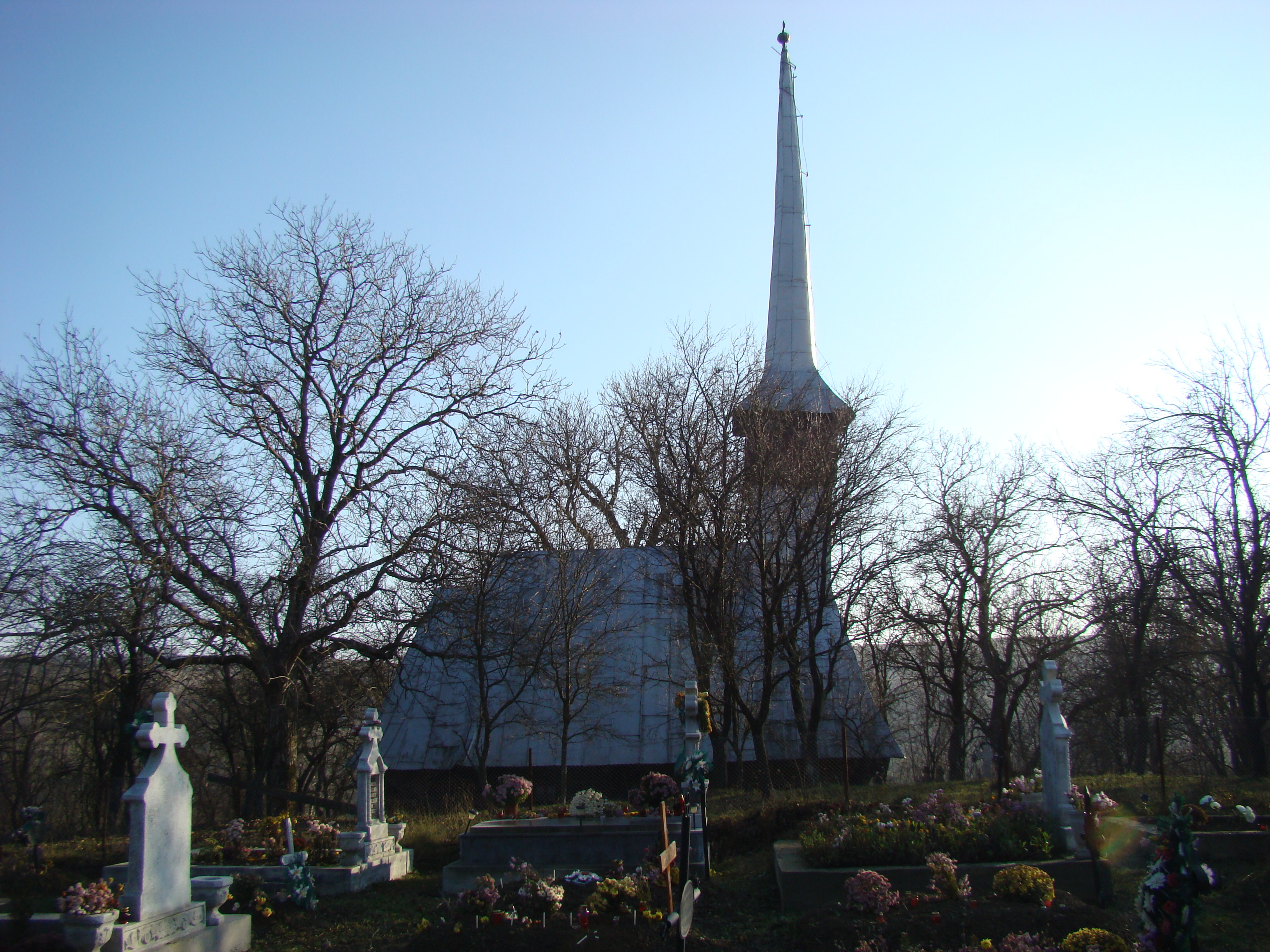
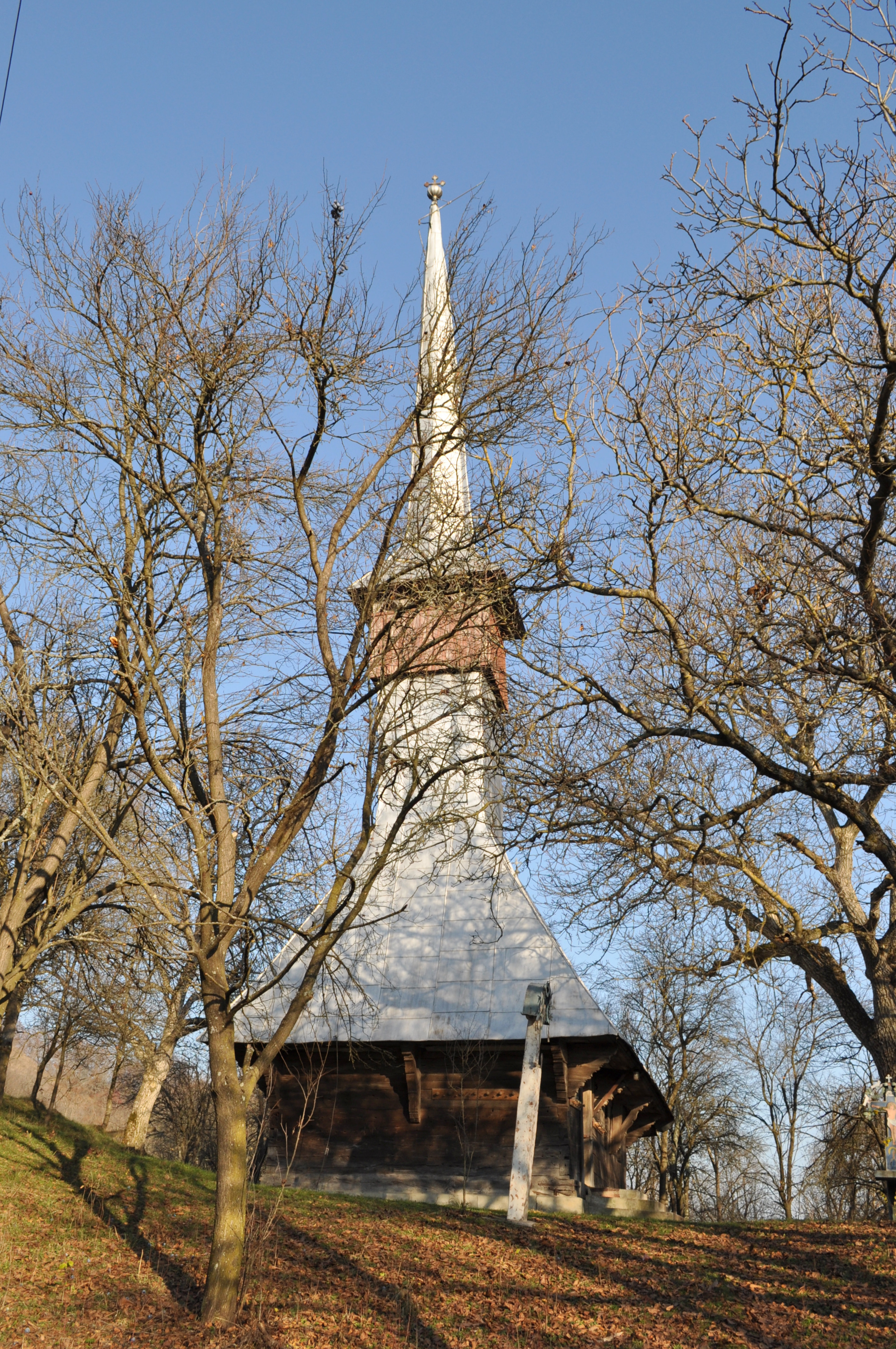
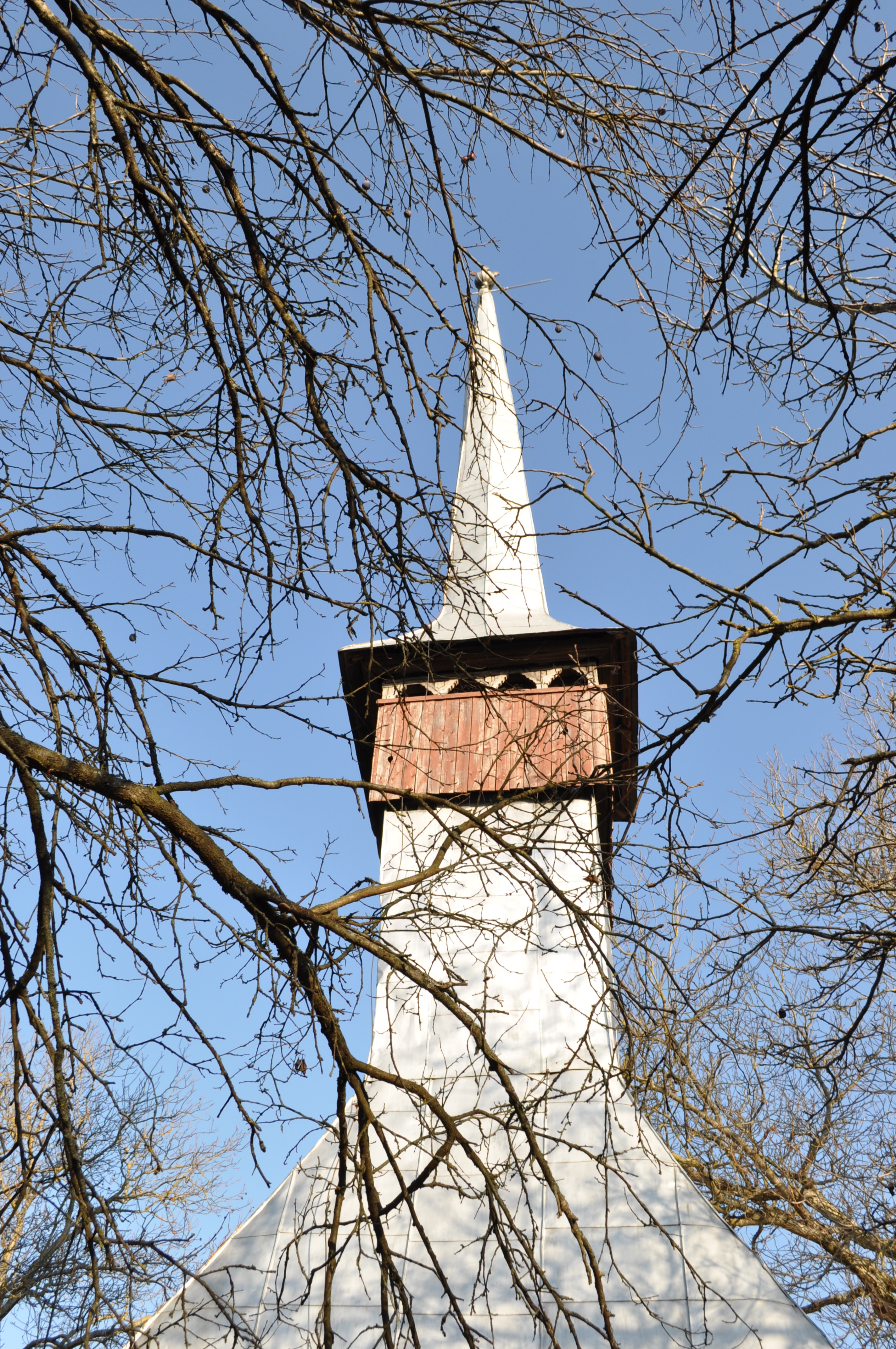
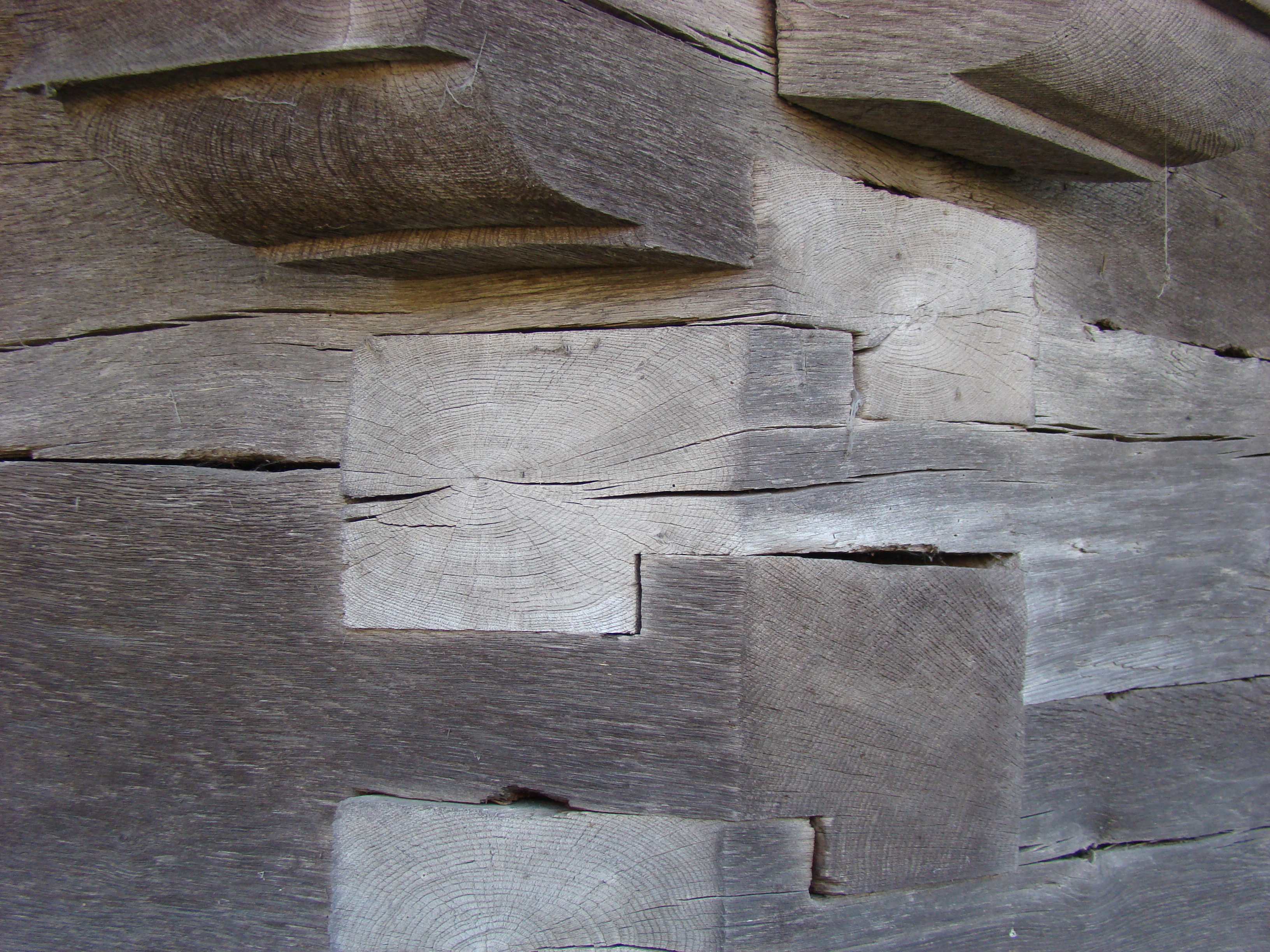
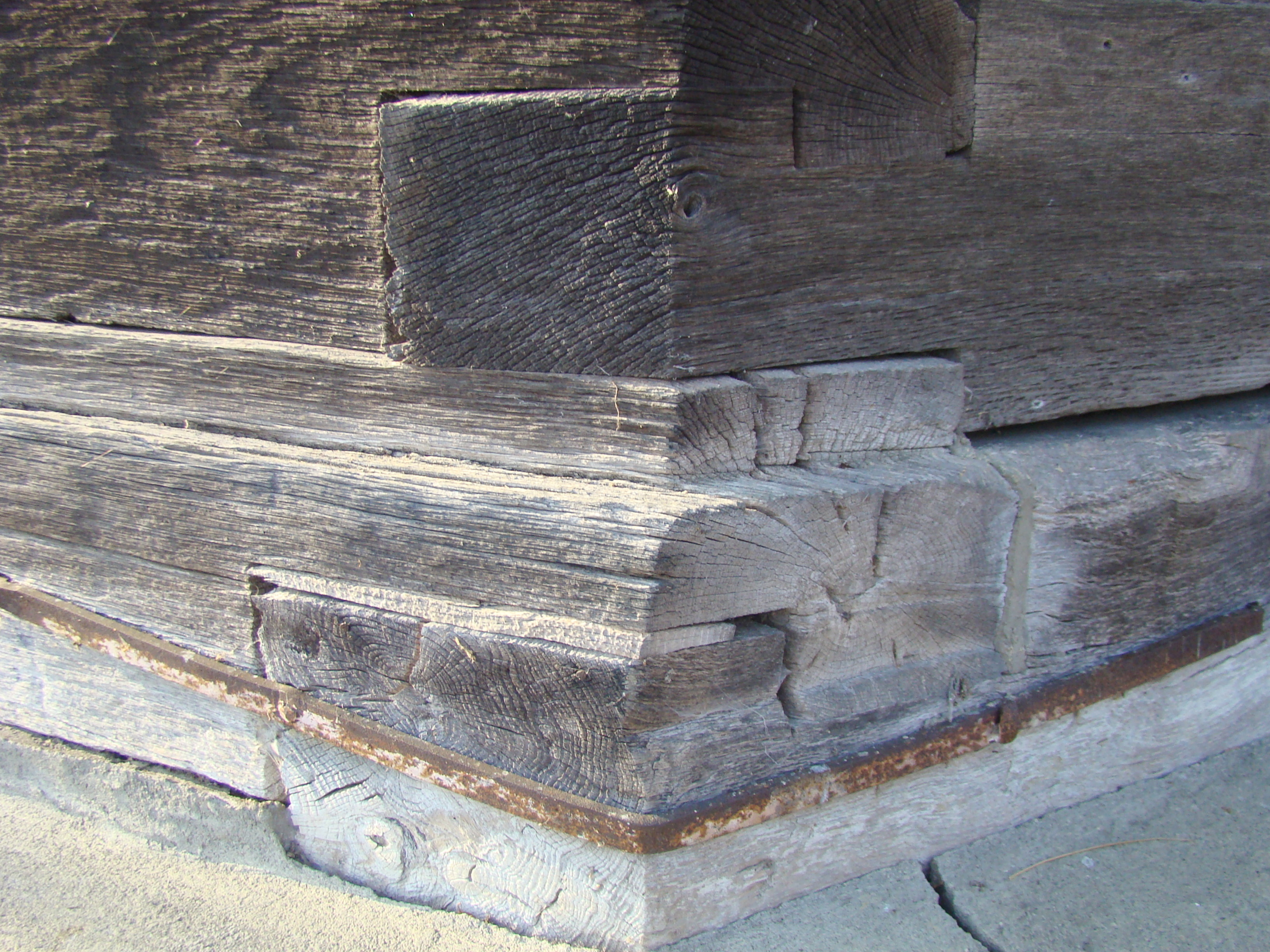
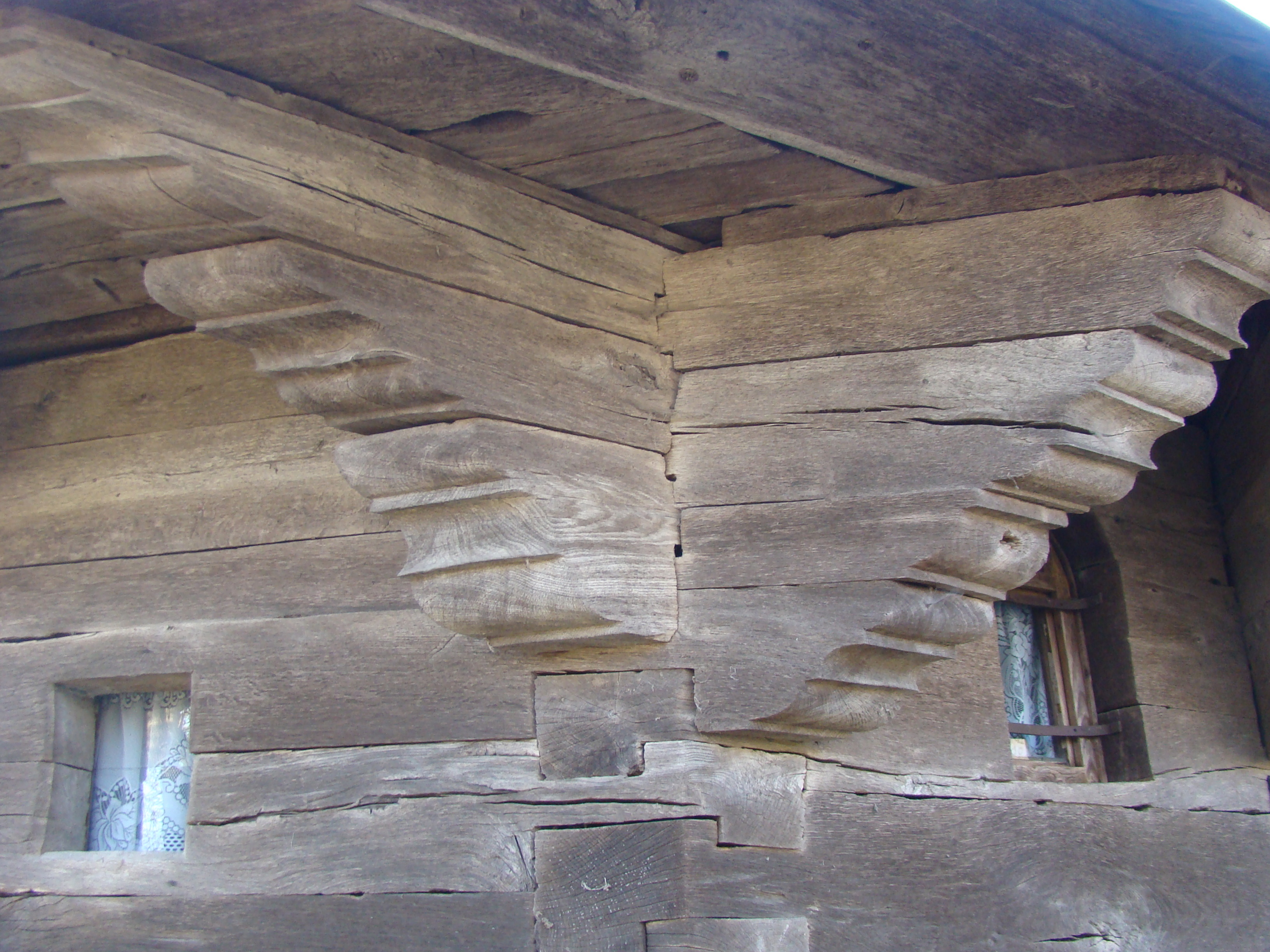
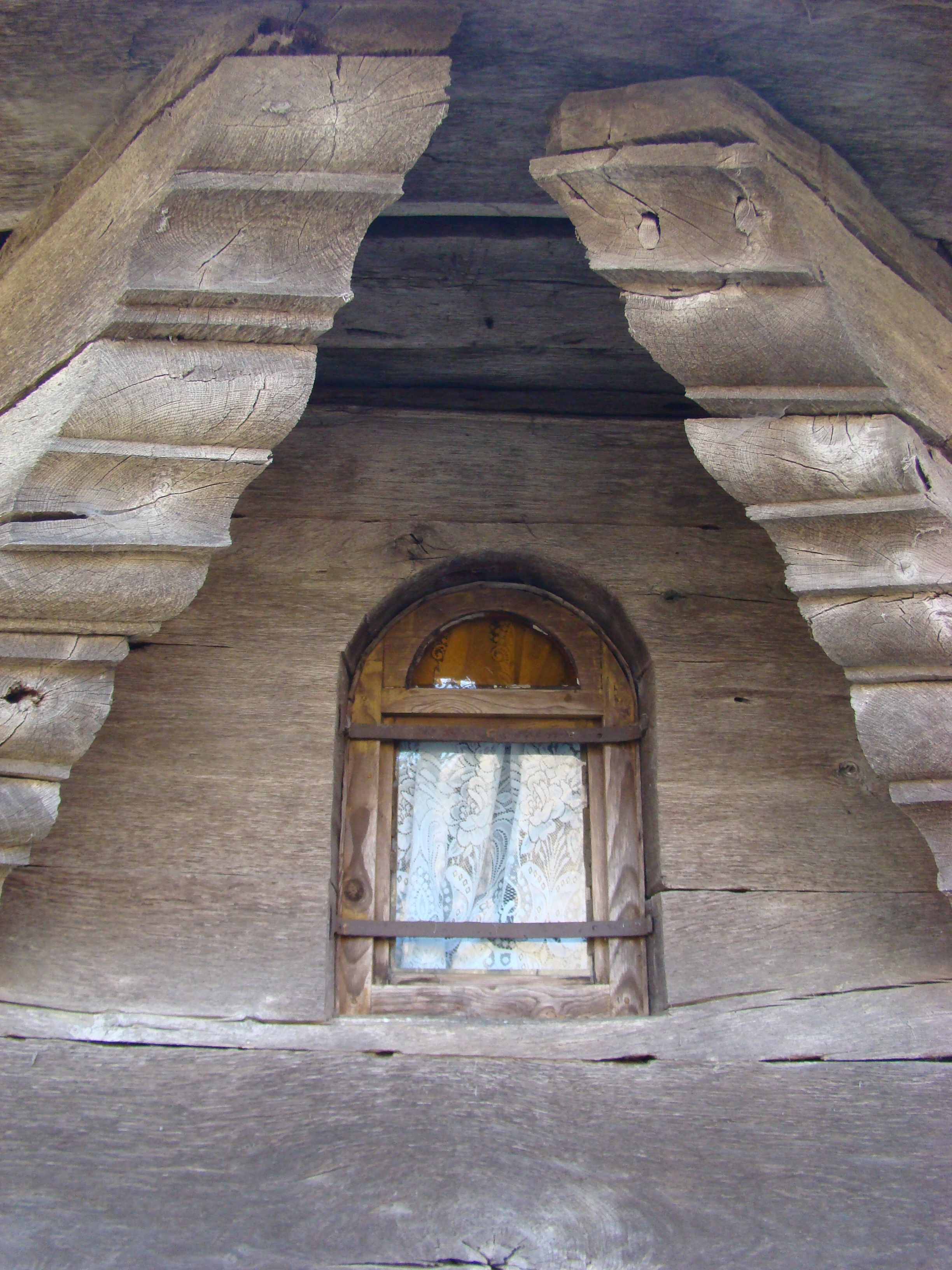
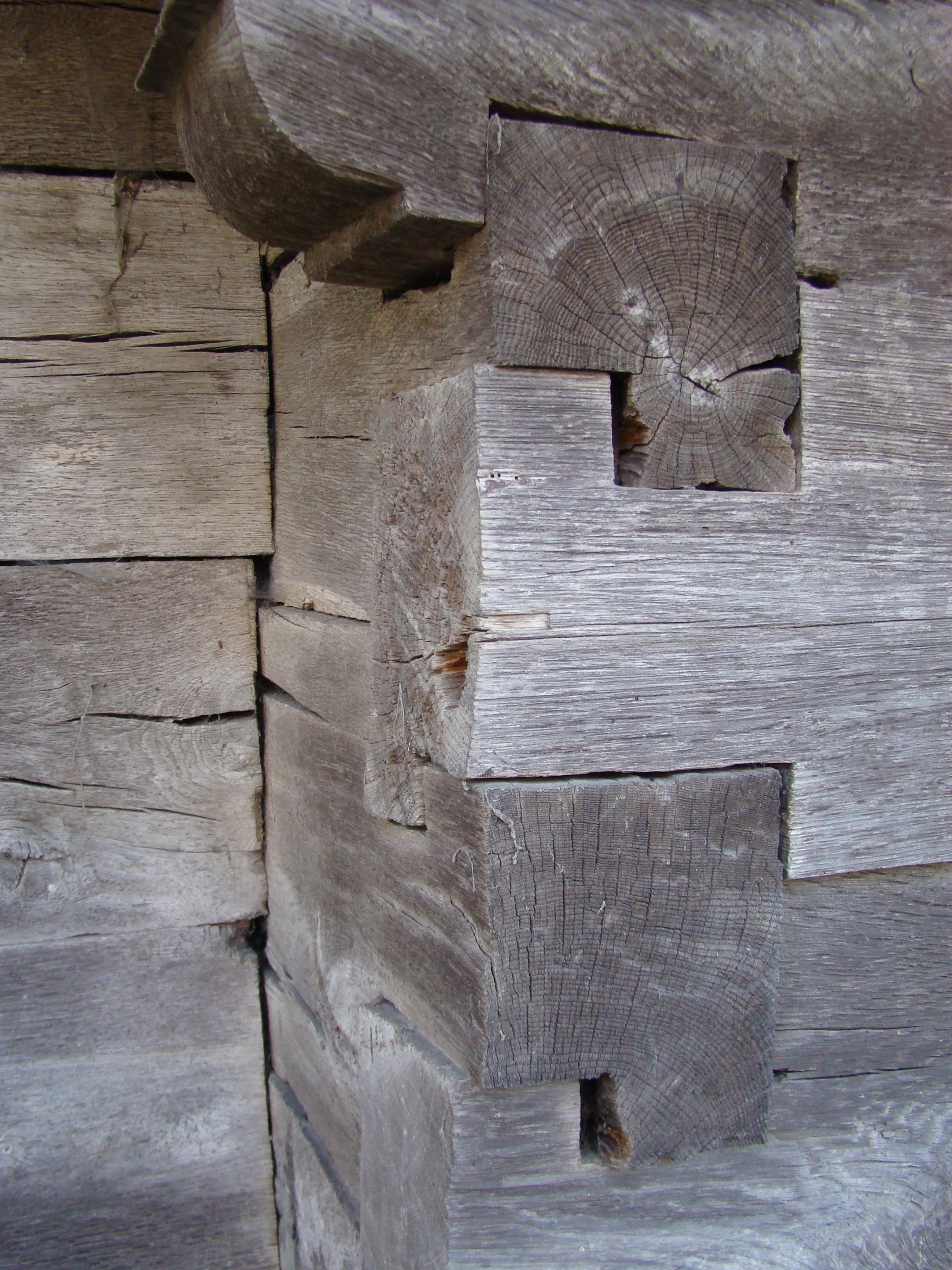
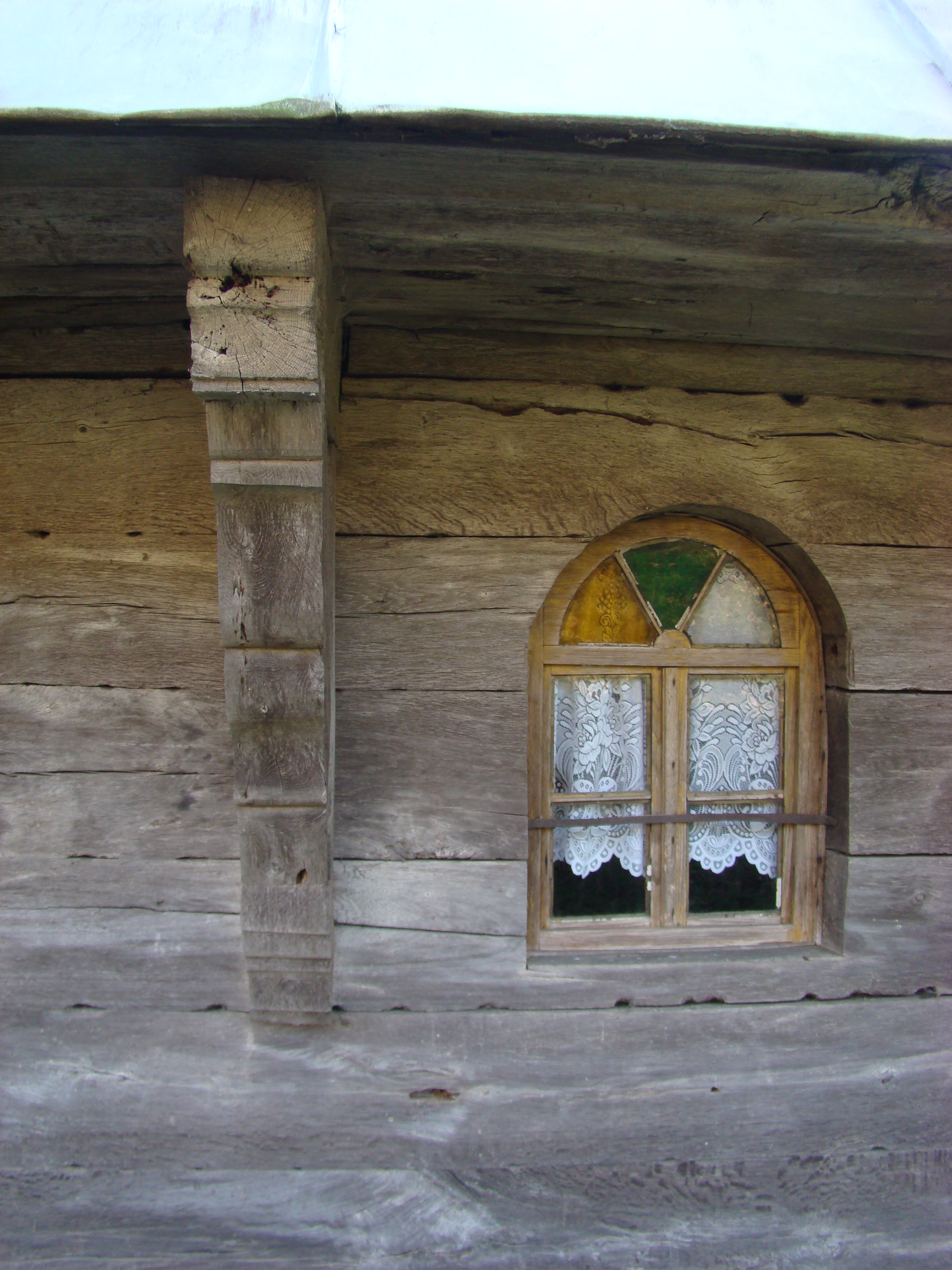
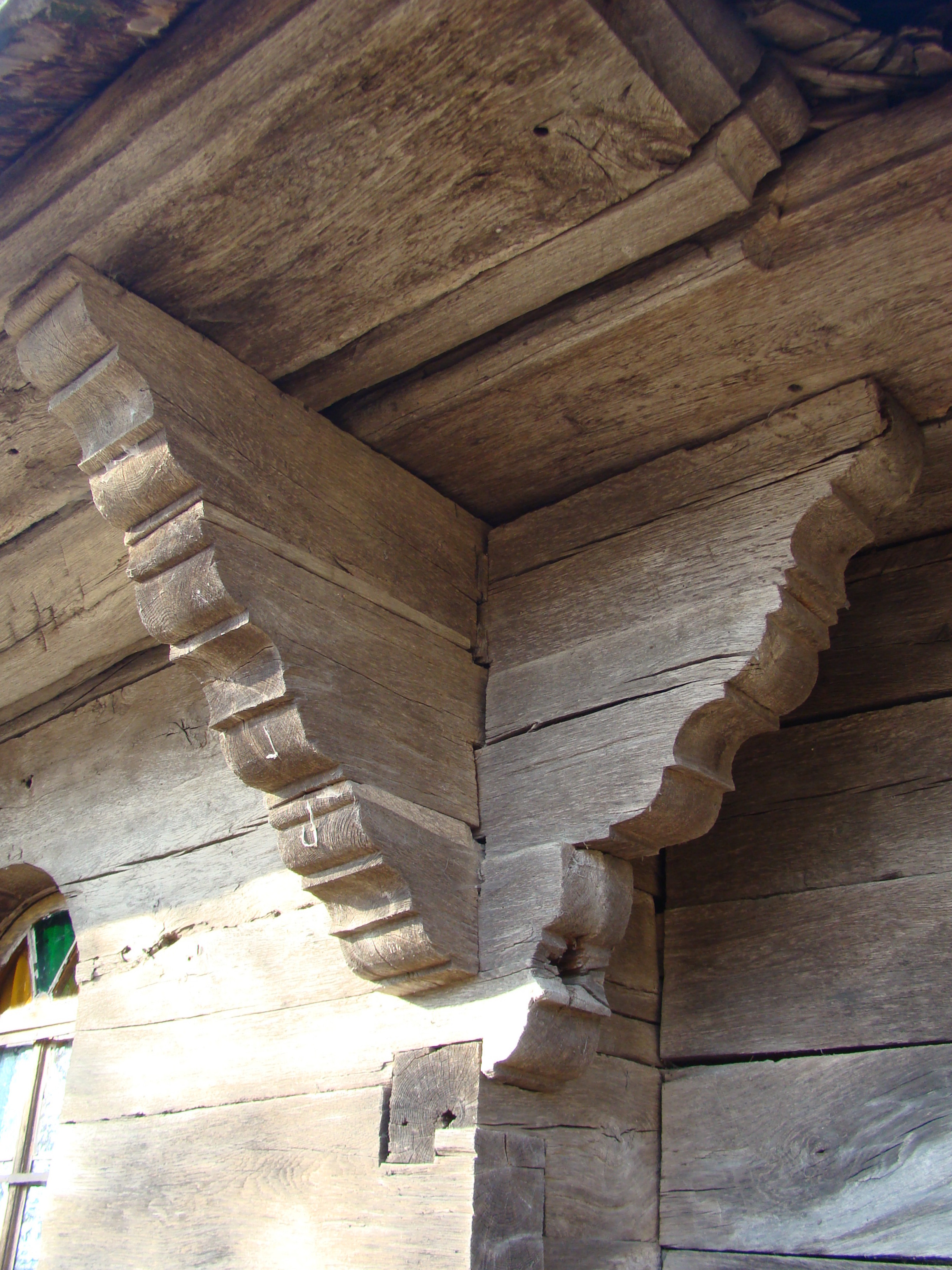
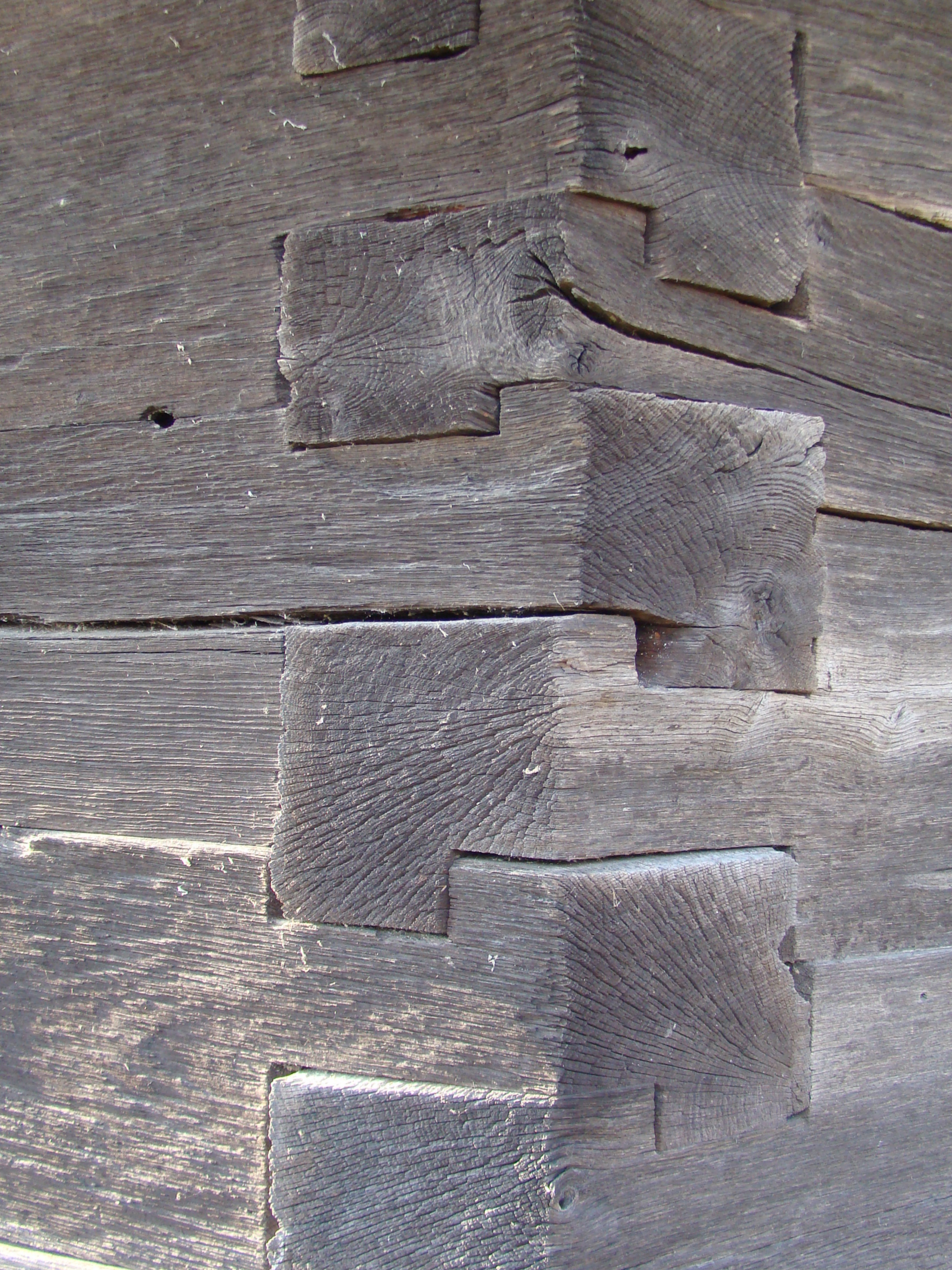
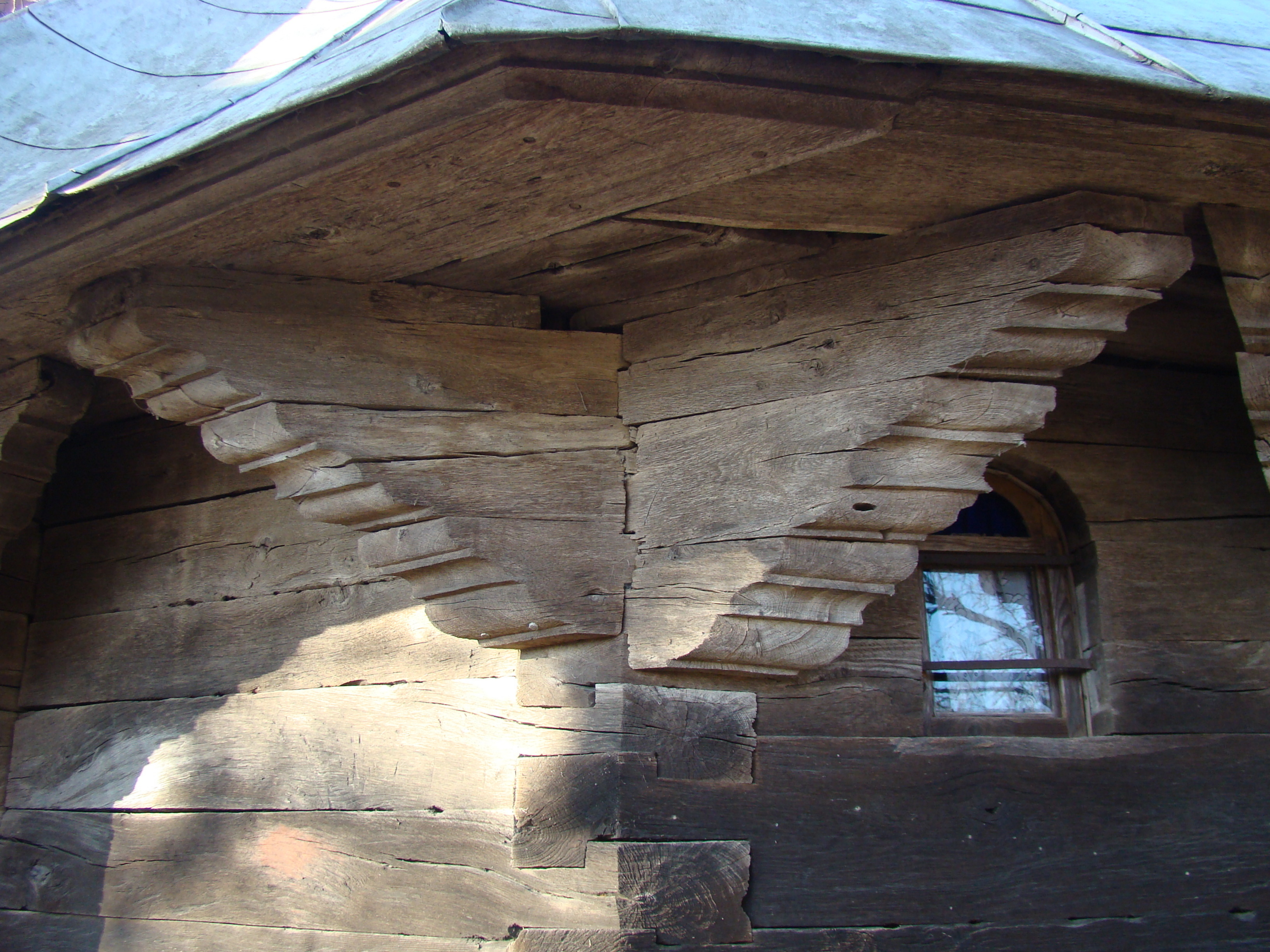
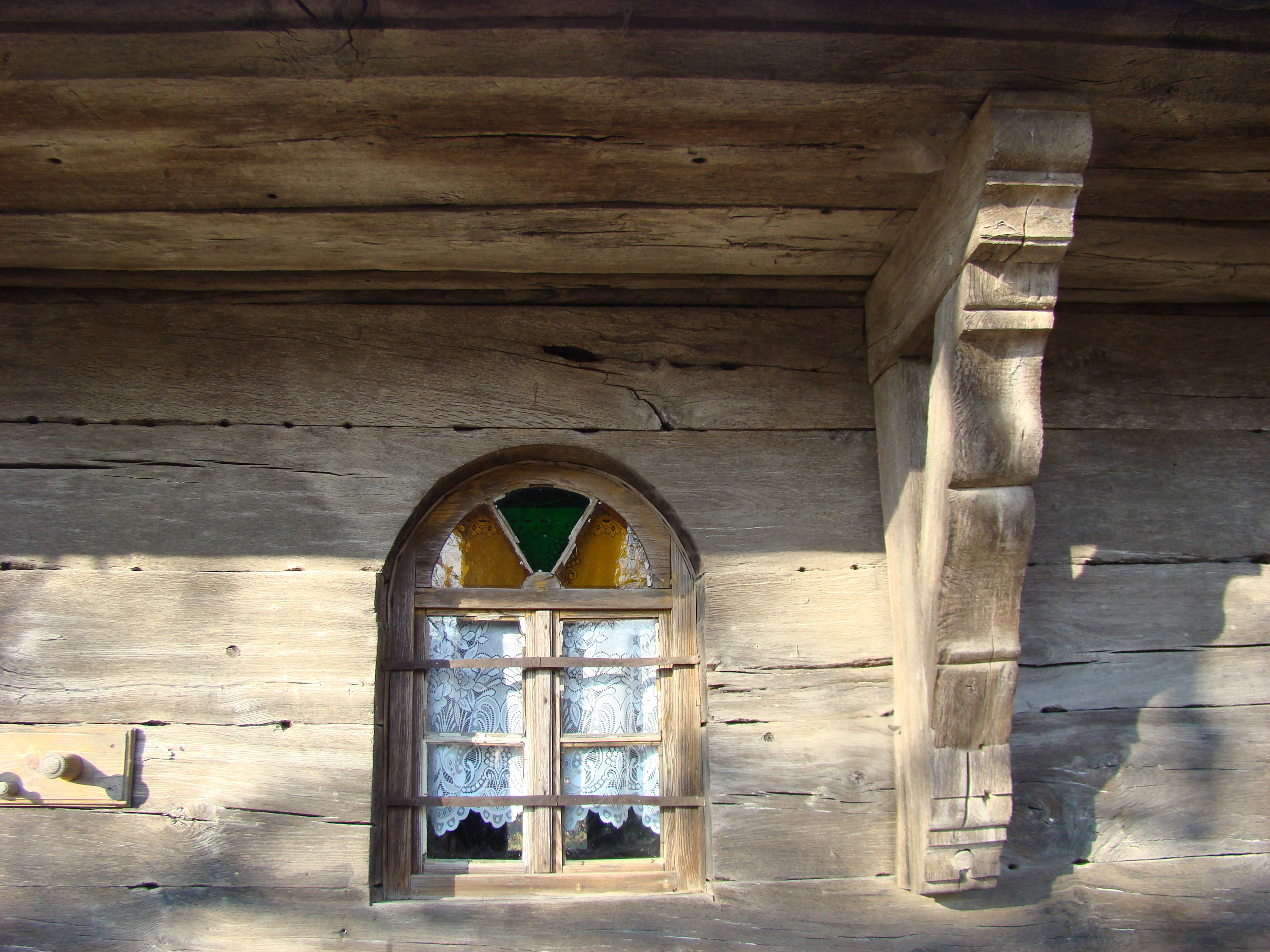
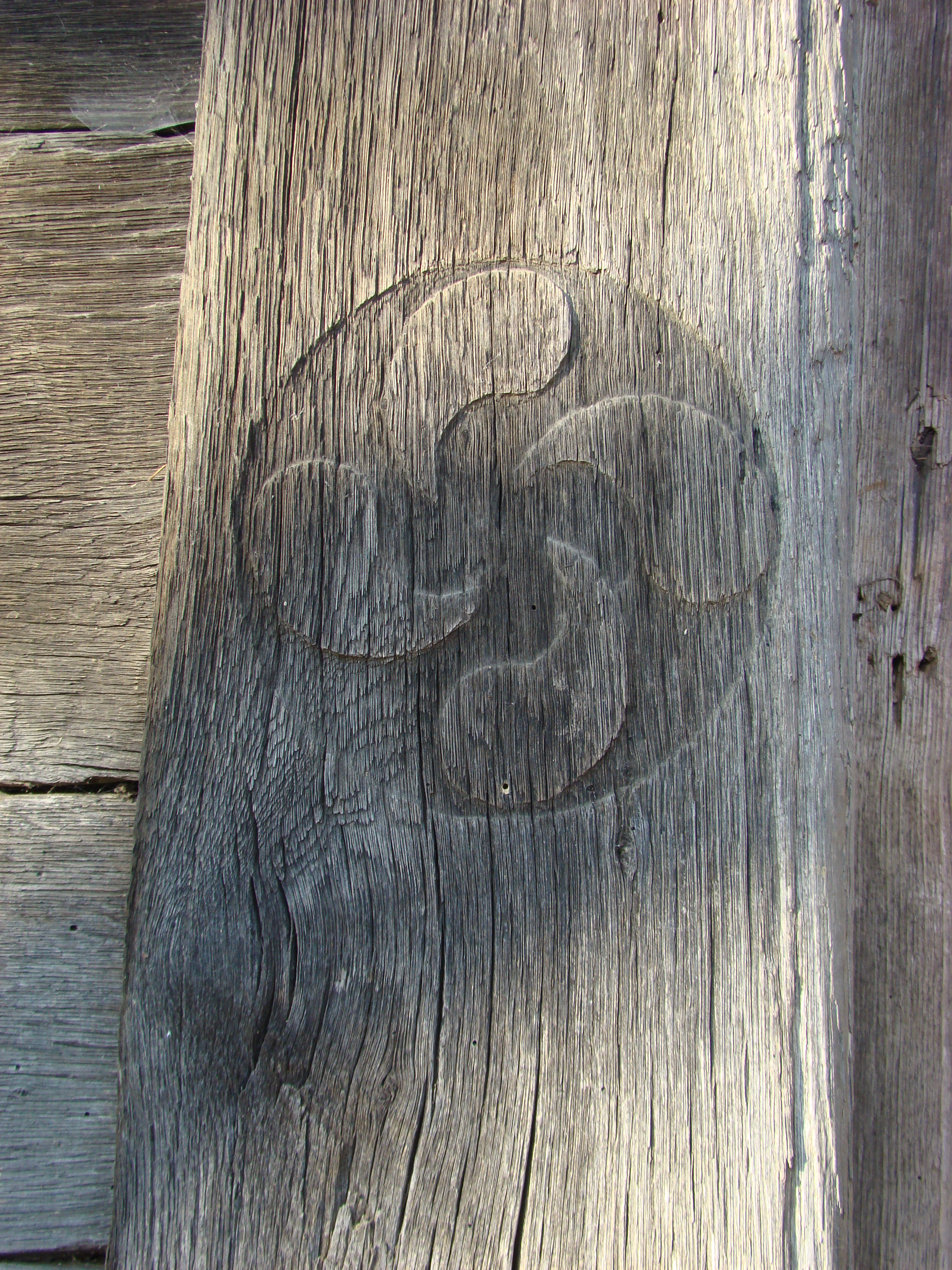
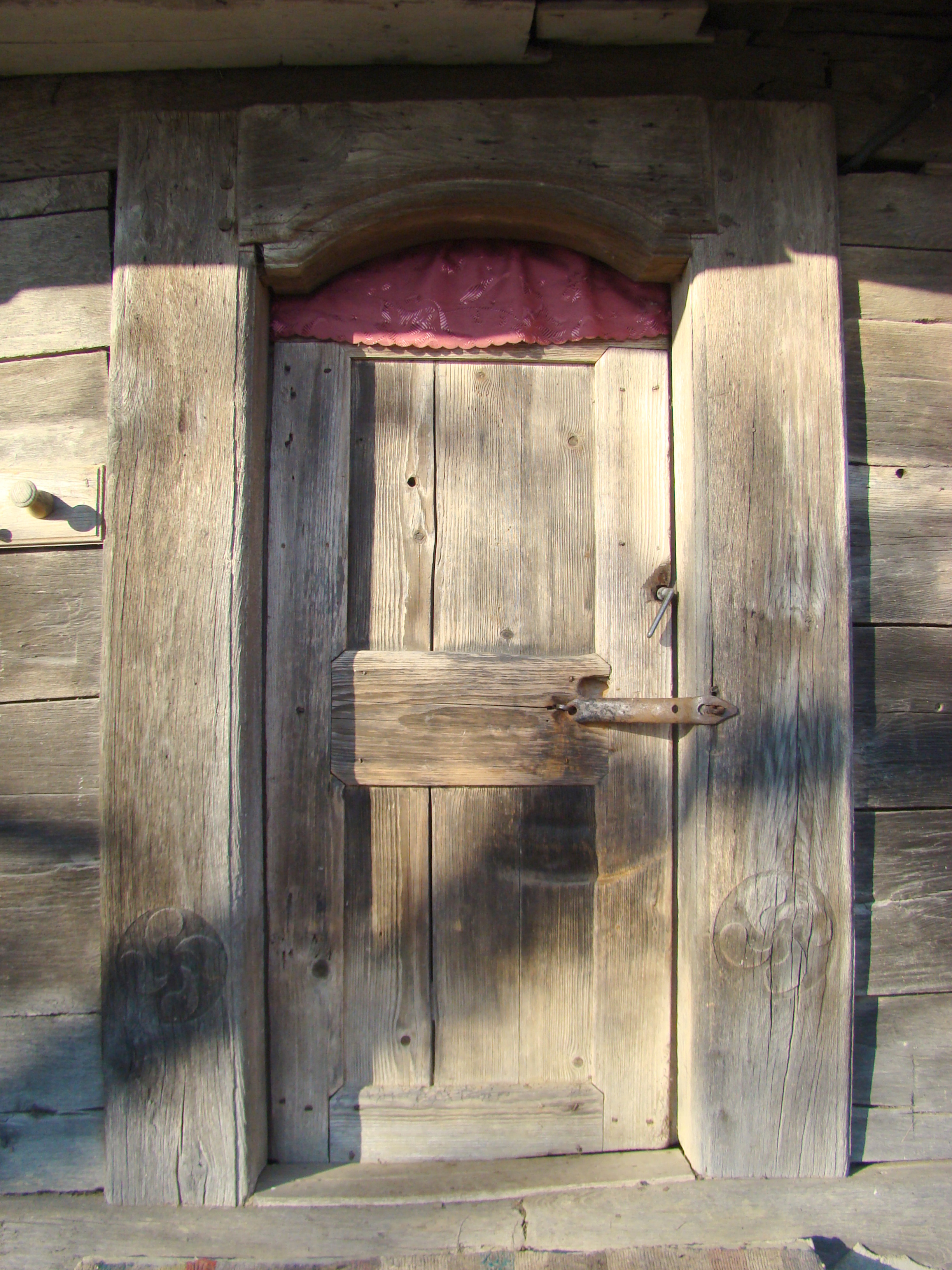
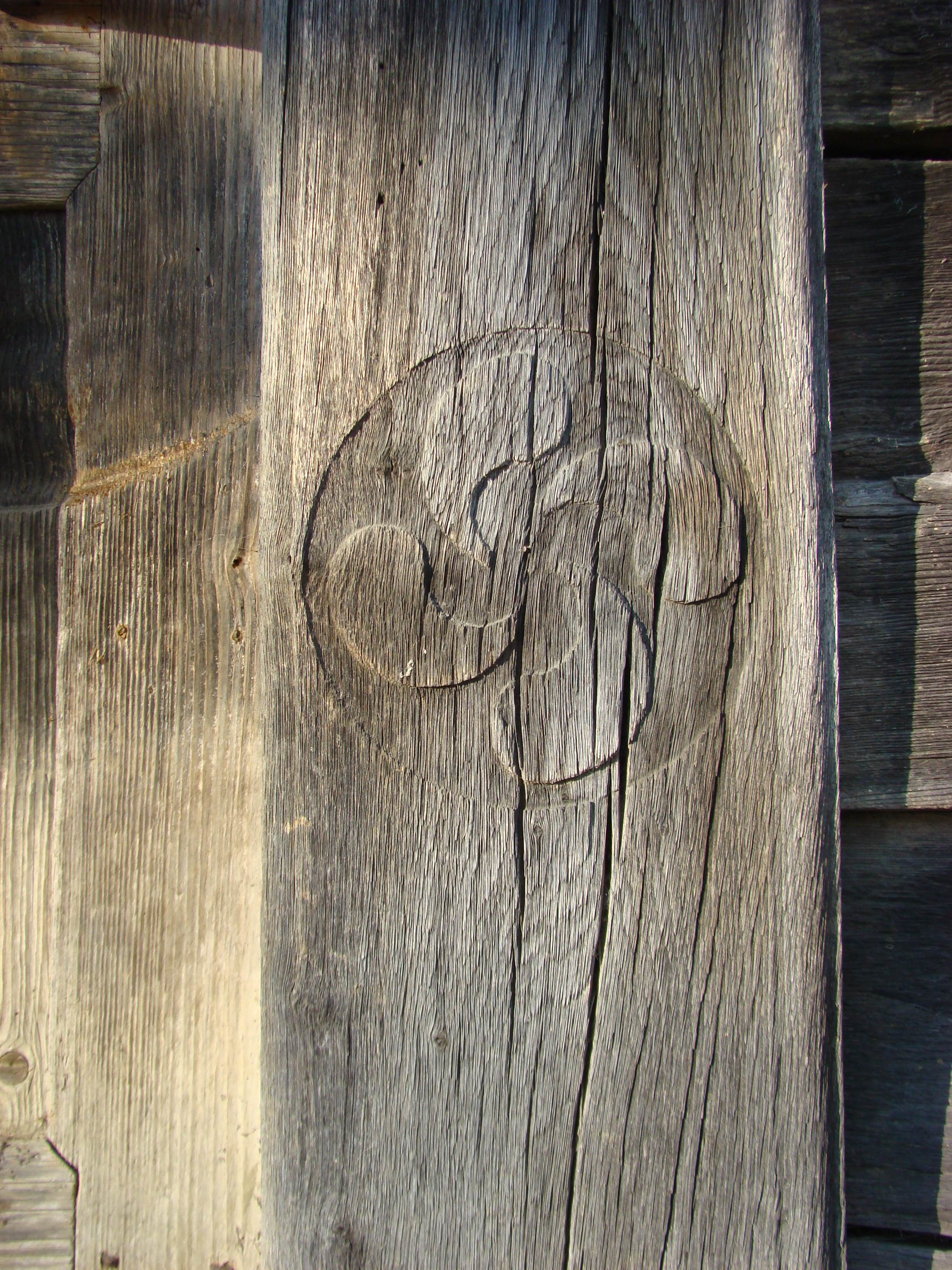
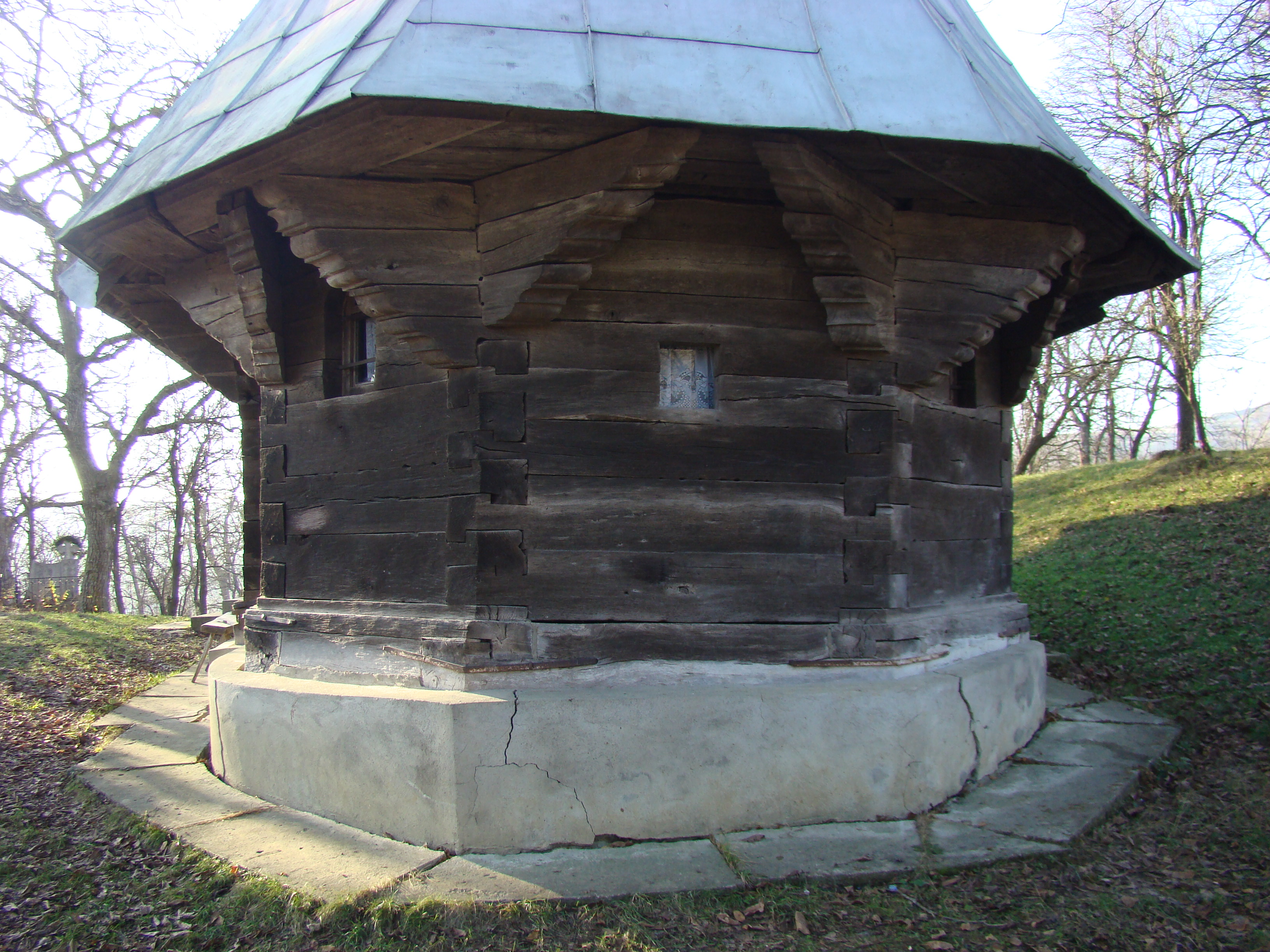
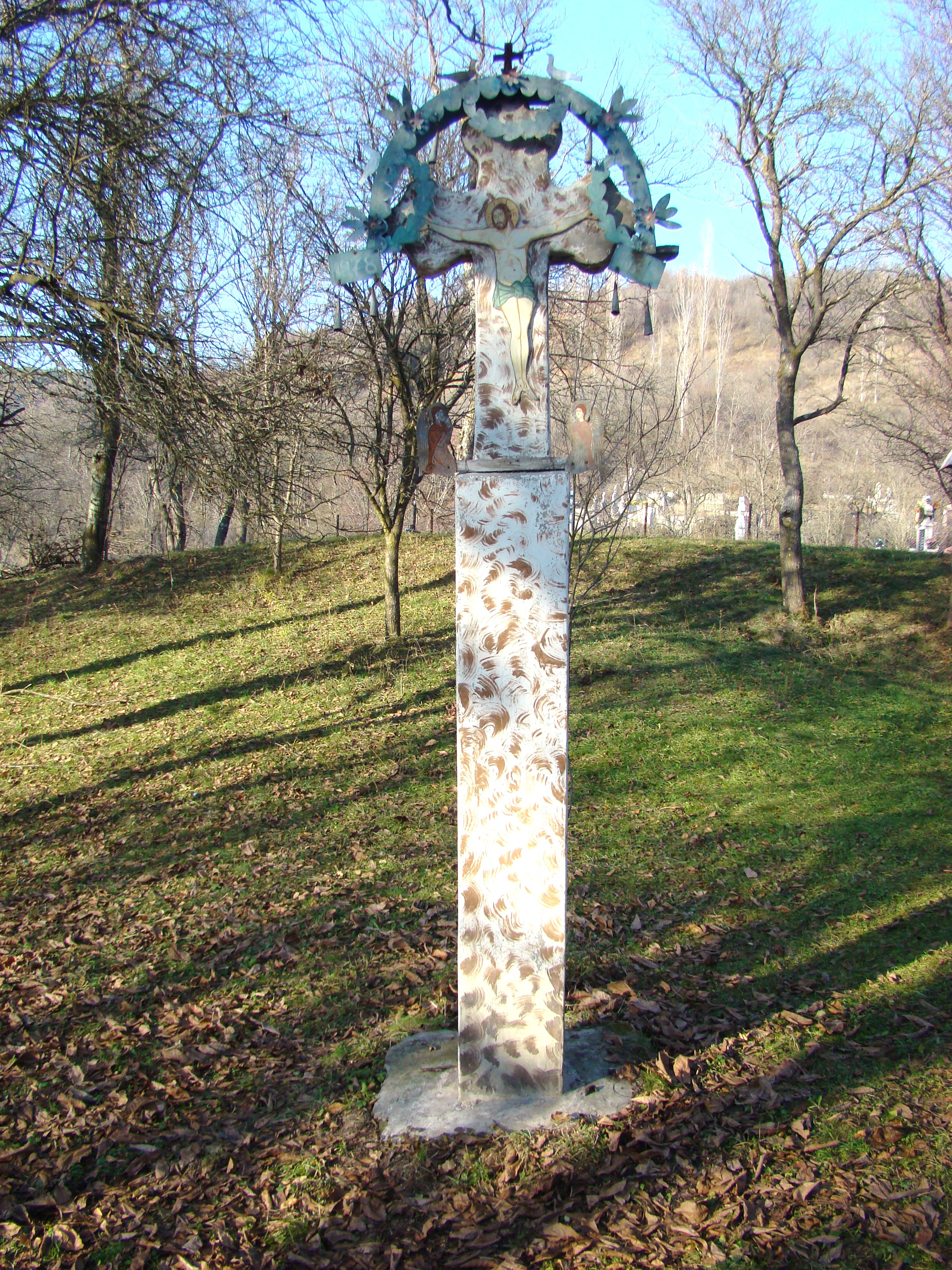
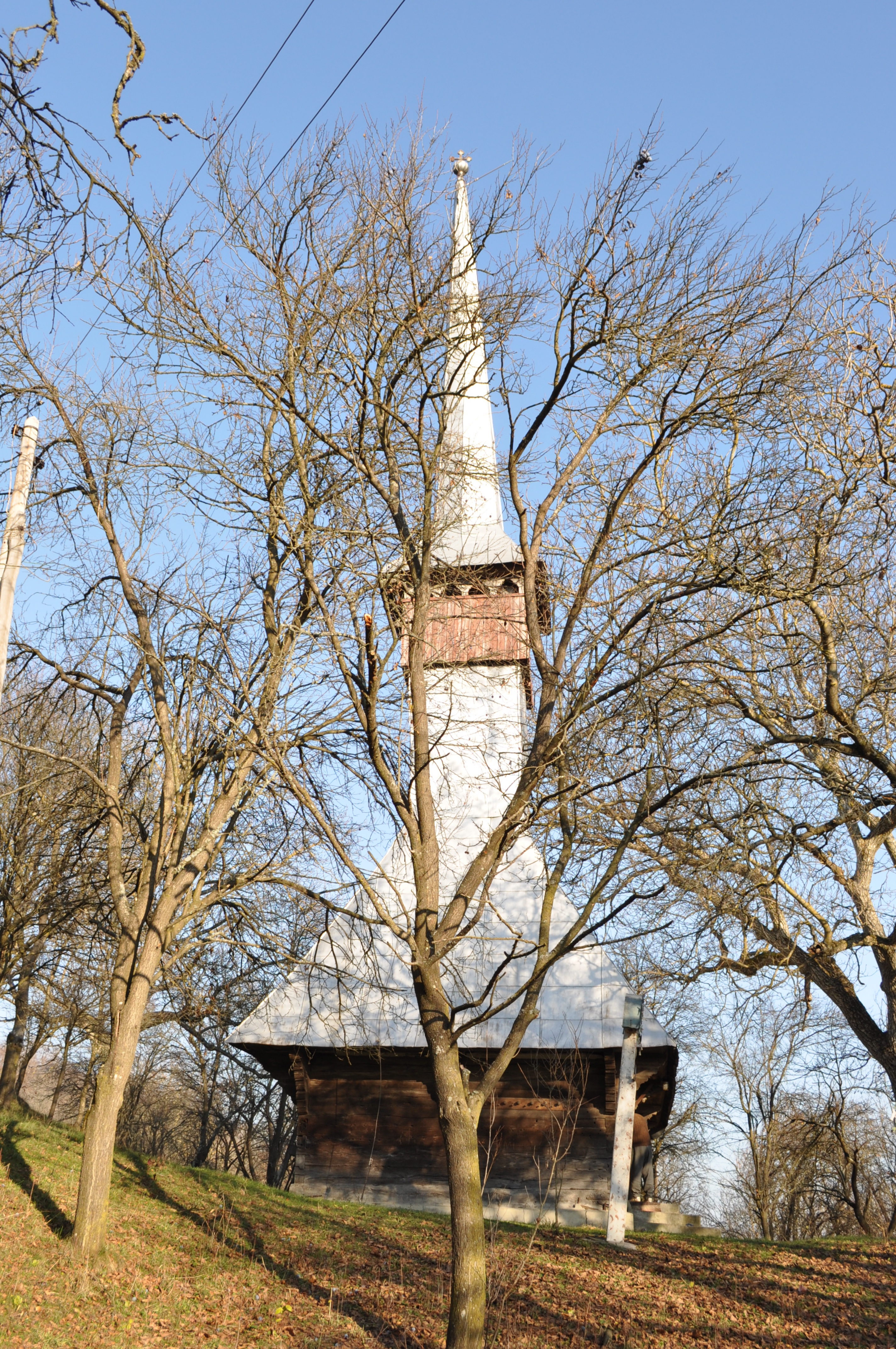
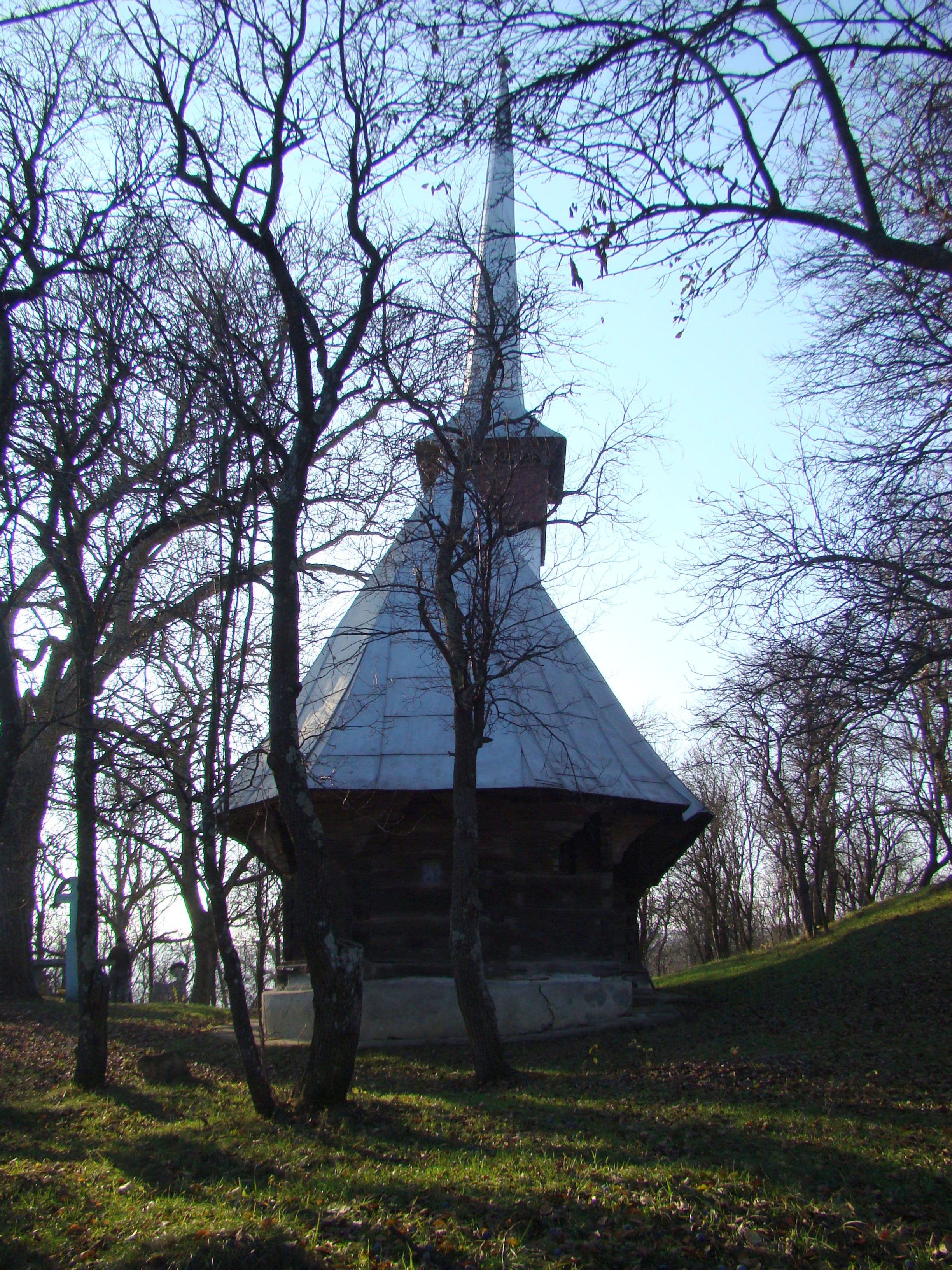
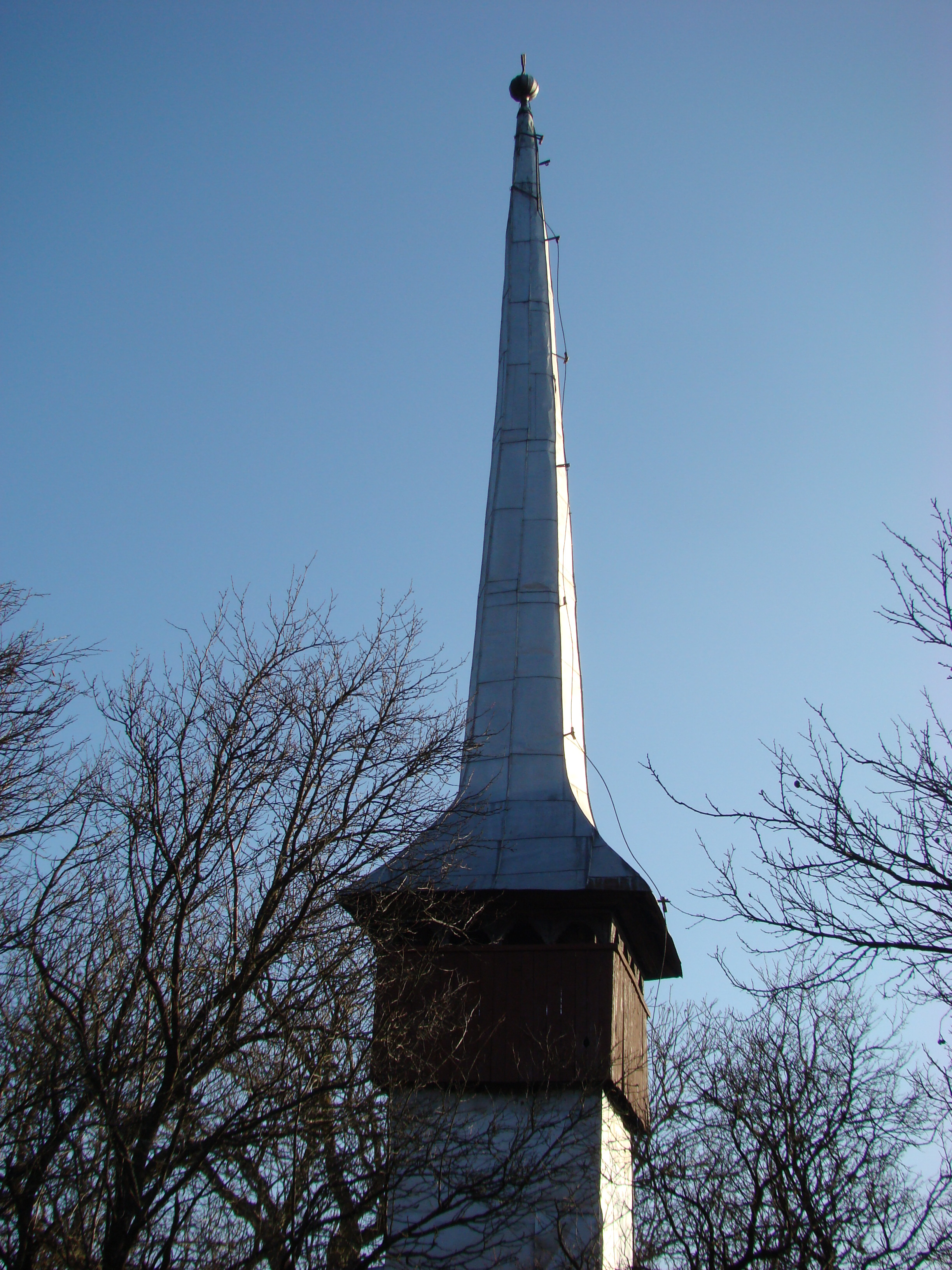
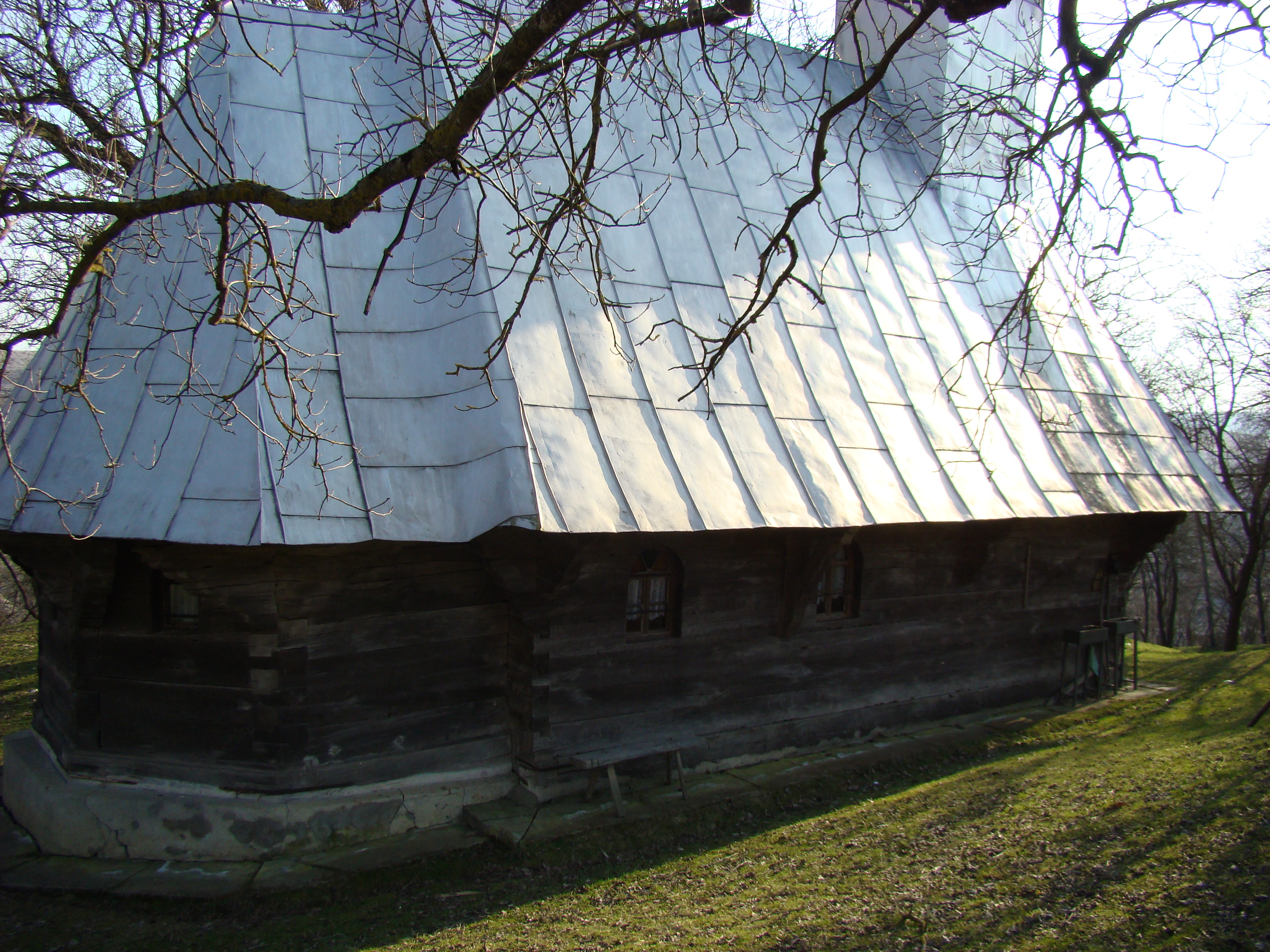

## Imagini din interior

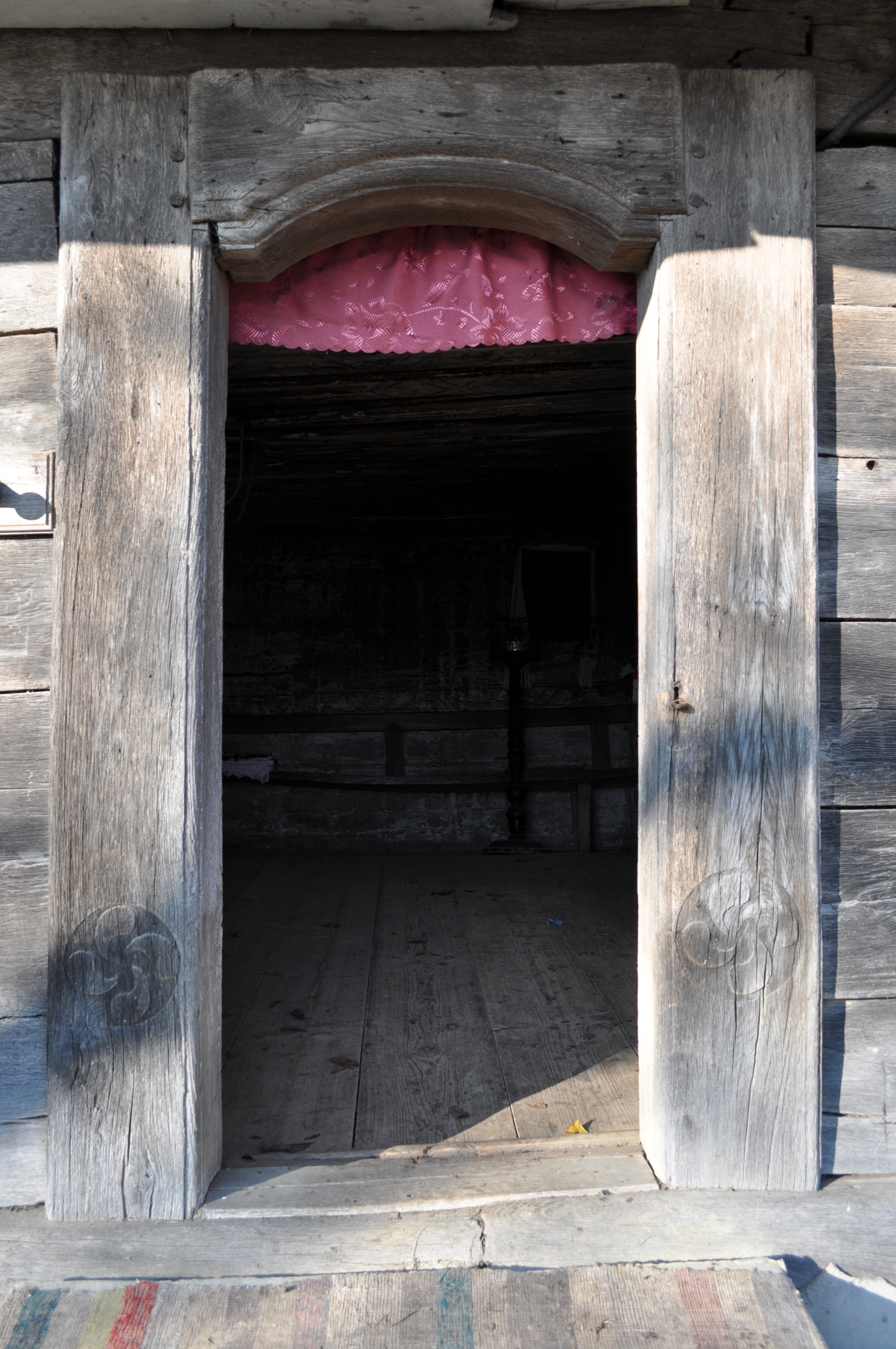
Portalul exterior
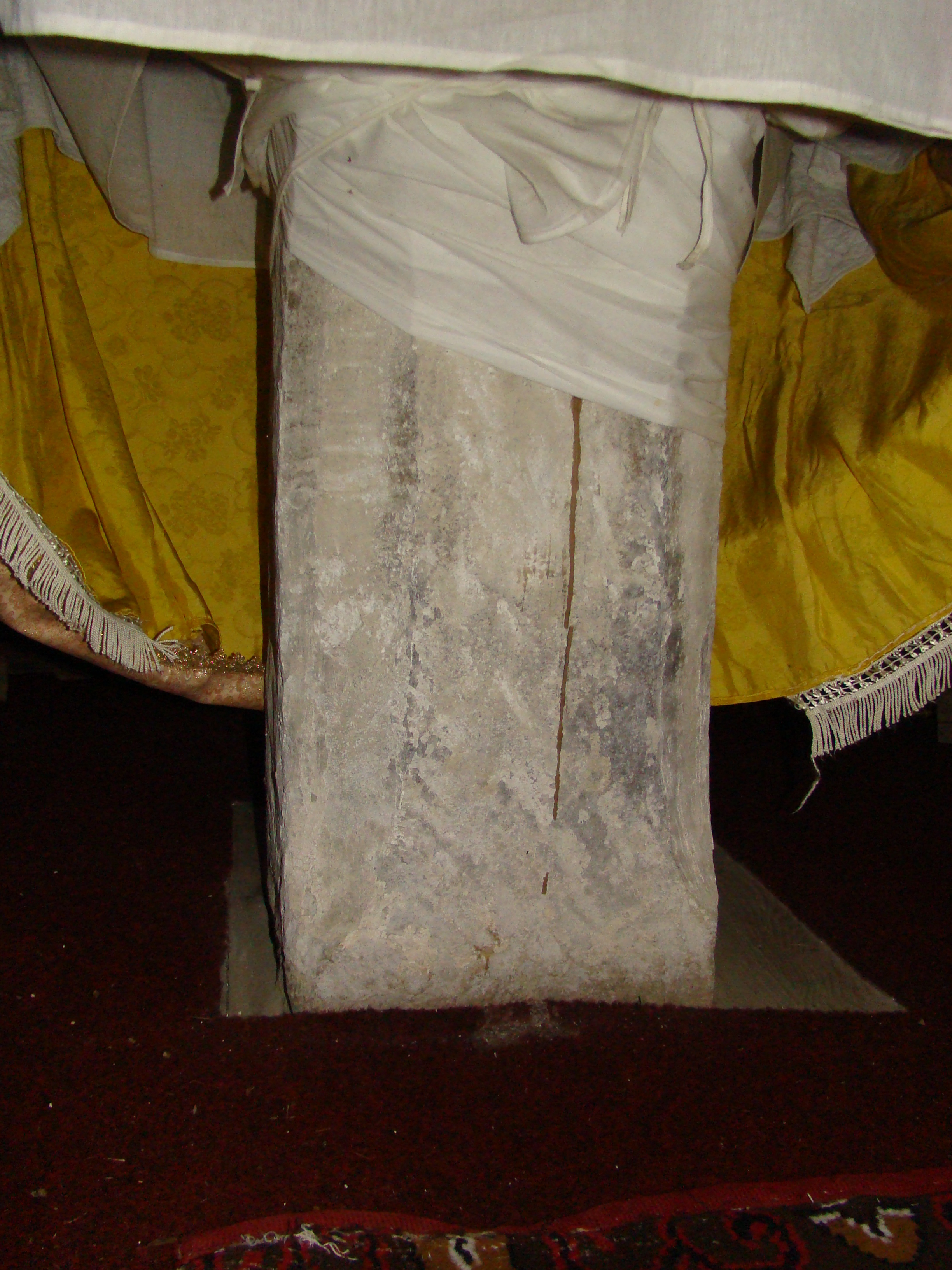
Piciorul de piatră al prestolului
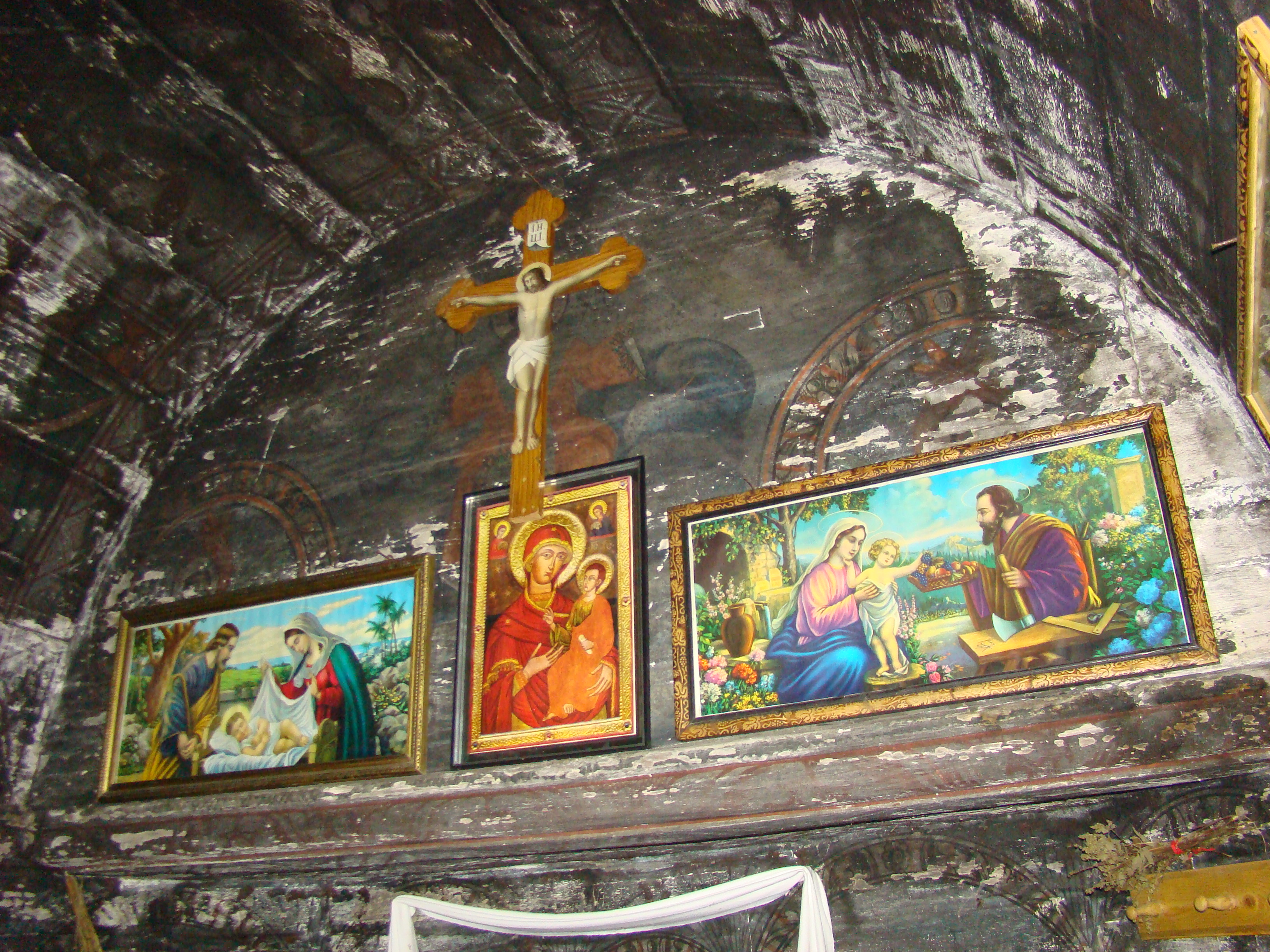
Timpanul pe care se sprijină boltă semicilindrică a altarului
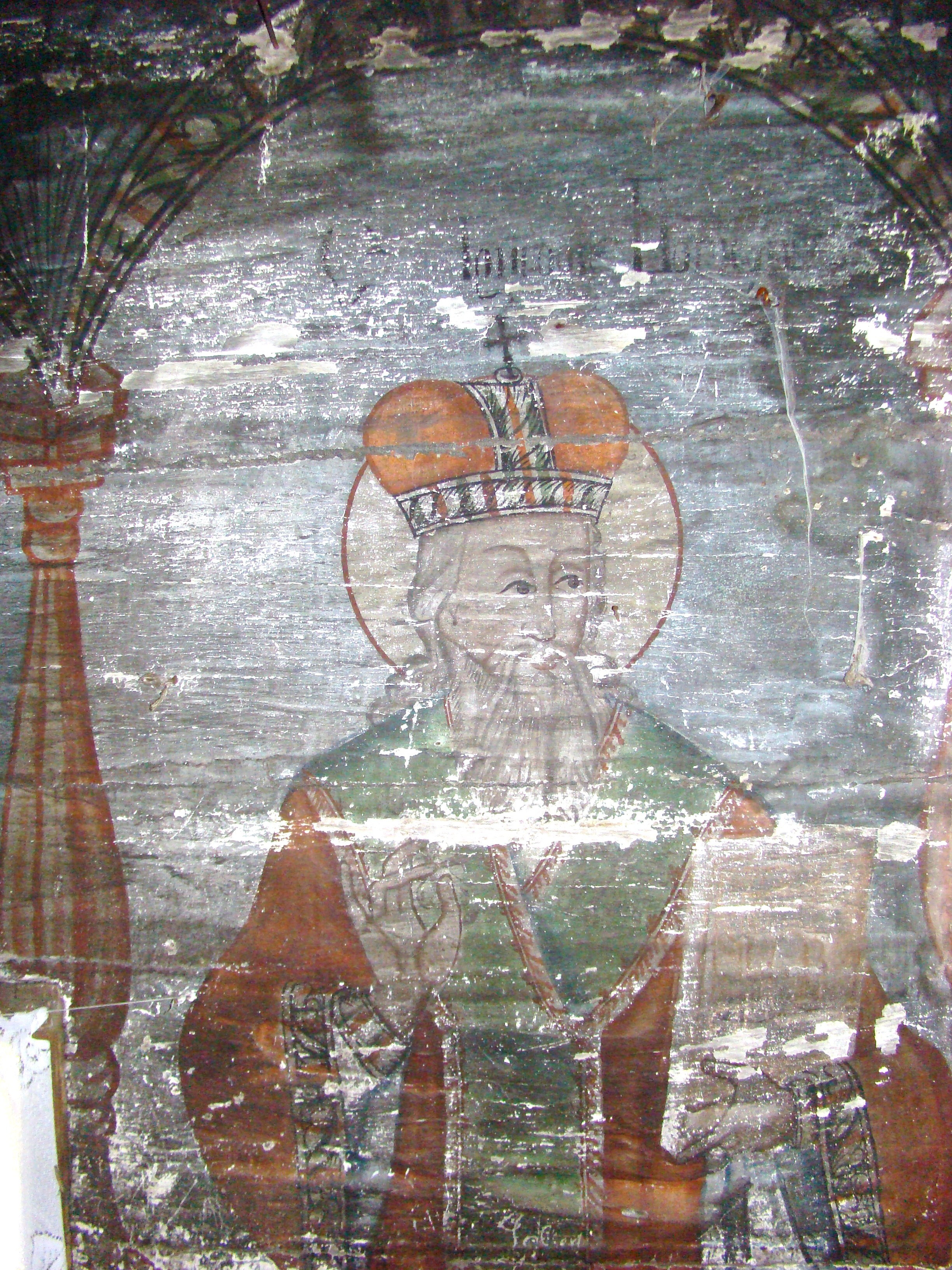
Pictura altarului: Sfinții Părinți
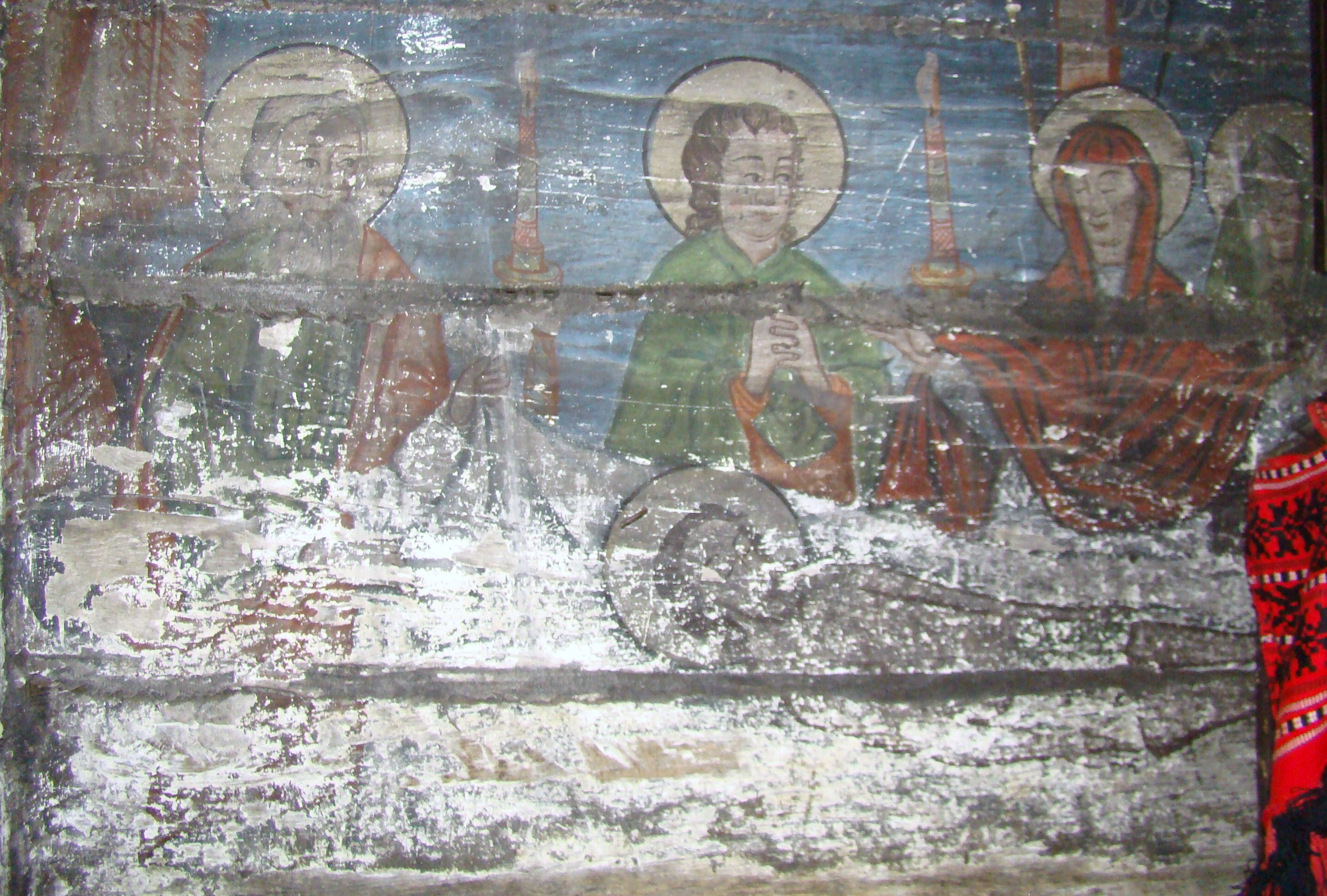
Latura de nord a altarului: Punerea în mormânt
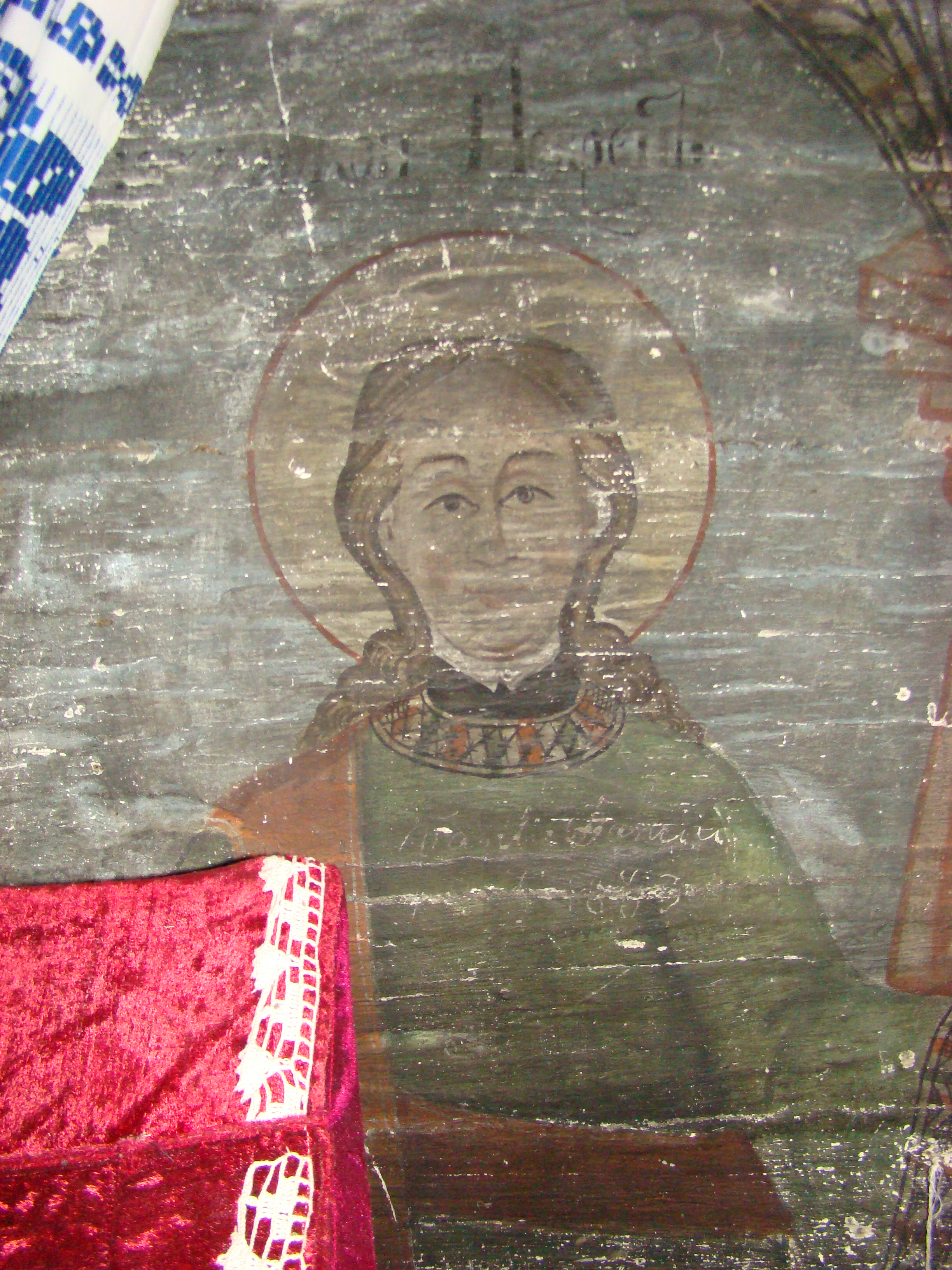
Pictura altarului: Arhidiacon
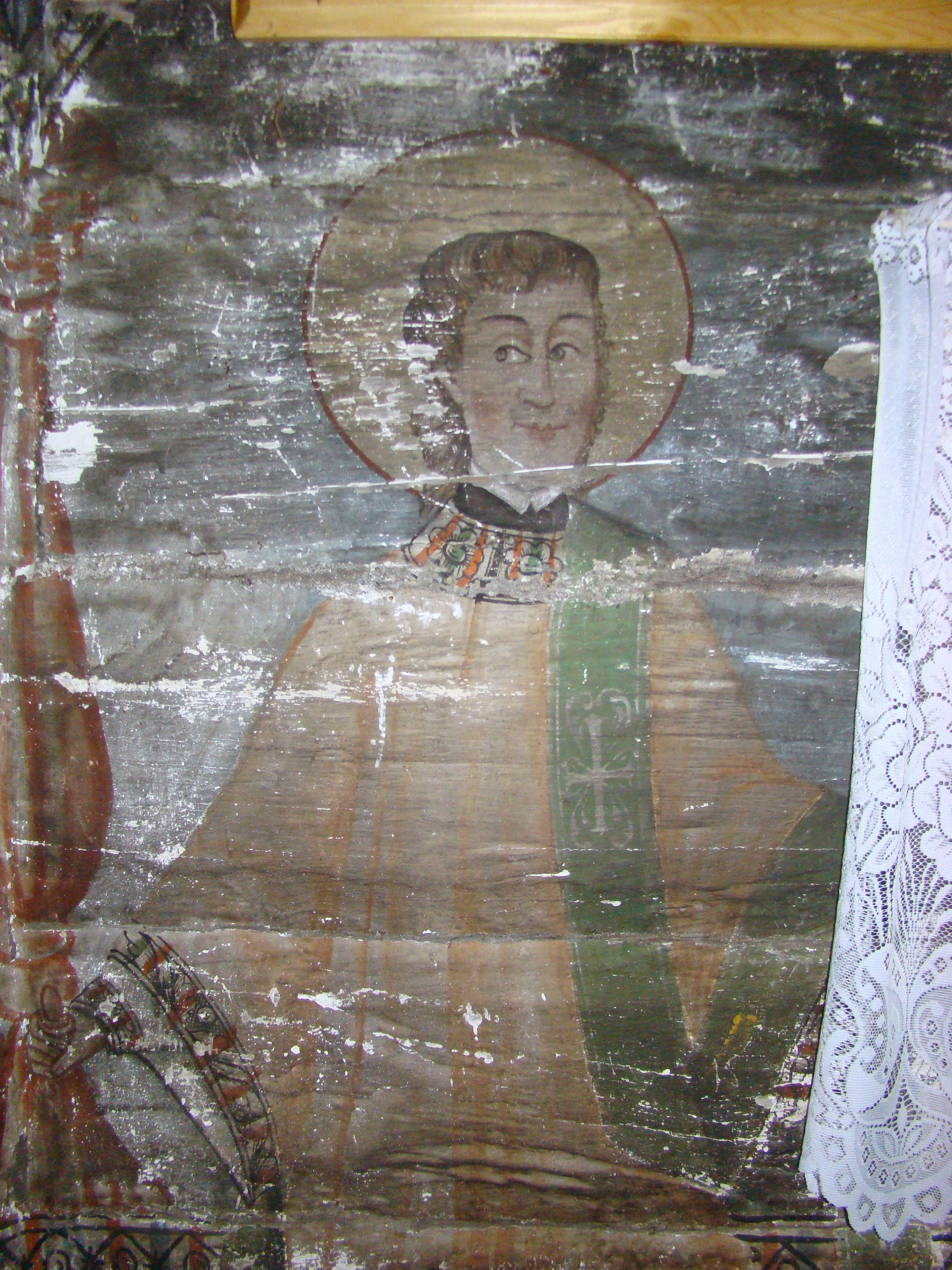
Pictura altarului: Arhidiacon
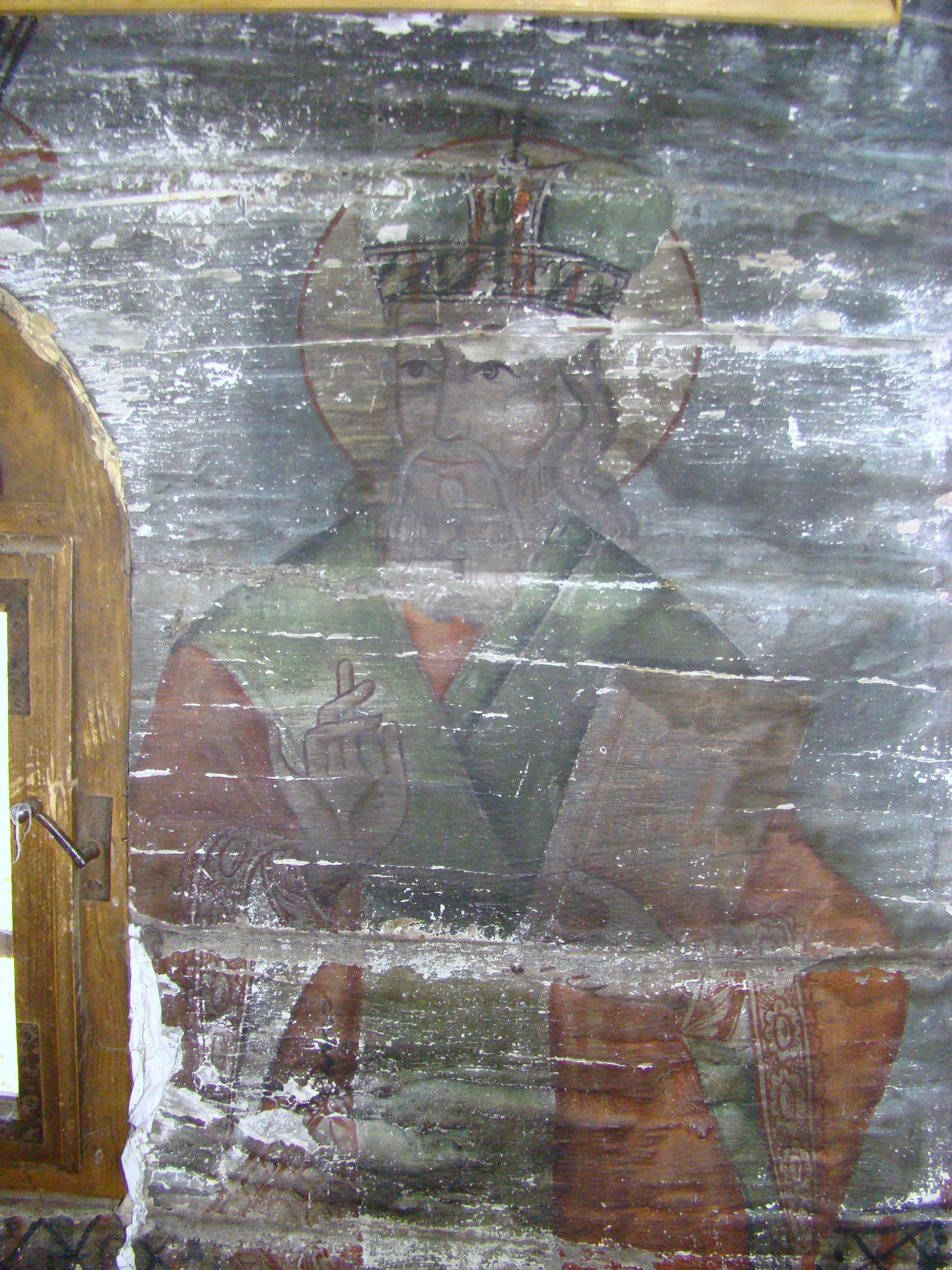
Pictura altarului: Sfinții Părinți
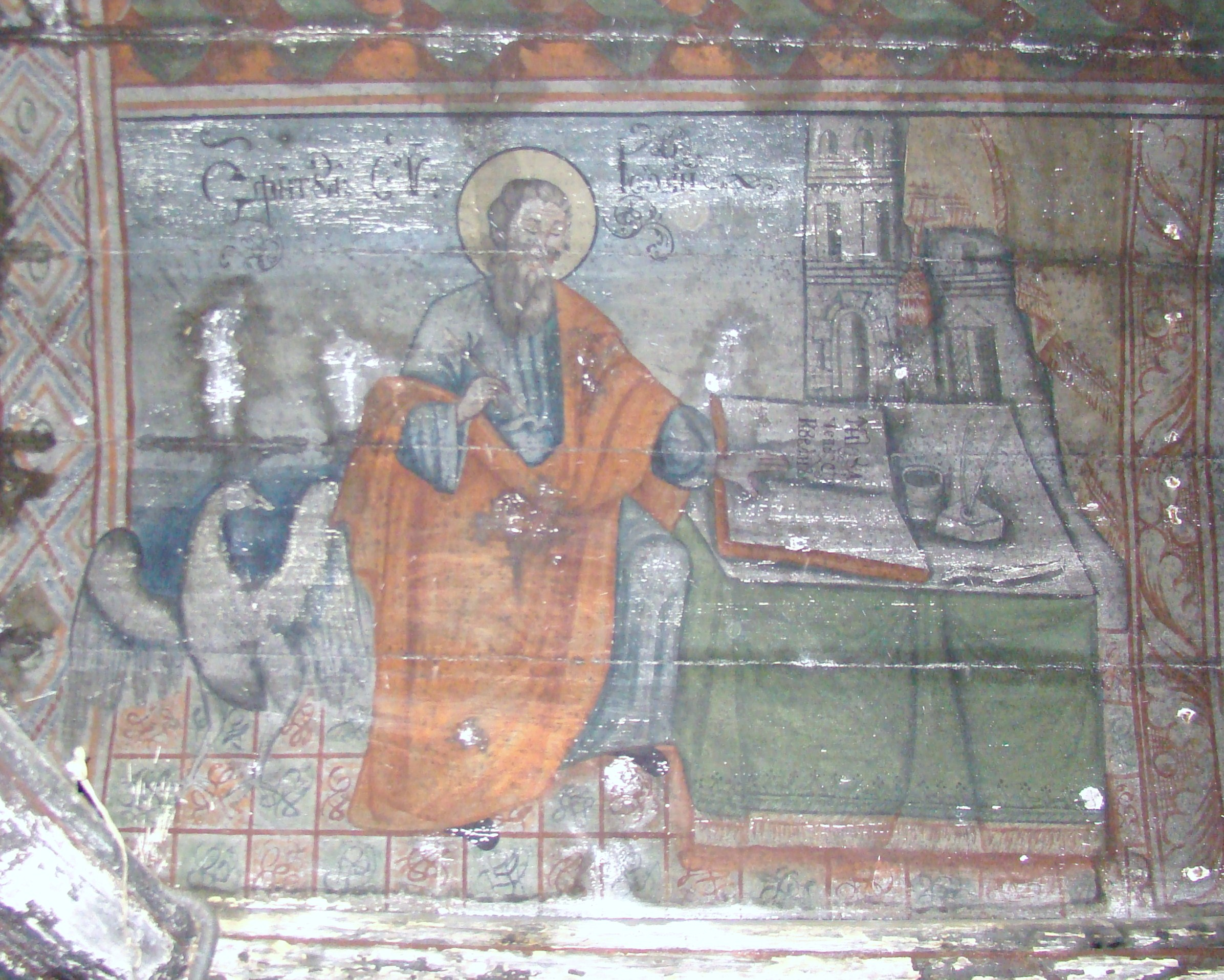
Evanghelistul Ioan
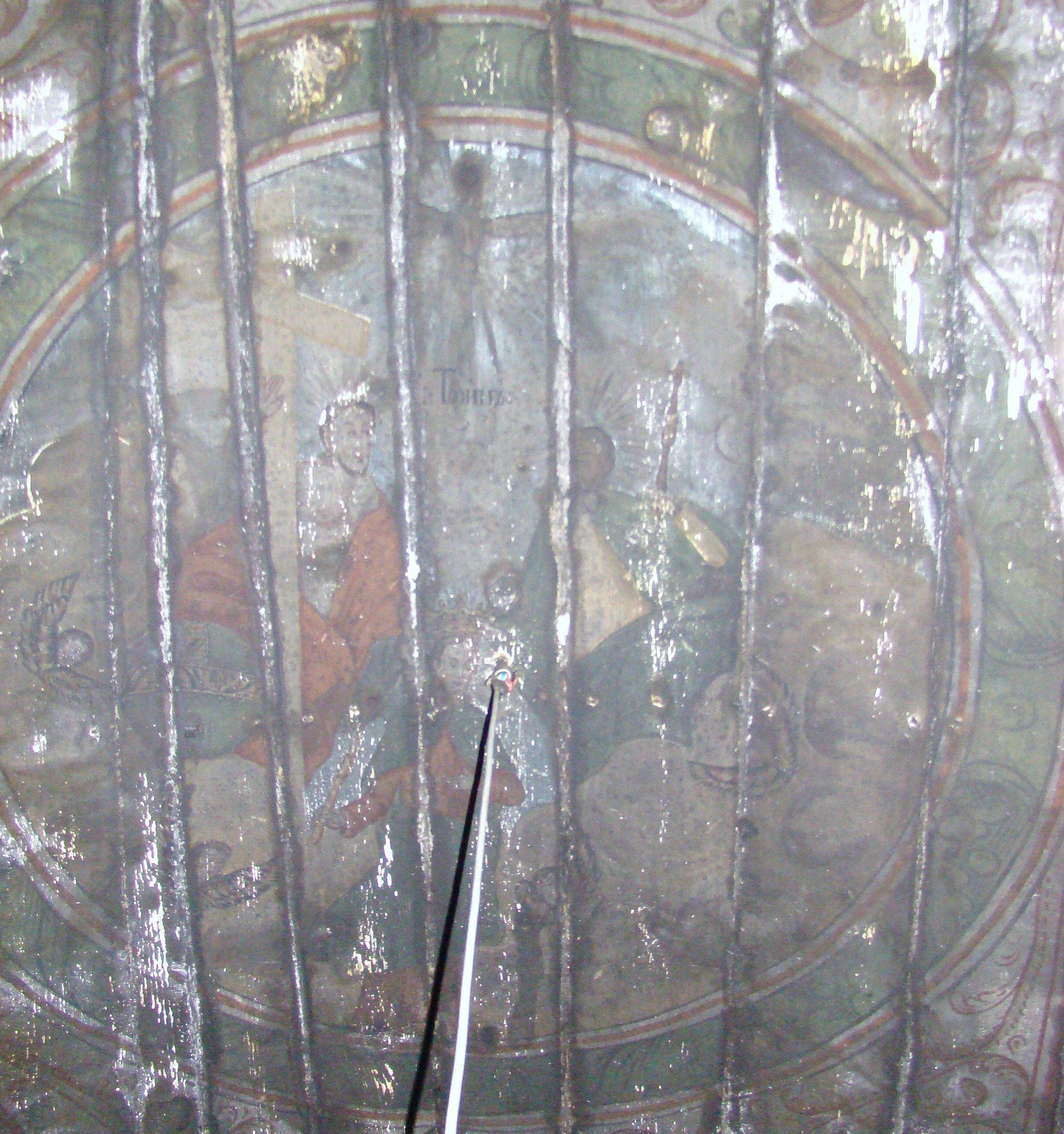
Bolta altarului: Sfânta Treime
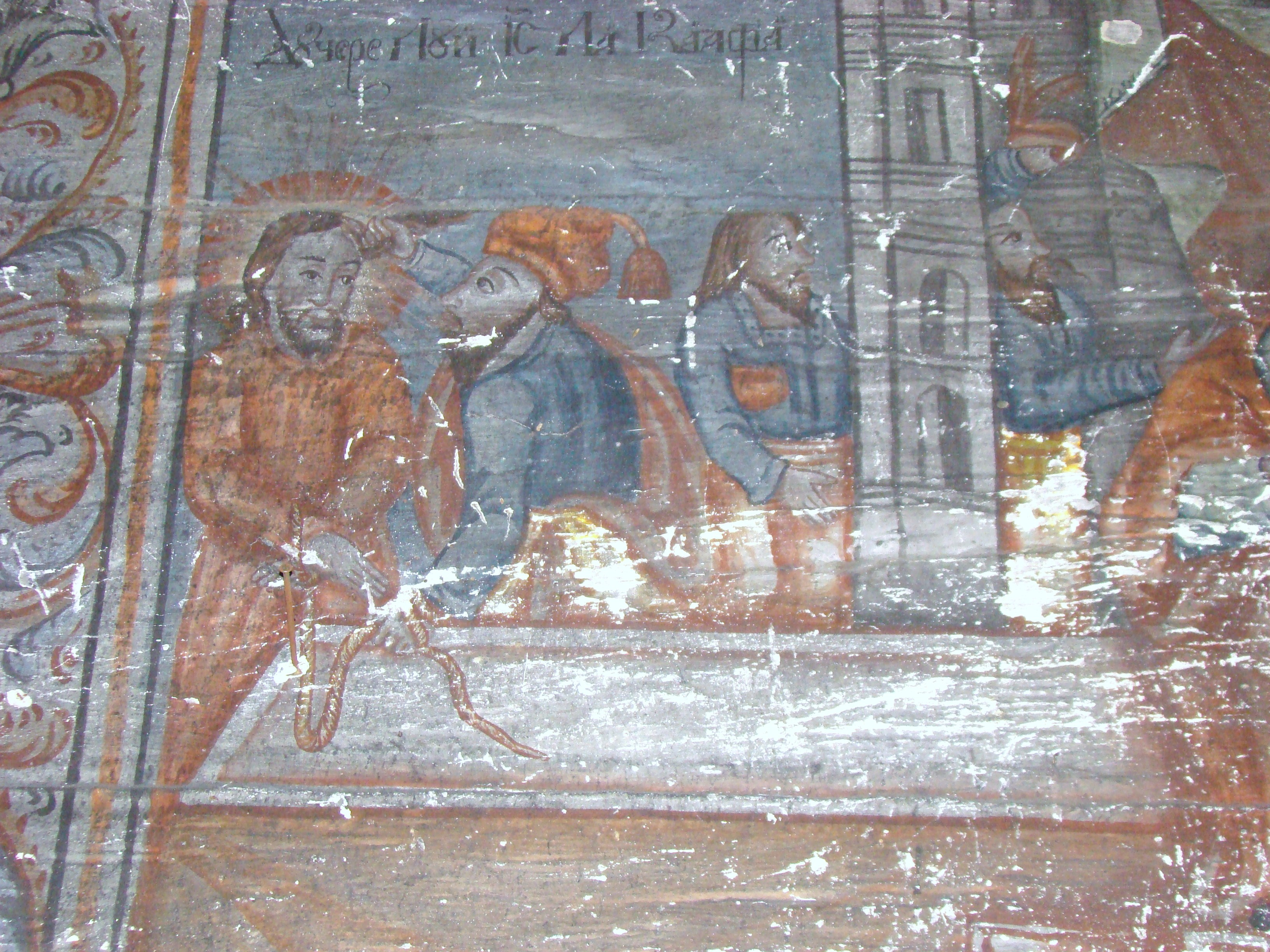
Aducerea lui Iisus la Caiafa (detaliu)
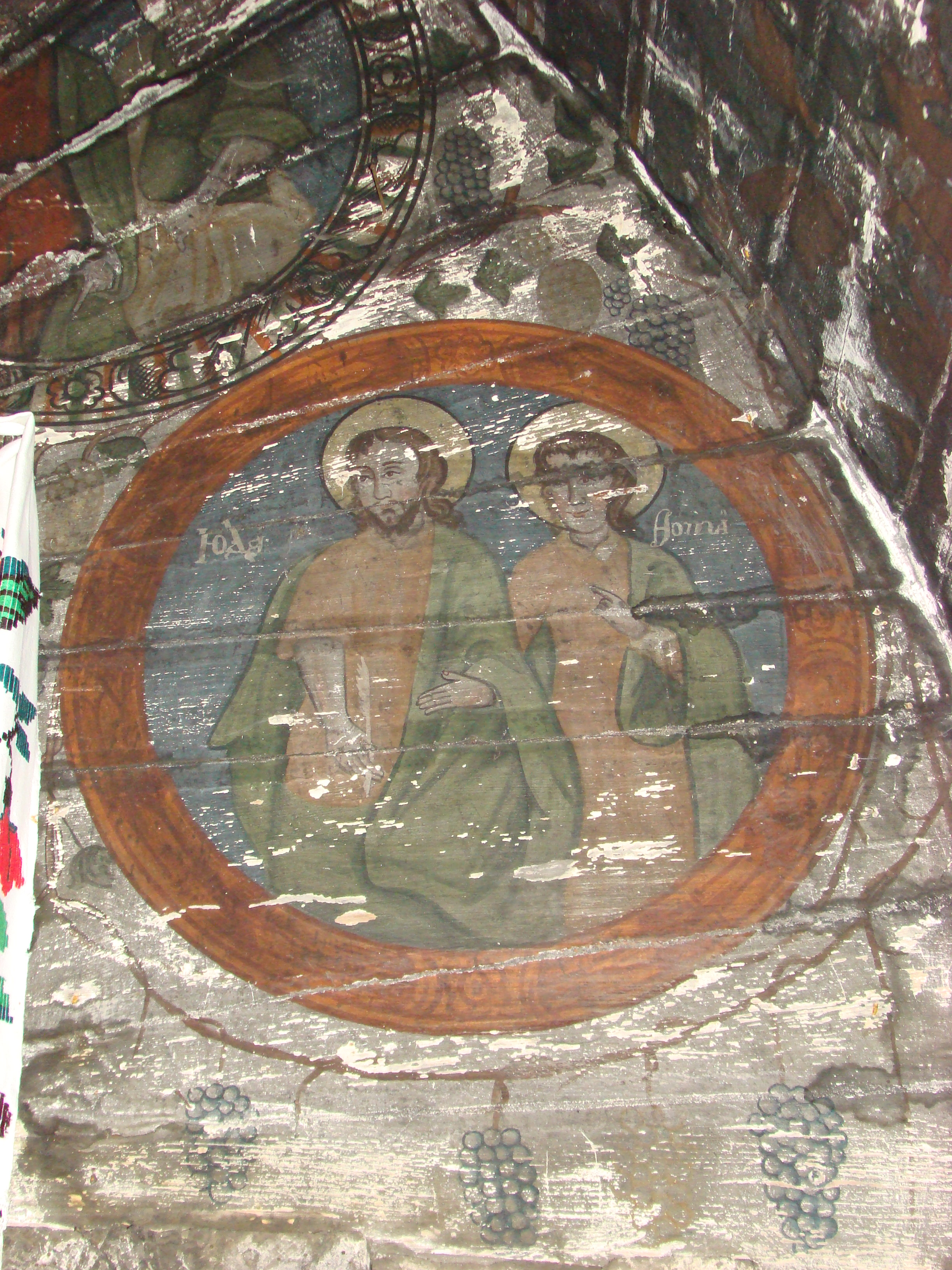
Prooroci
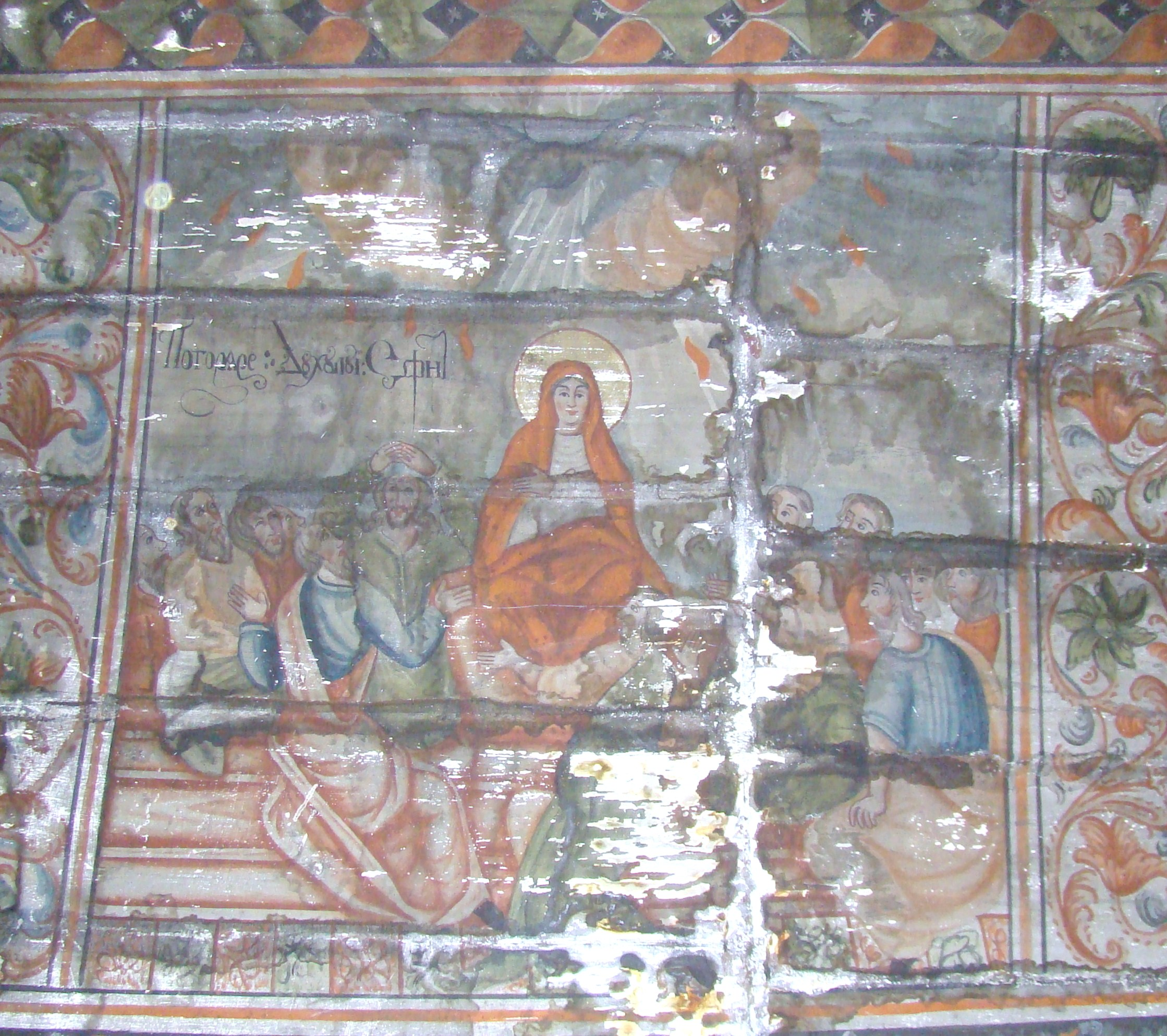
Pogorărea Sfântului Duh
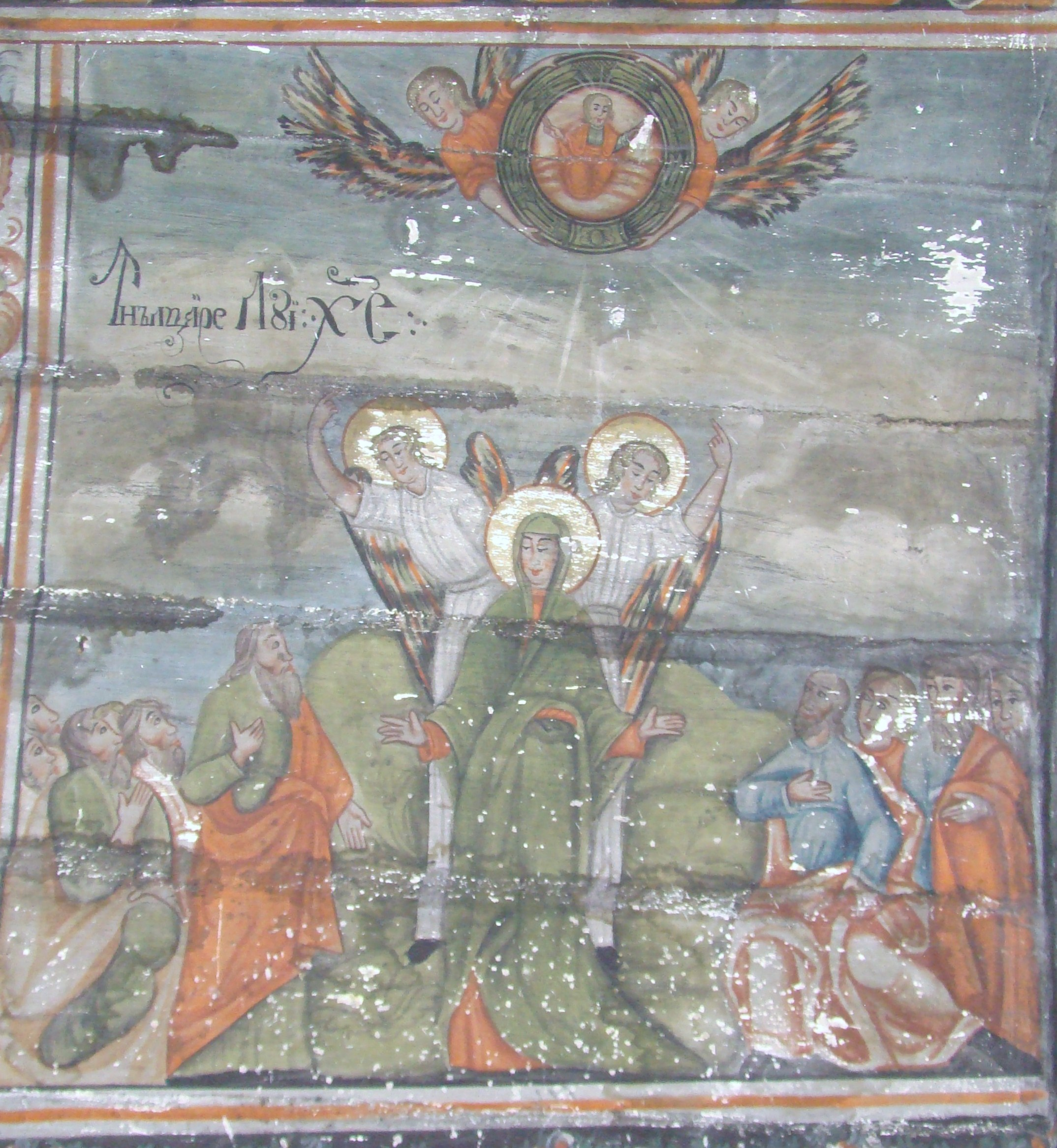
Înălțarea lui Iisus
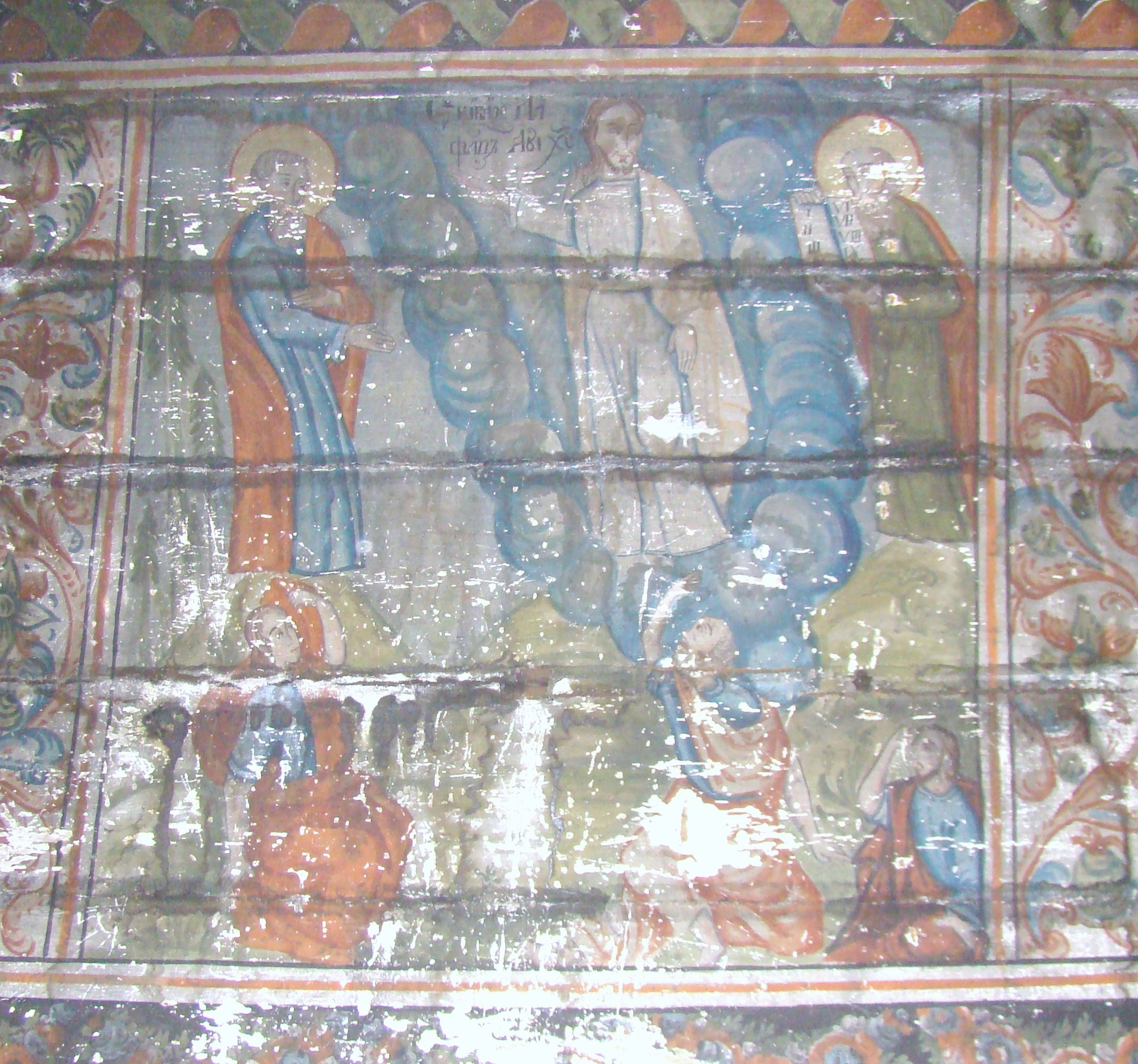
Scenă din ciclul hristologic
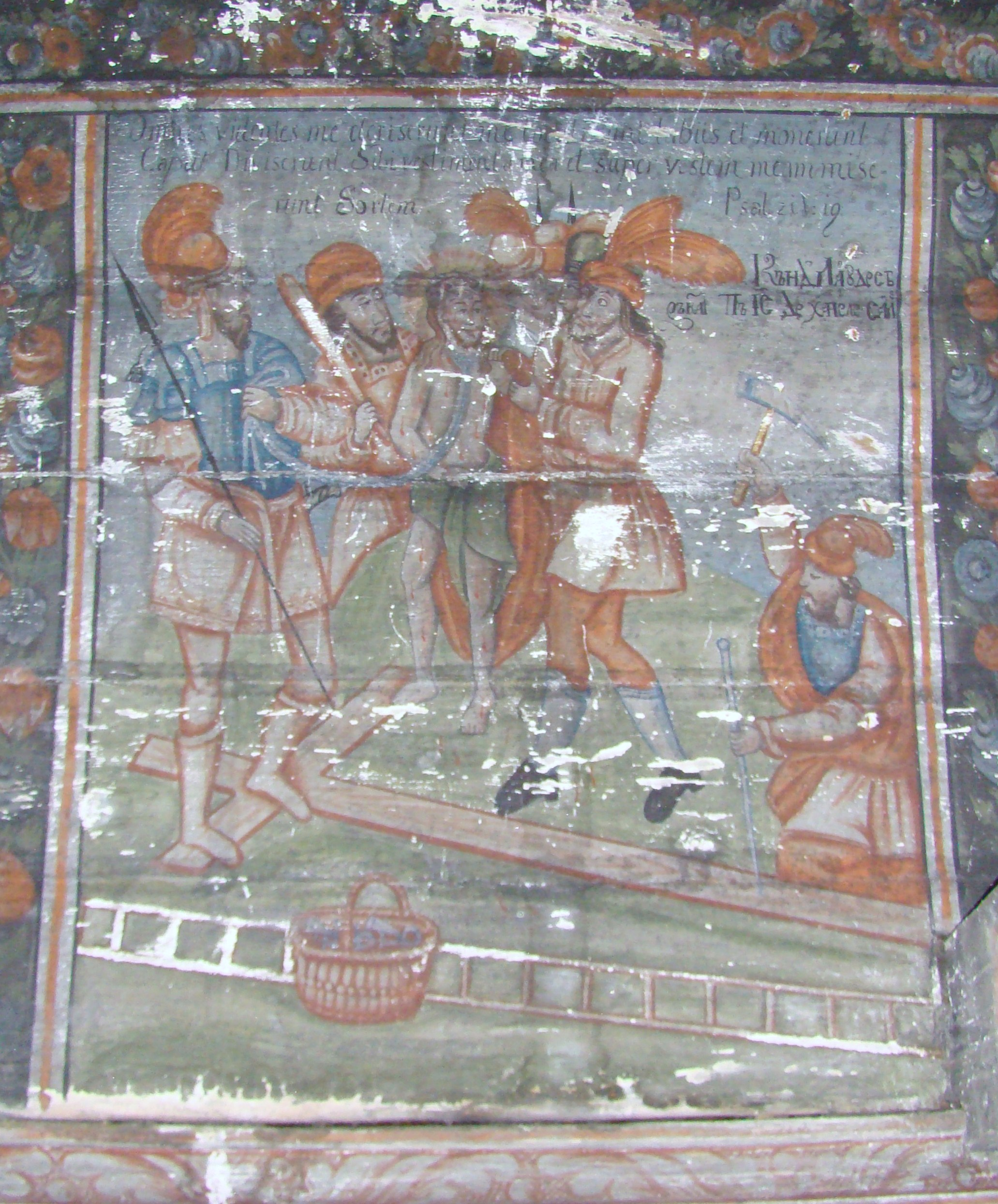
Patimile lui Hristos
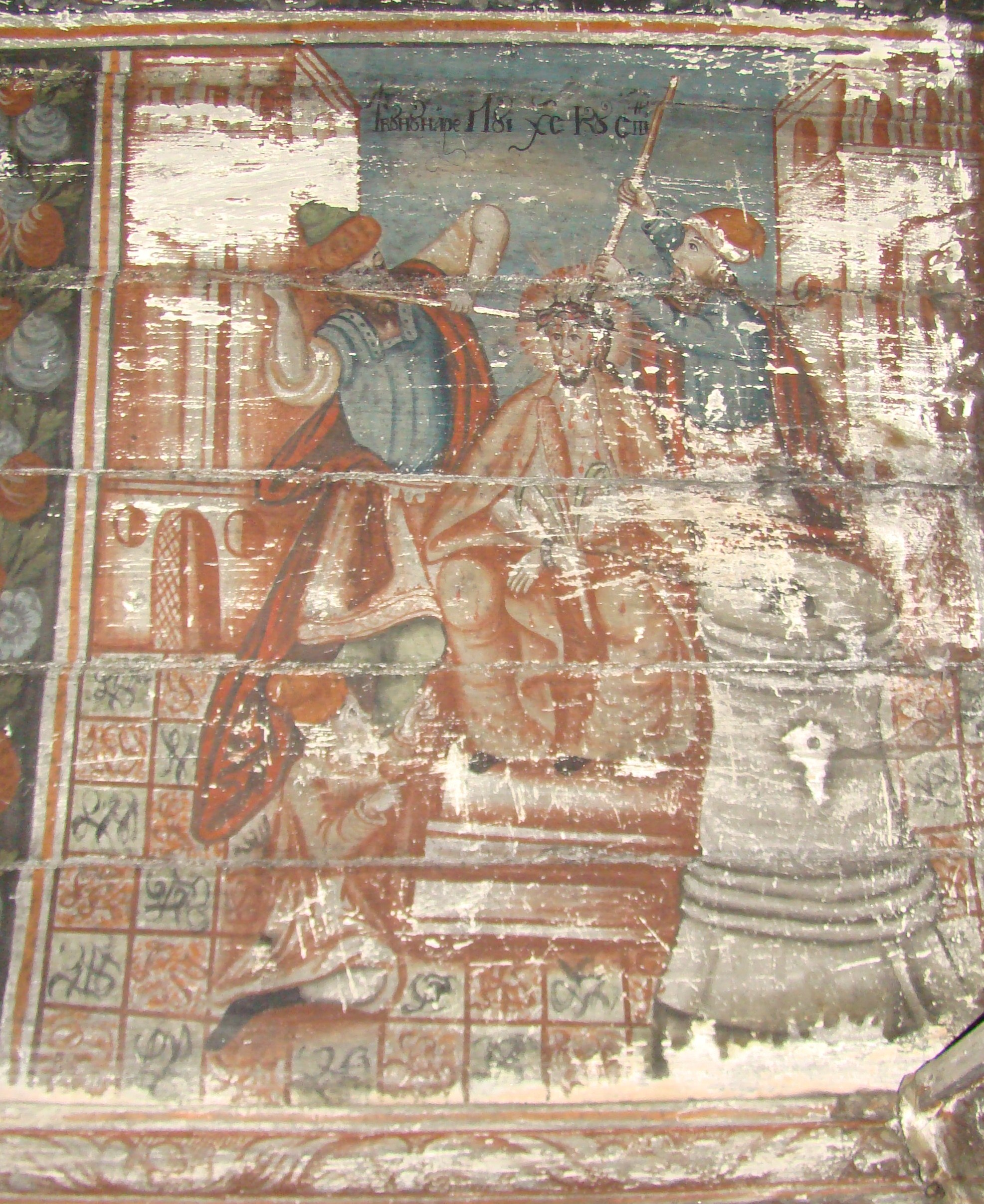
Încununarea cu spini
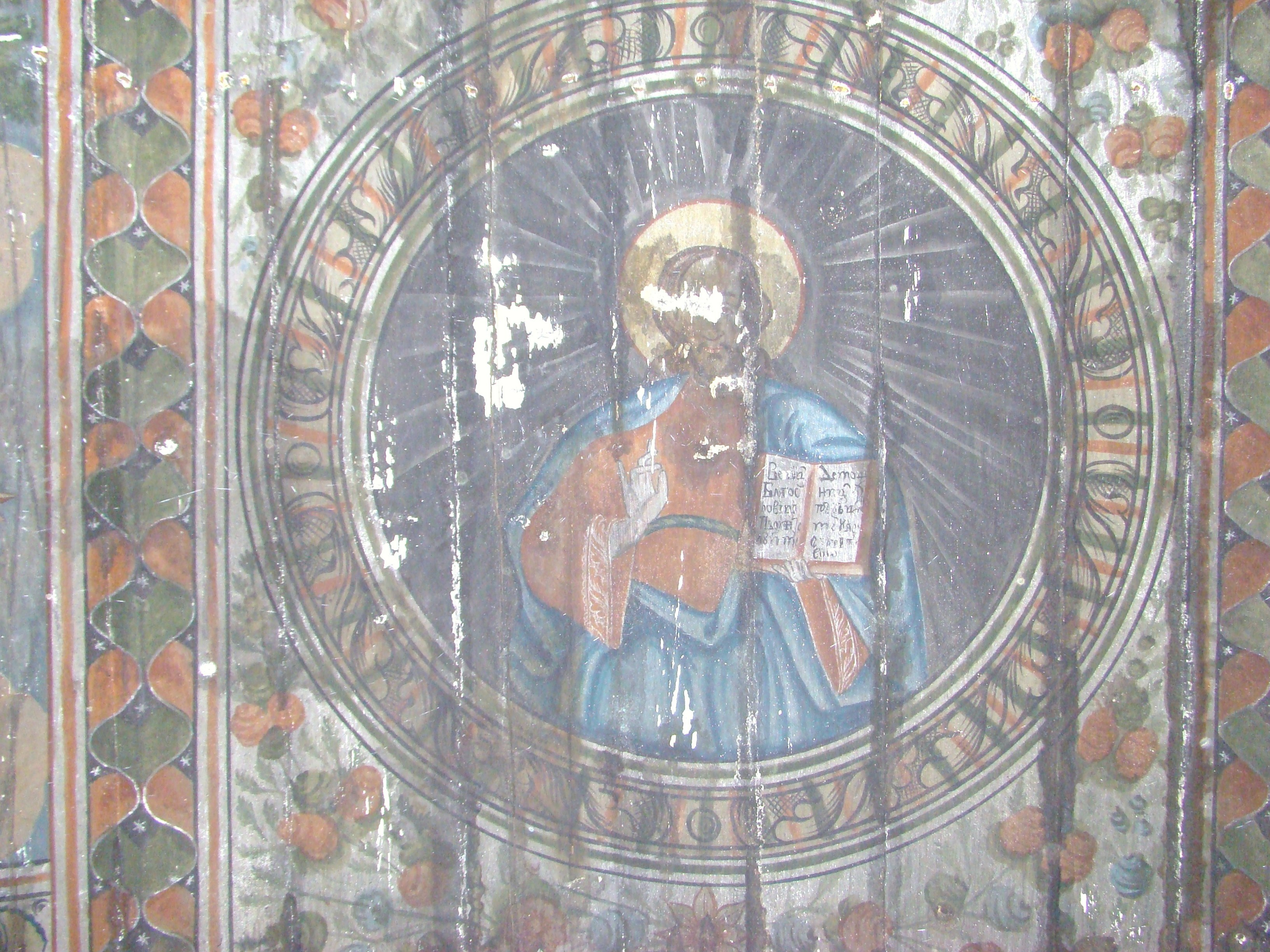
Bolta naosului: Dumnezeu-fiul
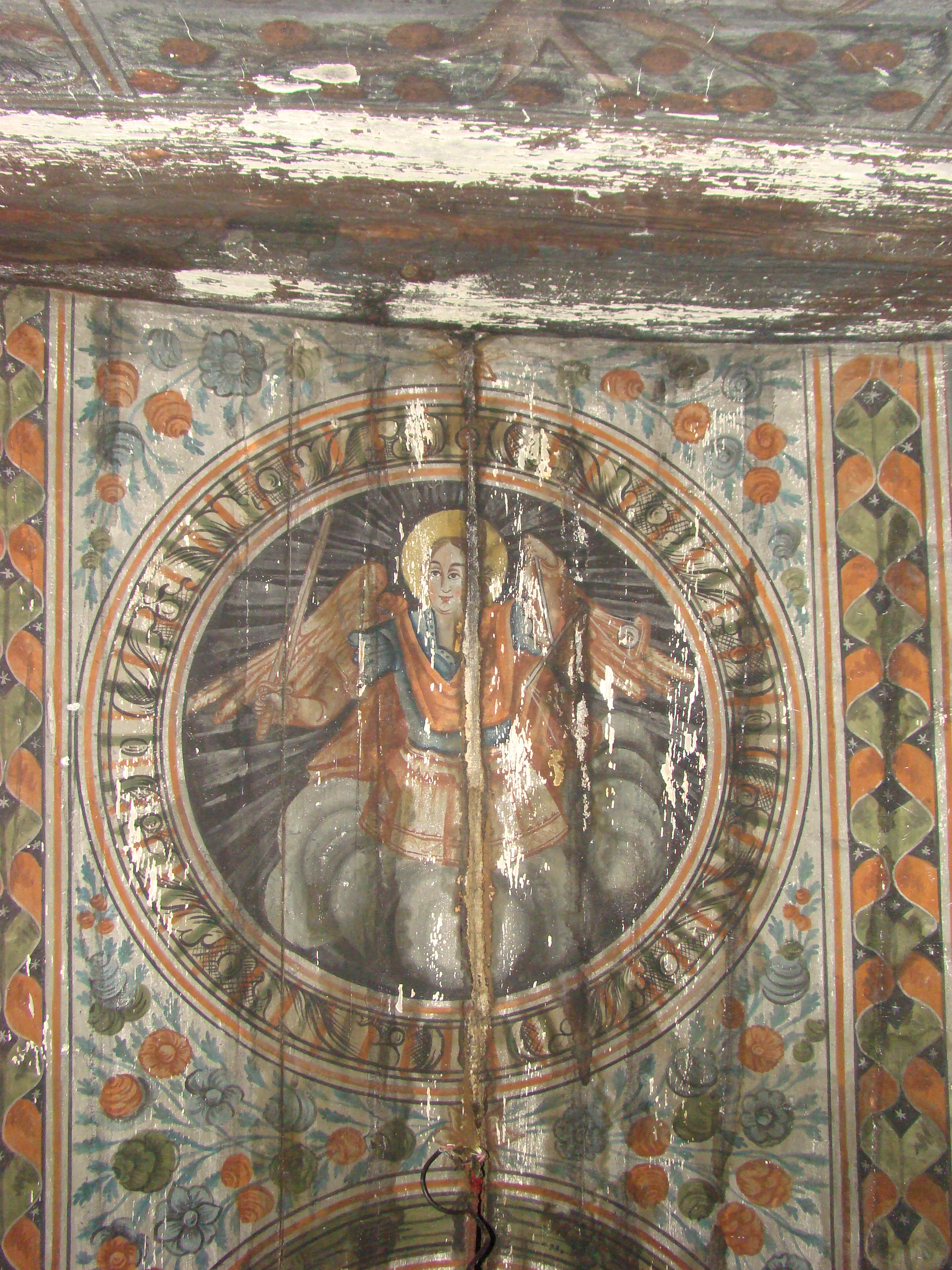
Bolta naosului: Arhanghelul Mihail
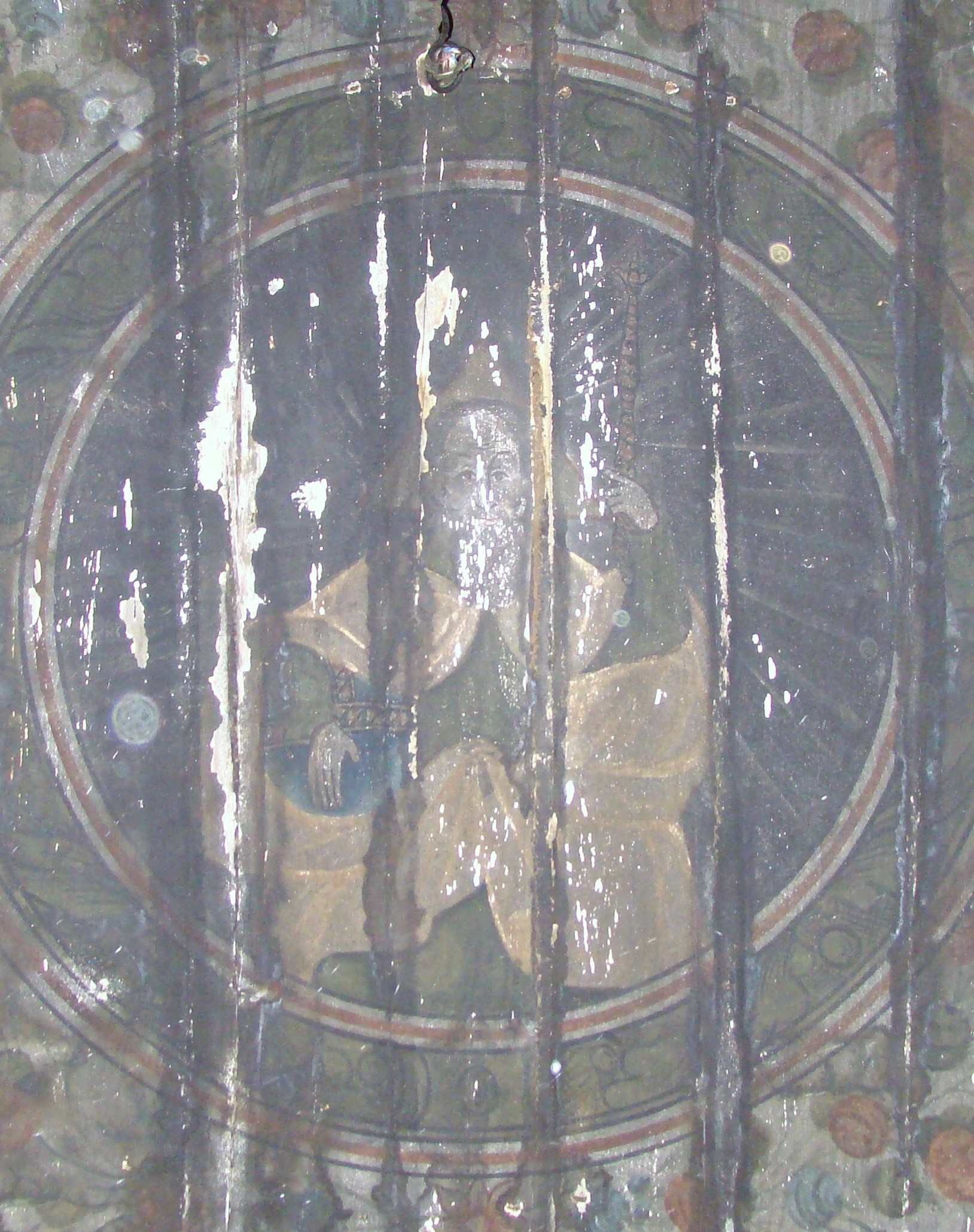
Bolta naosului: Tatăl-savaot
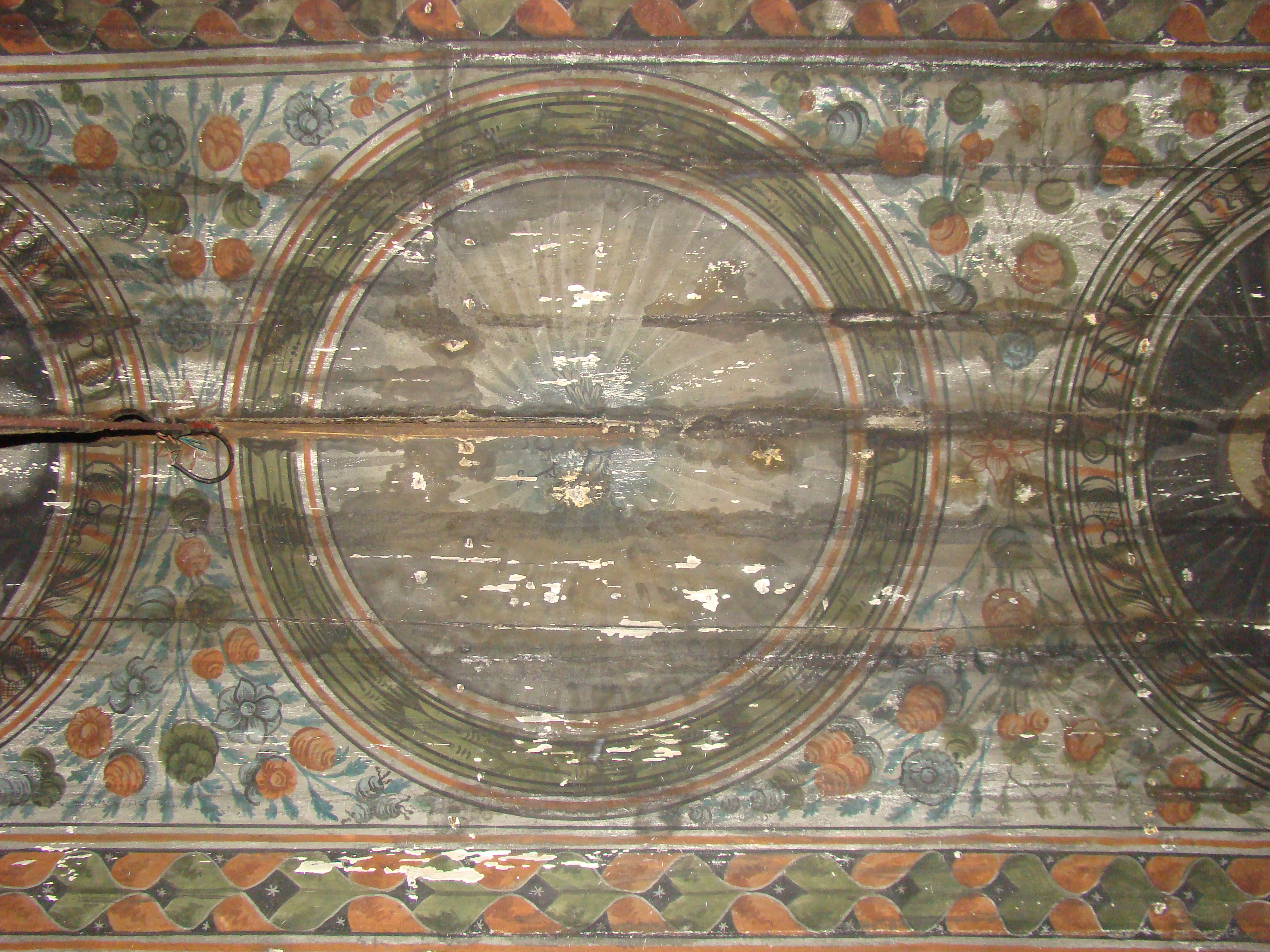
Sfântul Duh
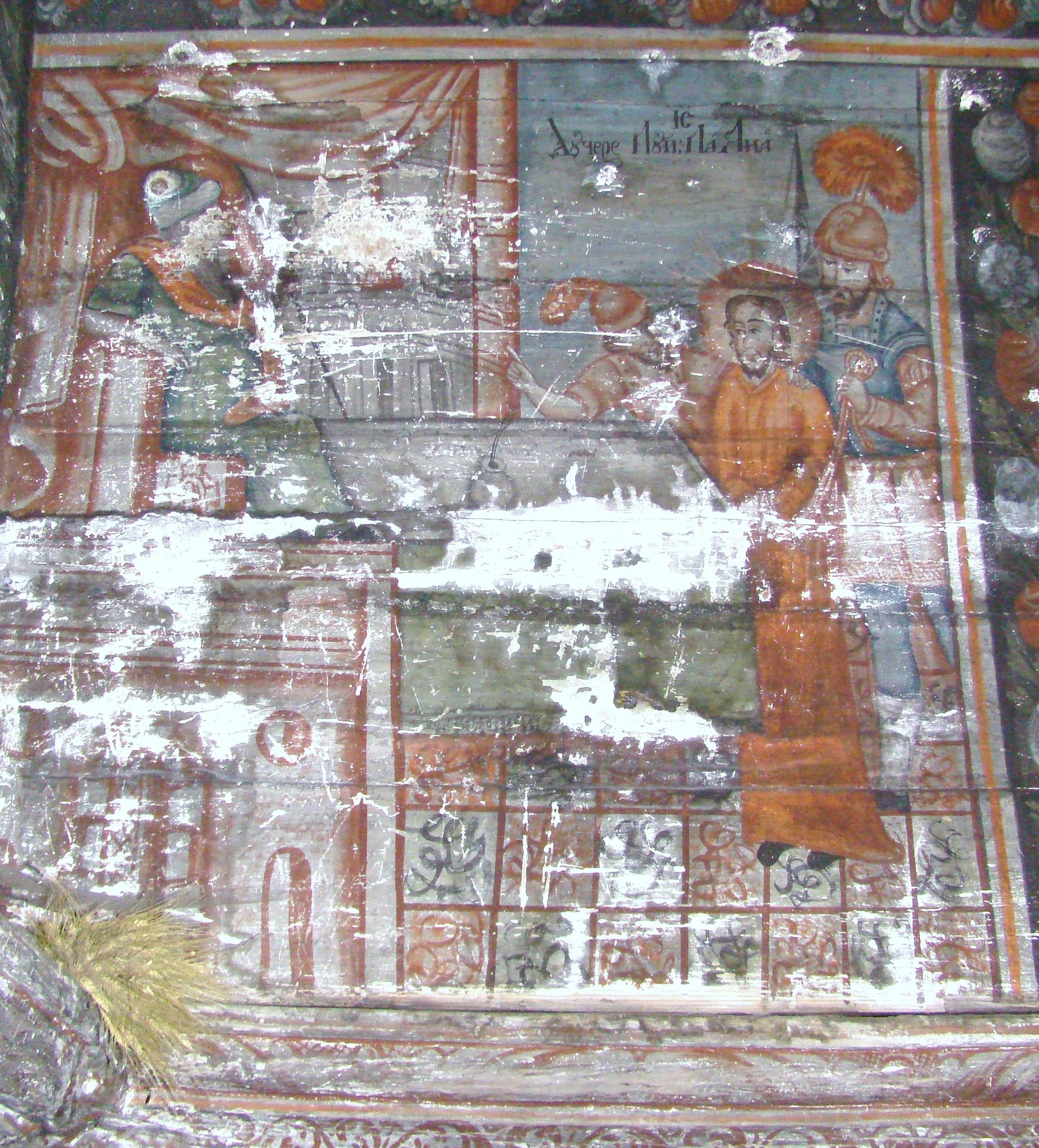
Când l-au dus pe Iisus la Ana arhiereu
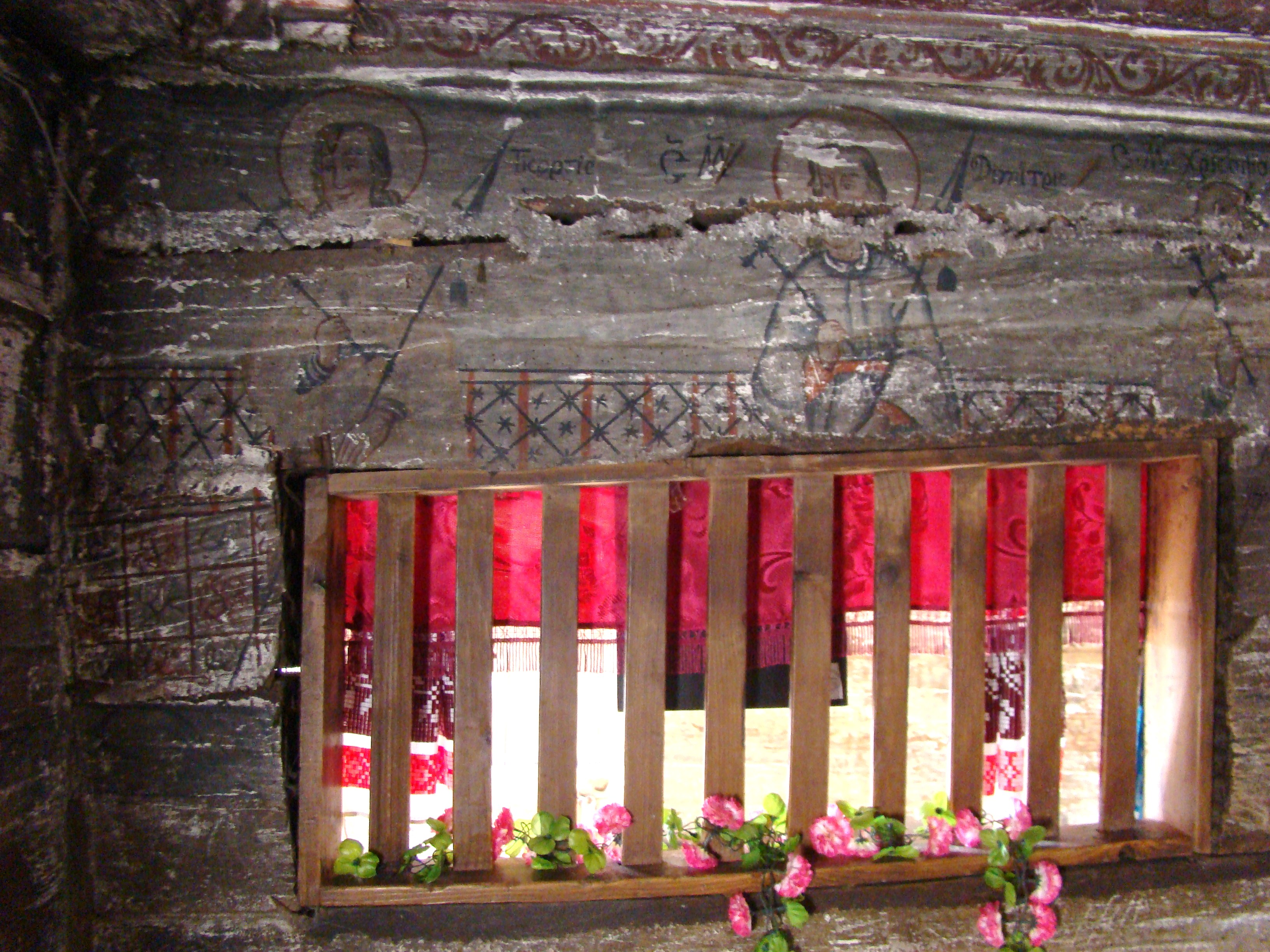
Naos (latura de vest, detaliu)
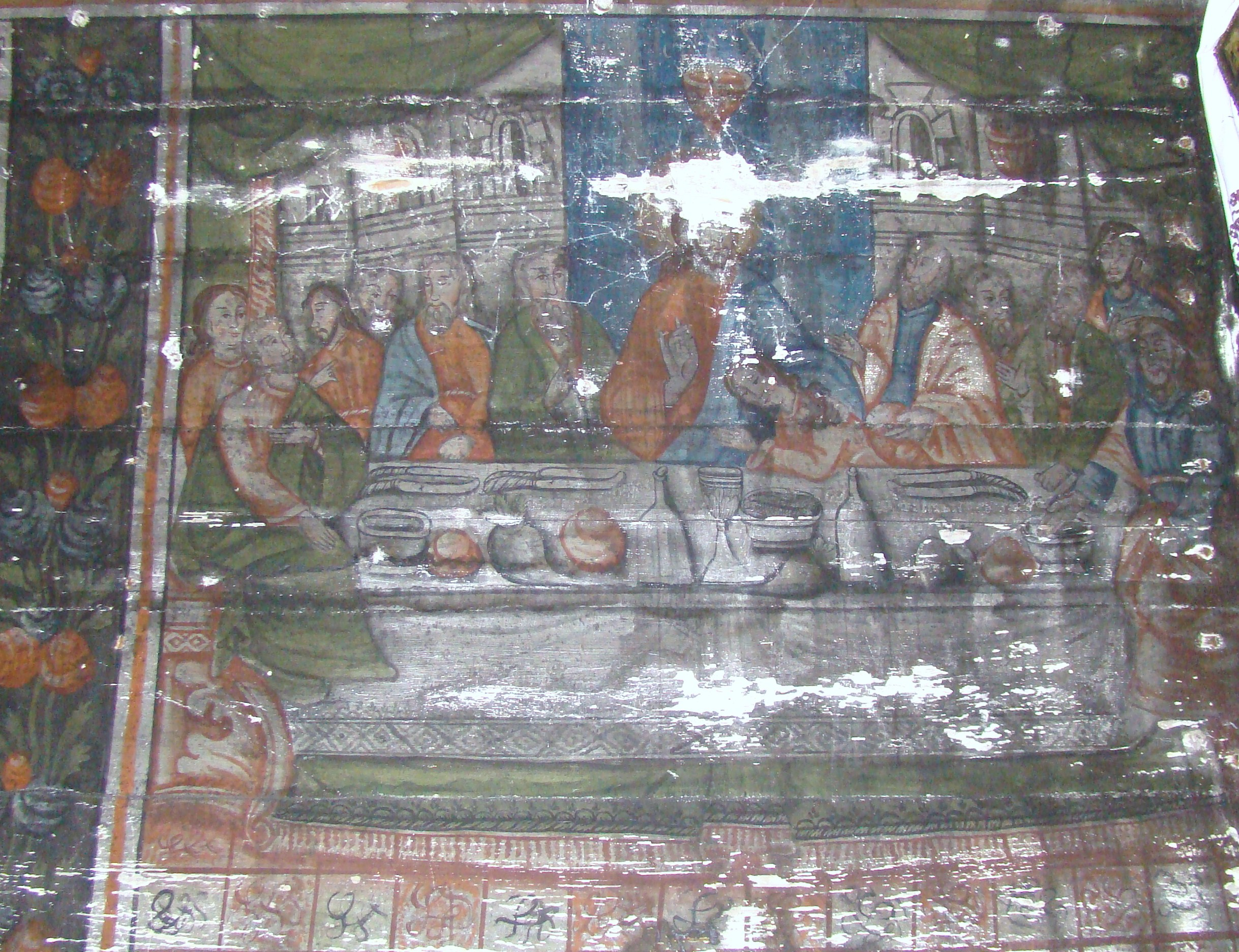
Cina cea de taină
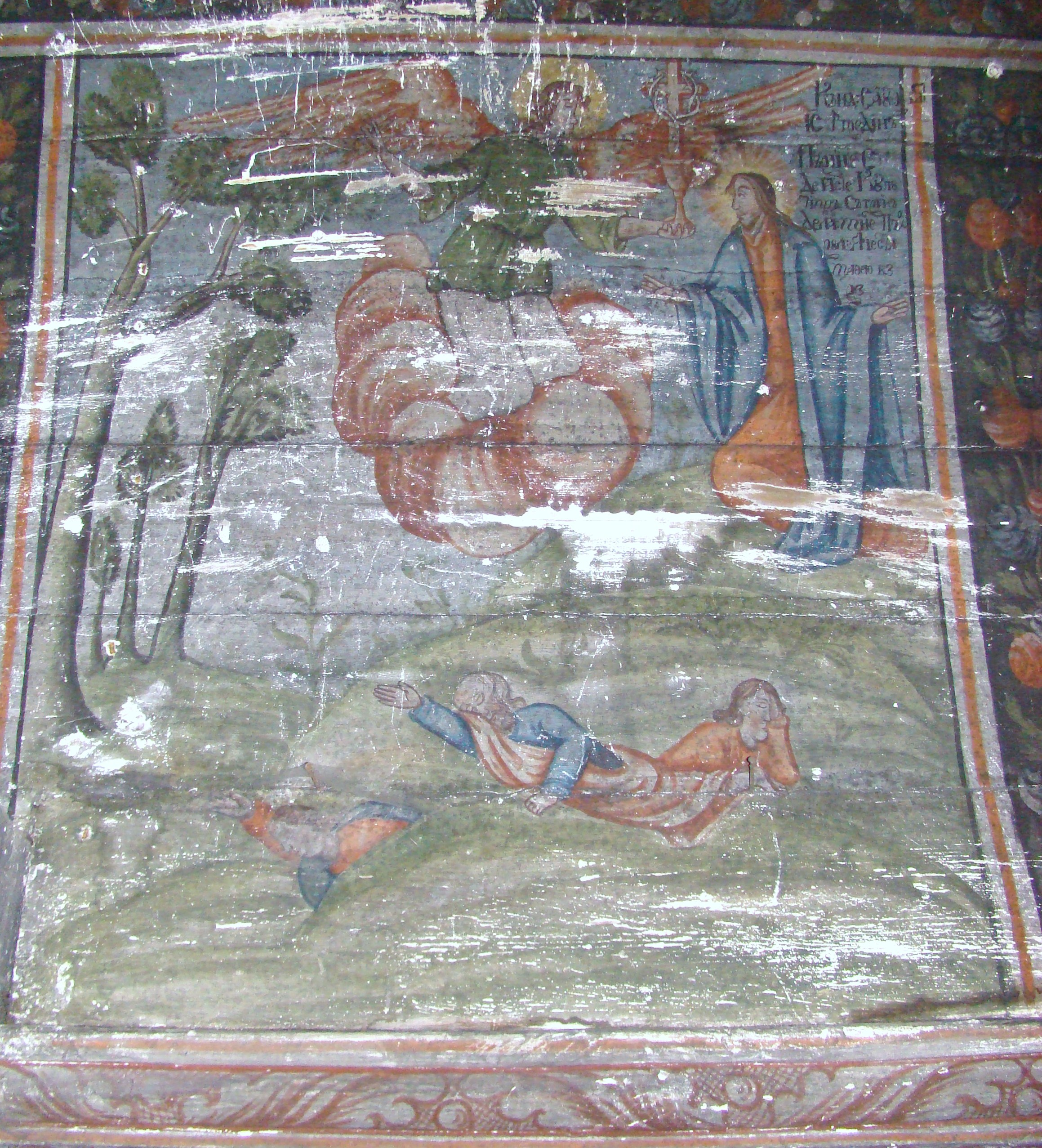
Scenă din pictura naosului
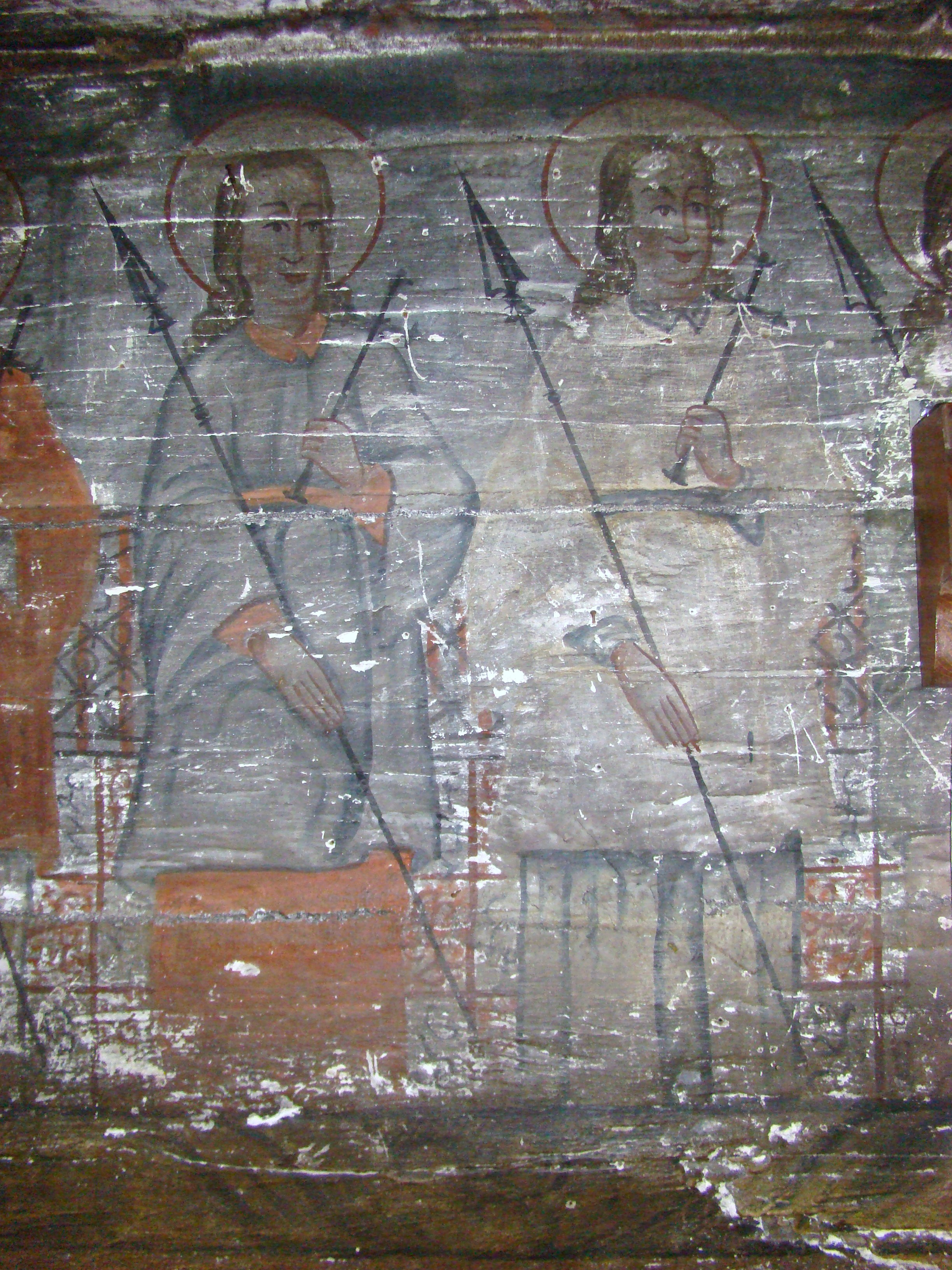
Mucenici
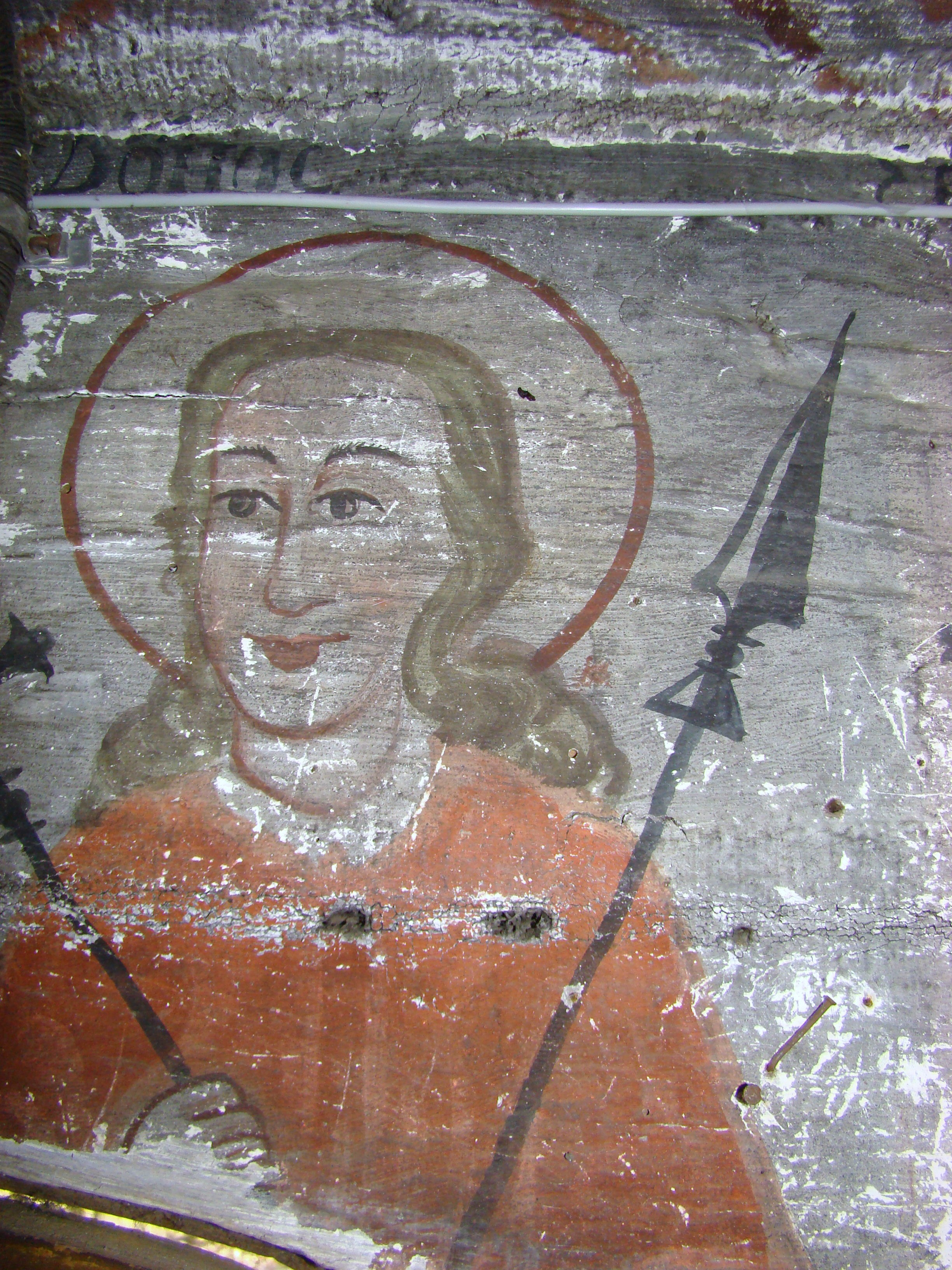
Mucenic
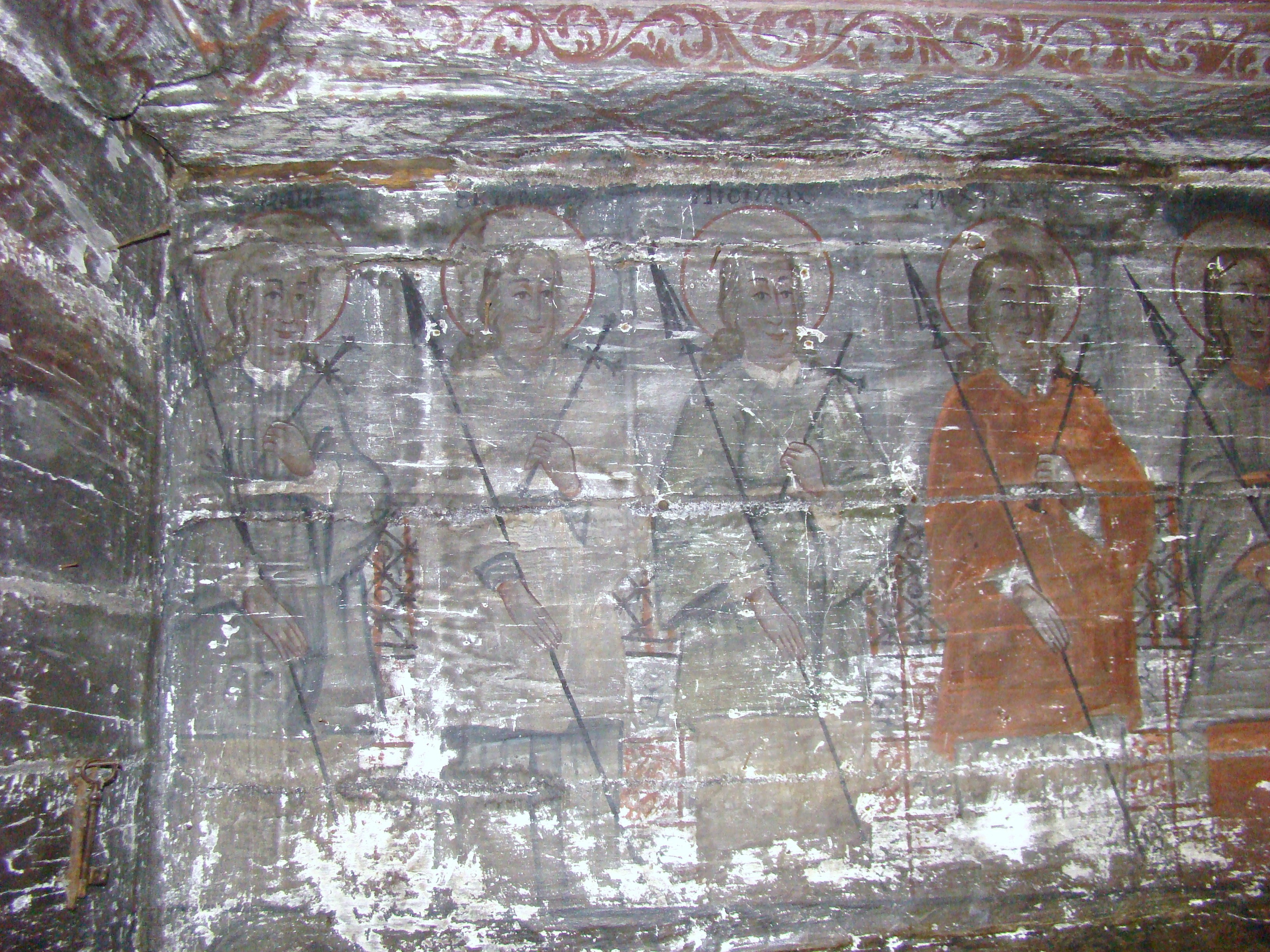
Detaliu din friza sfinților mucenici
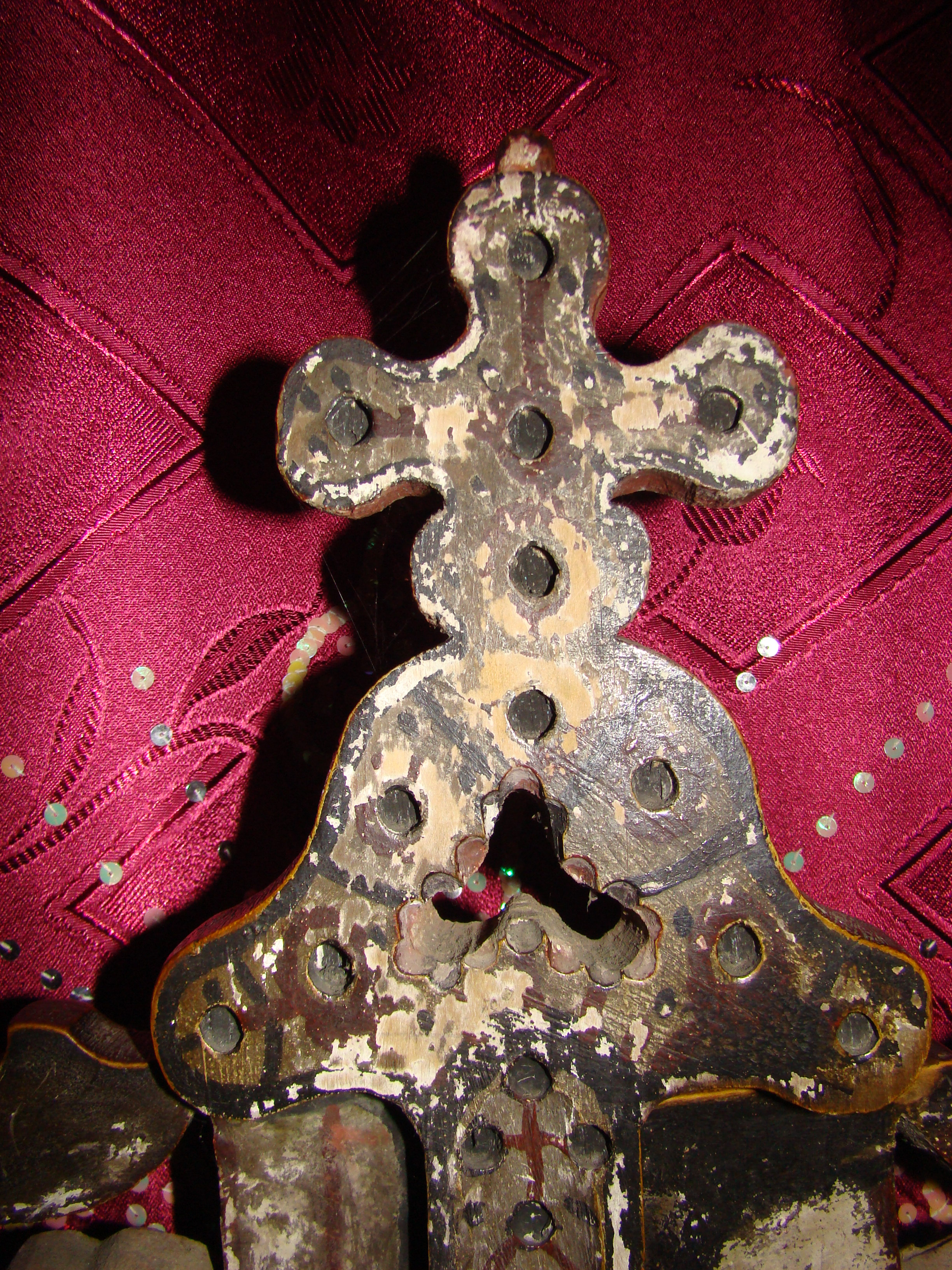
Ușă împărătească (detaliu)
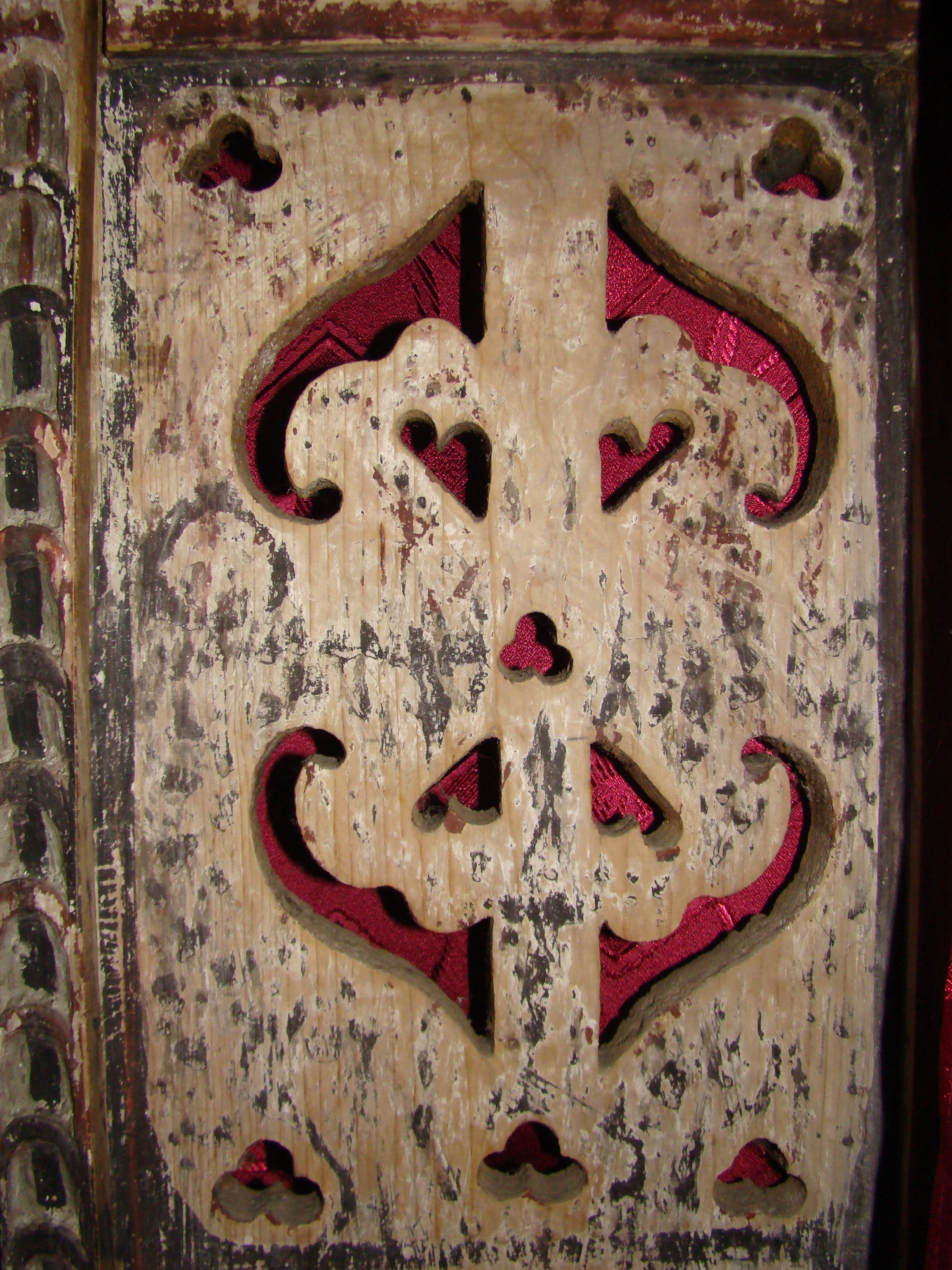
Ușă împărătească (detaliu traforat)
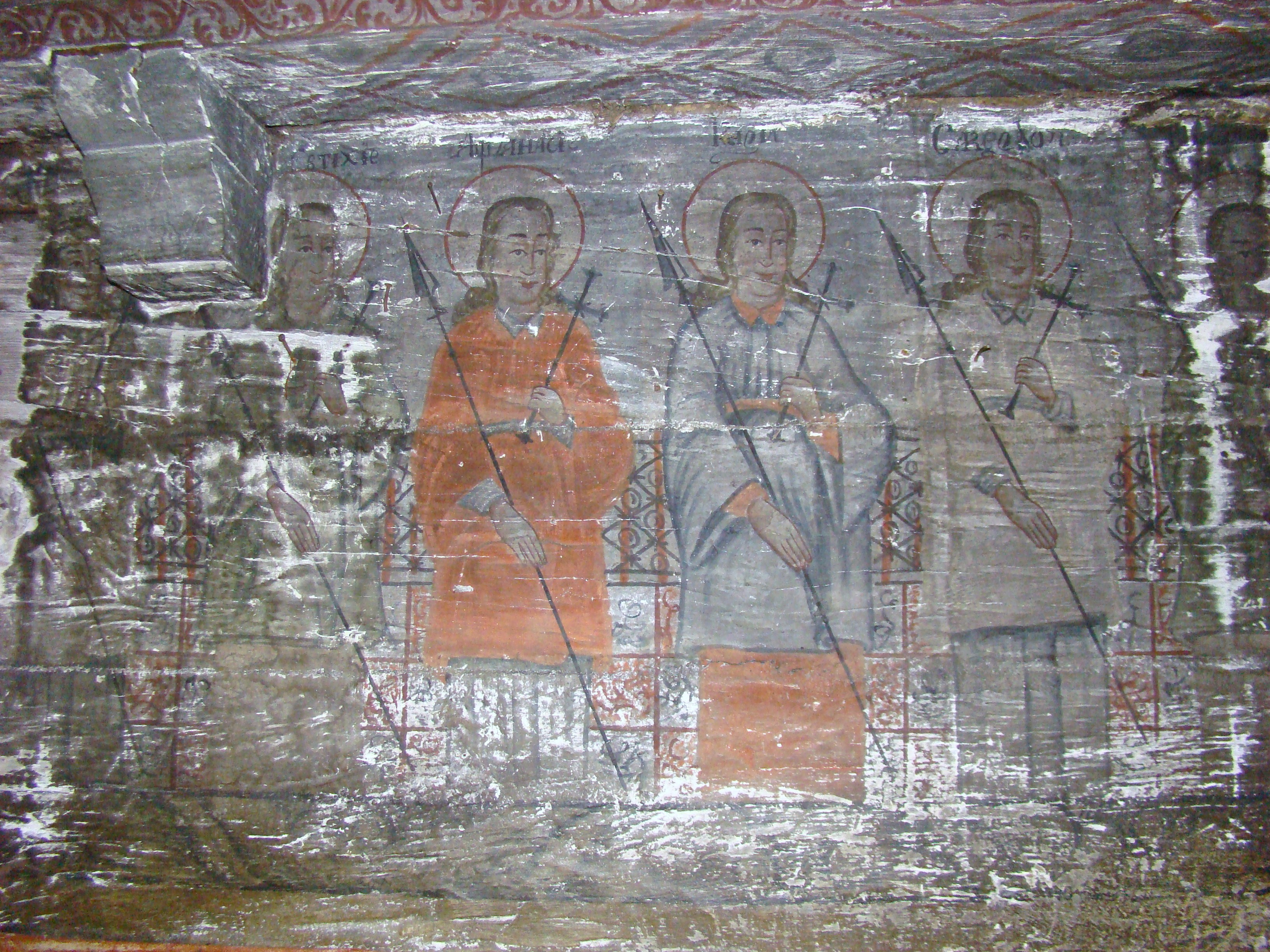
Detaliu din friza sfinților mucenici
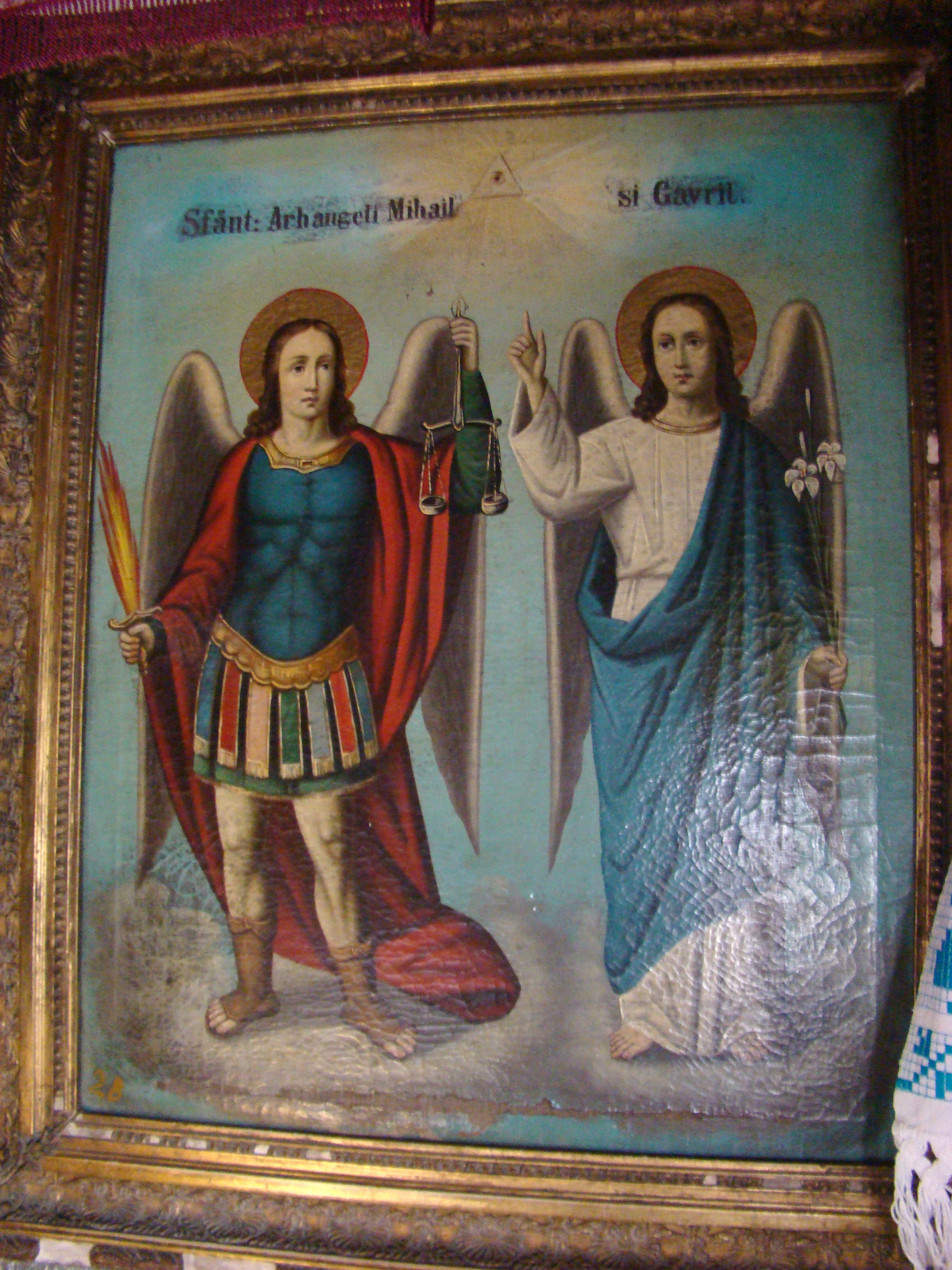
Icoană împărătească: Sfinții Arhangheli Mihail și Gavriil
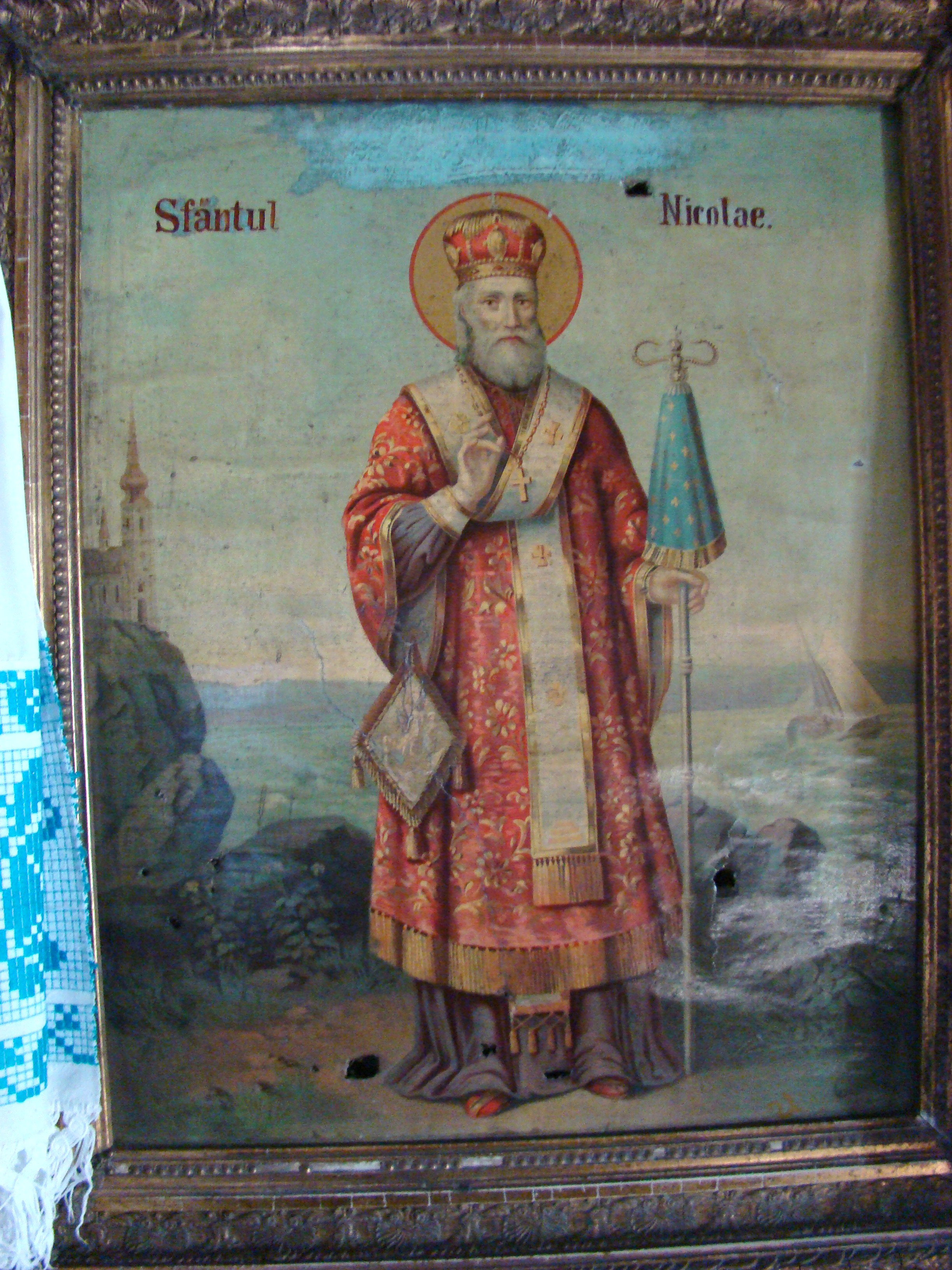
Icoană împărătească: Sfântul Nicolae
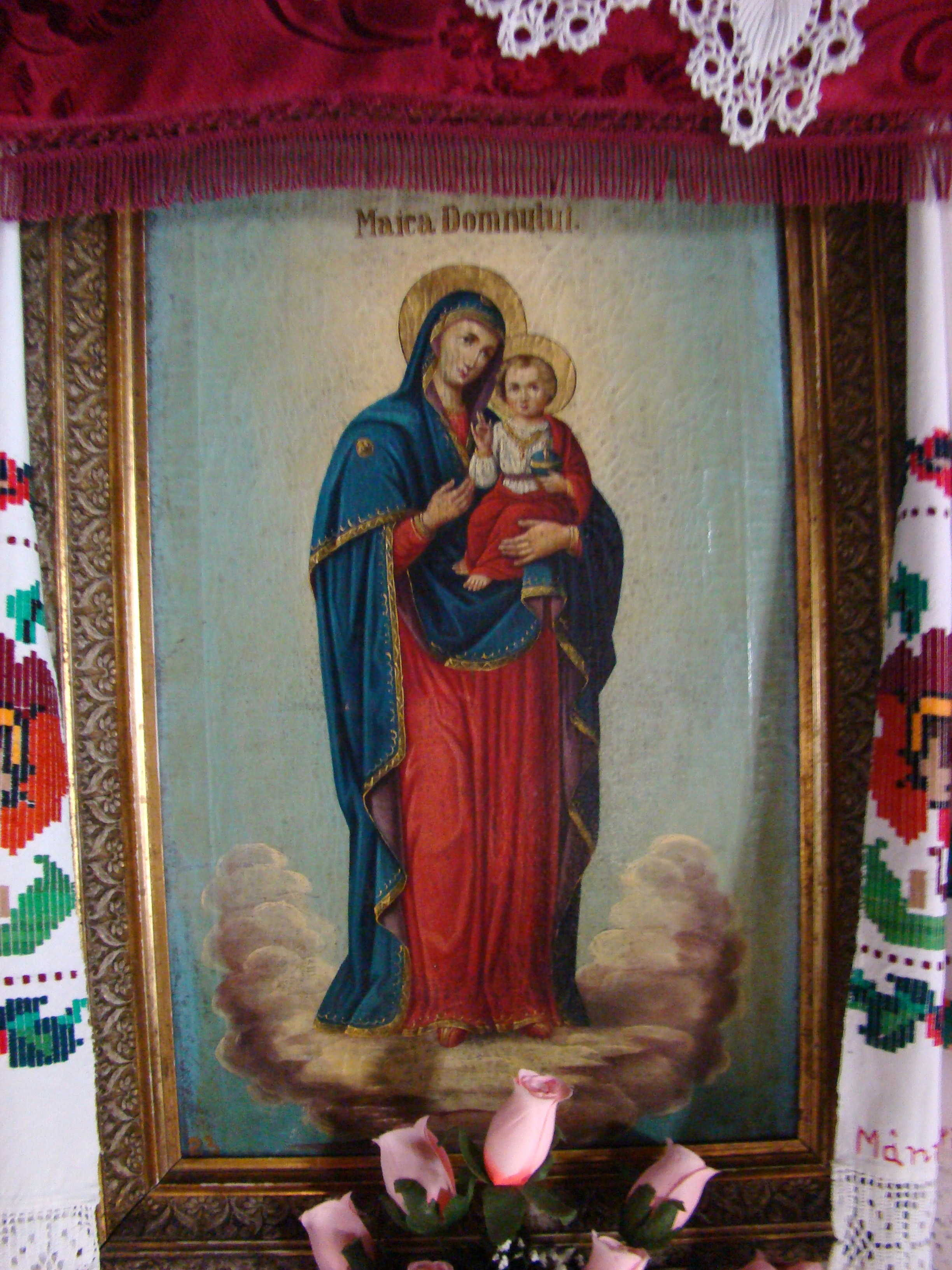
Icoană împărătească: Maica Domnului
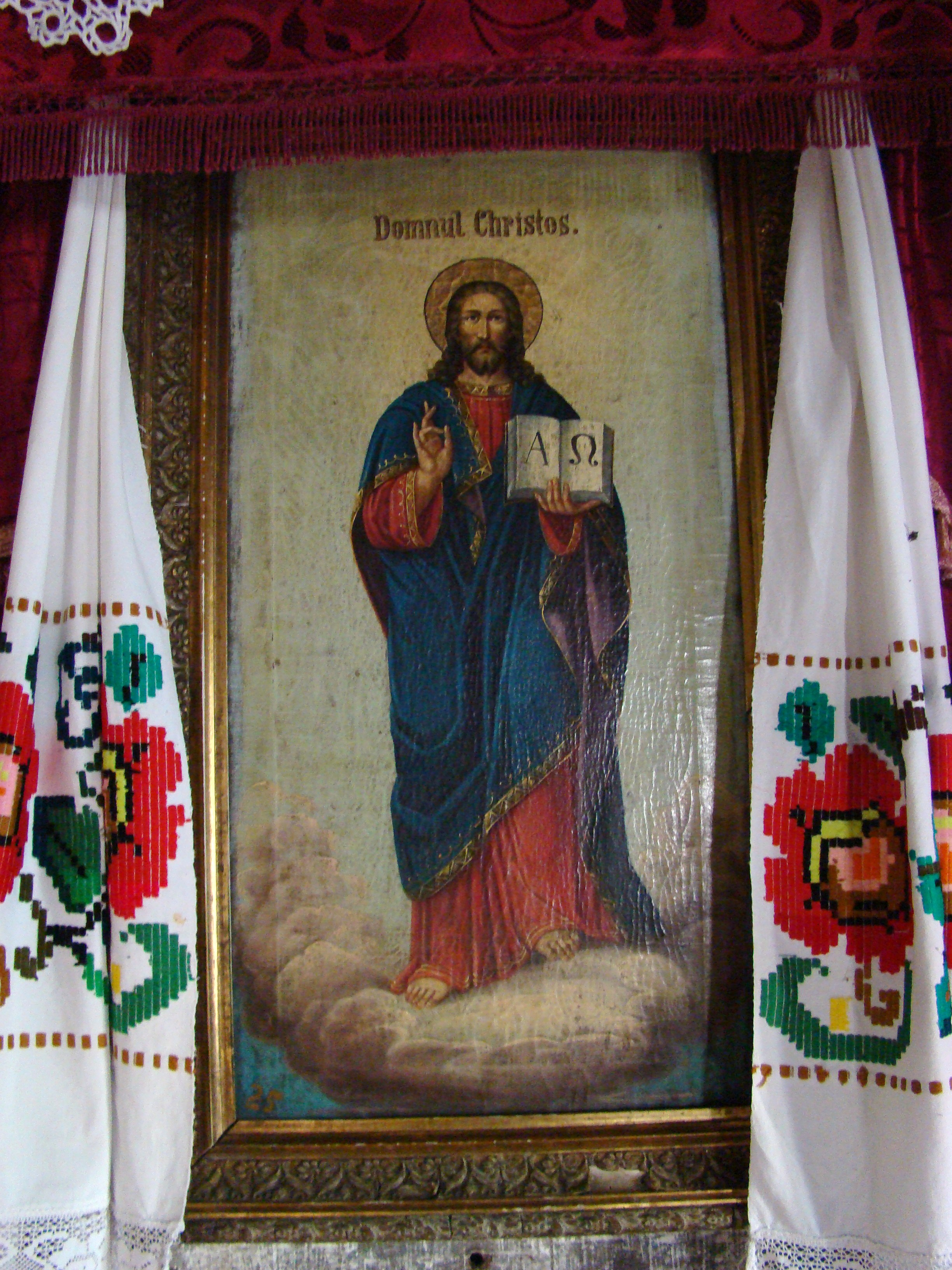
Icoană împărătească: Iisus Hristos
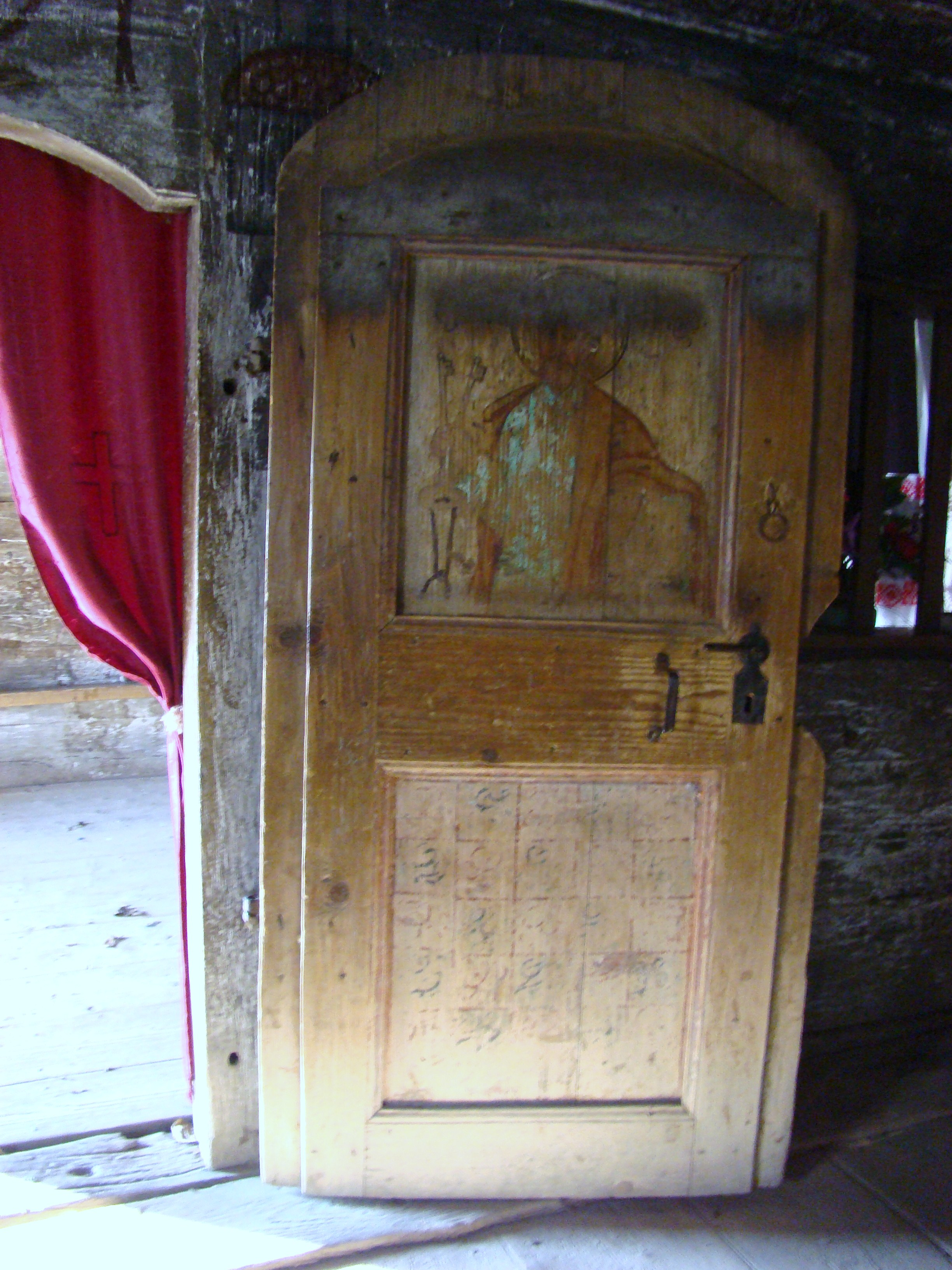
Ușă pictată: Sfântul Apostol Petru
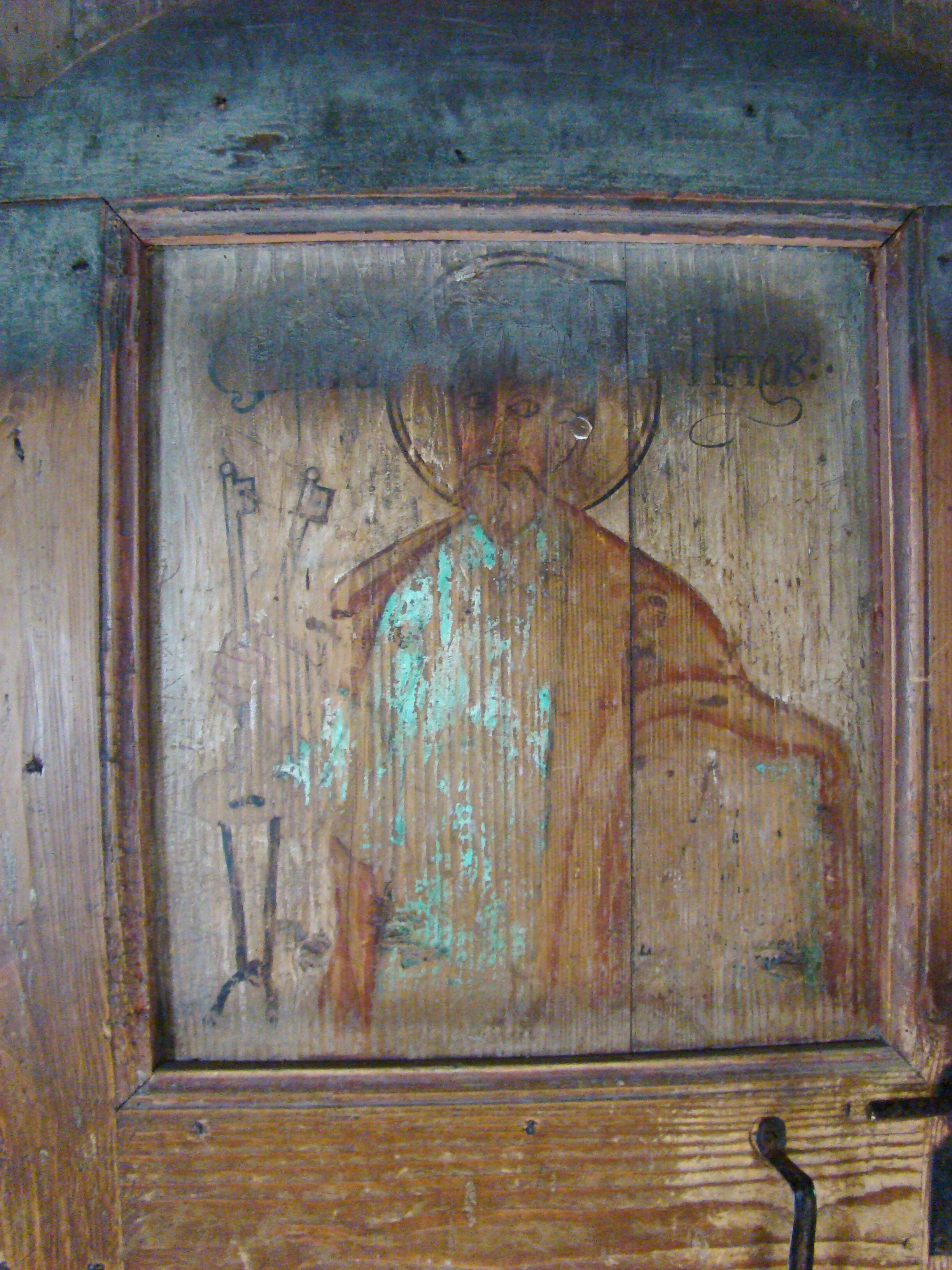
Ușă pictată: Sfântul Apostol Petru (detaliu)
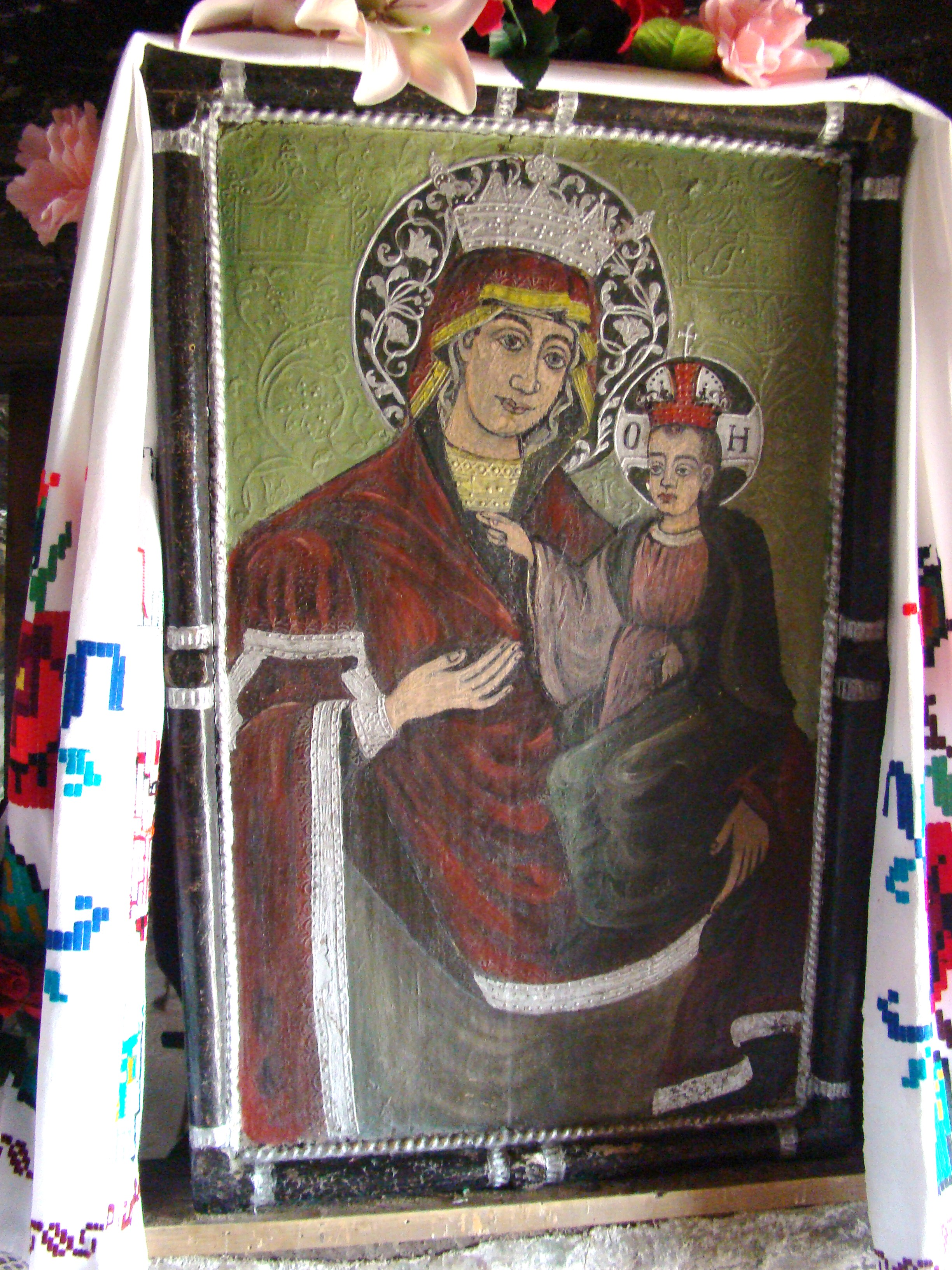
Maria cu pruncul
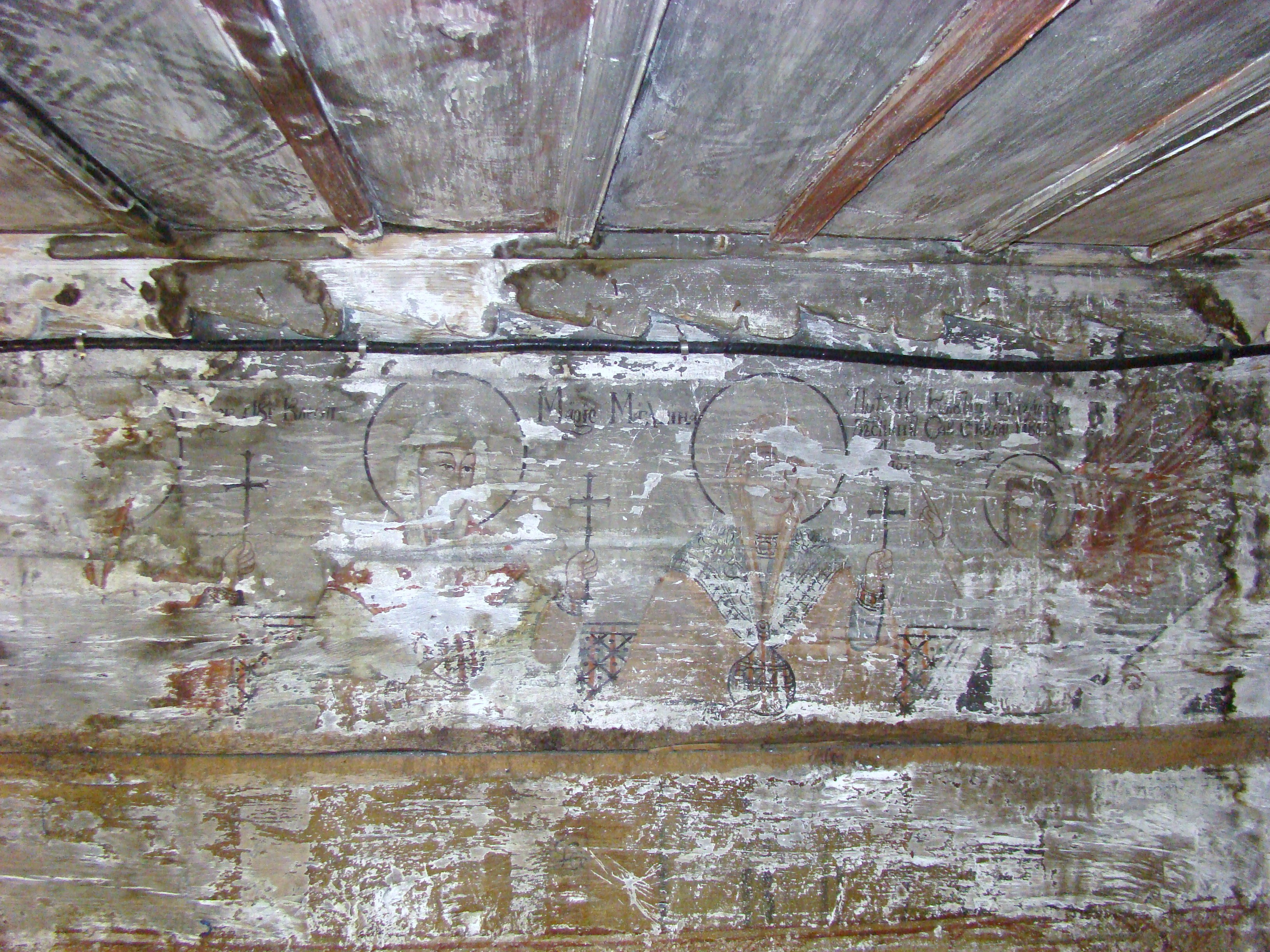
Pronaosul (latura de nord)
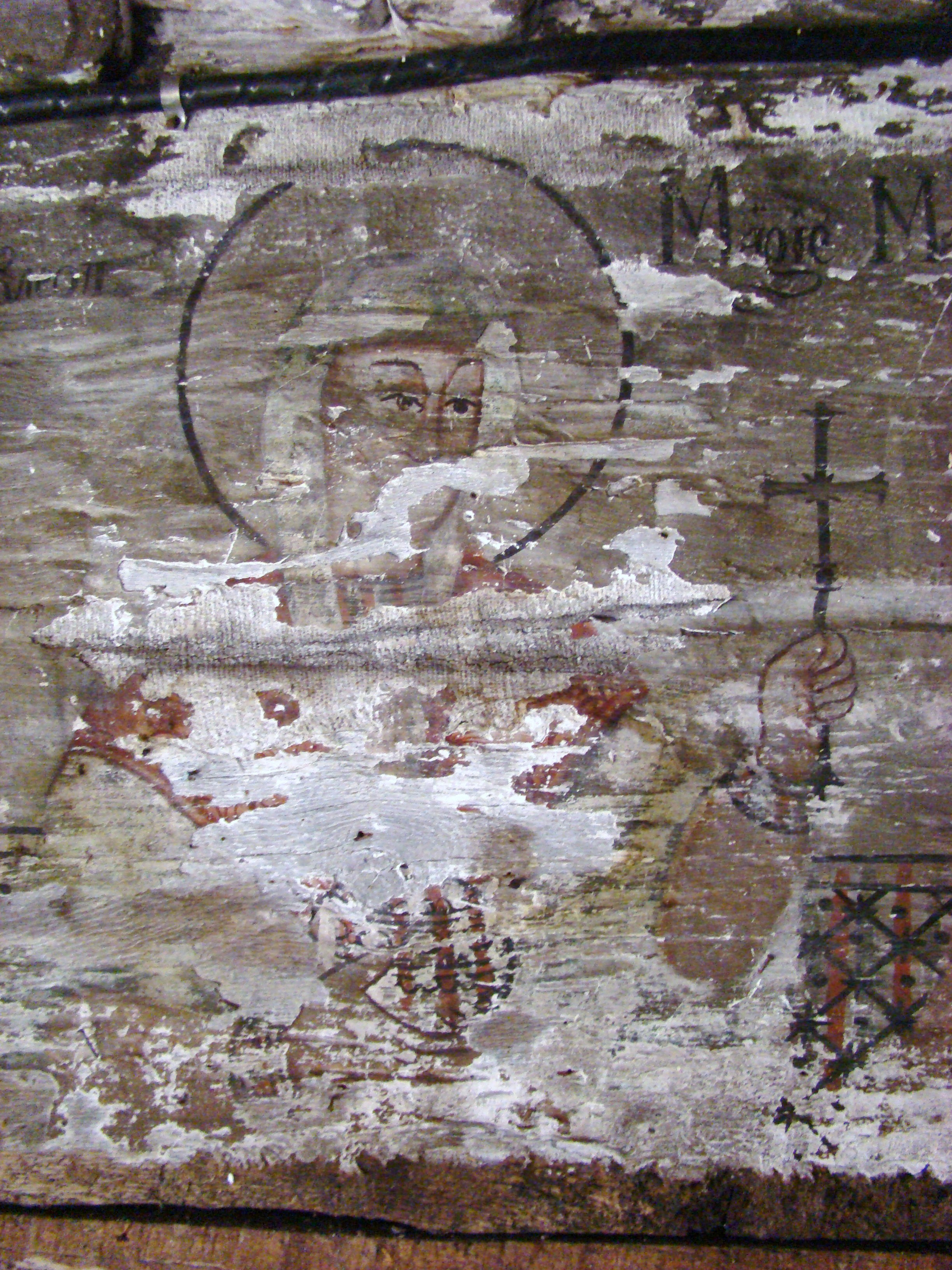
Muceniță
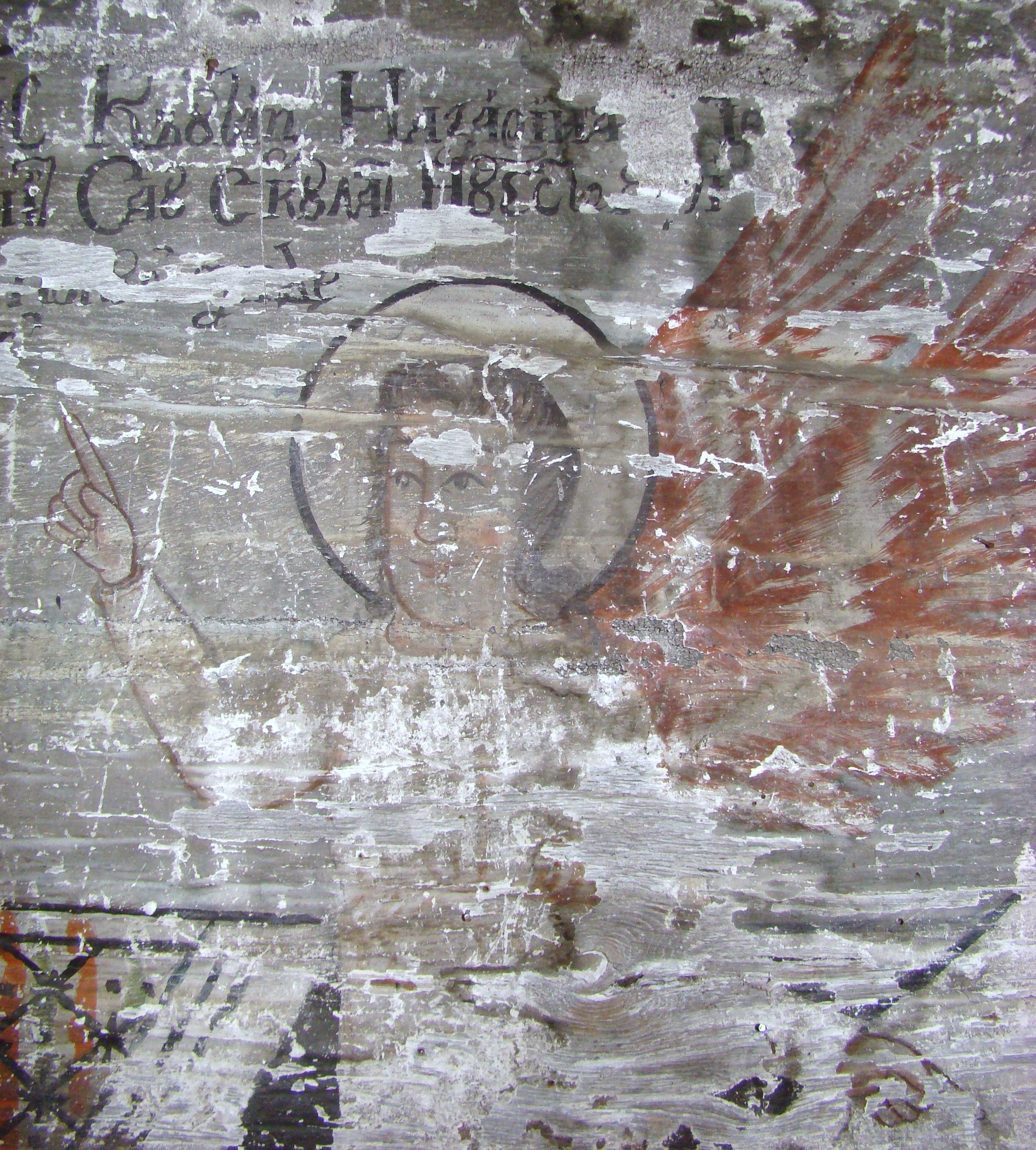
Pictura pronaosului (detaliu)
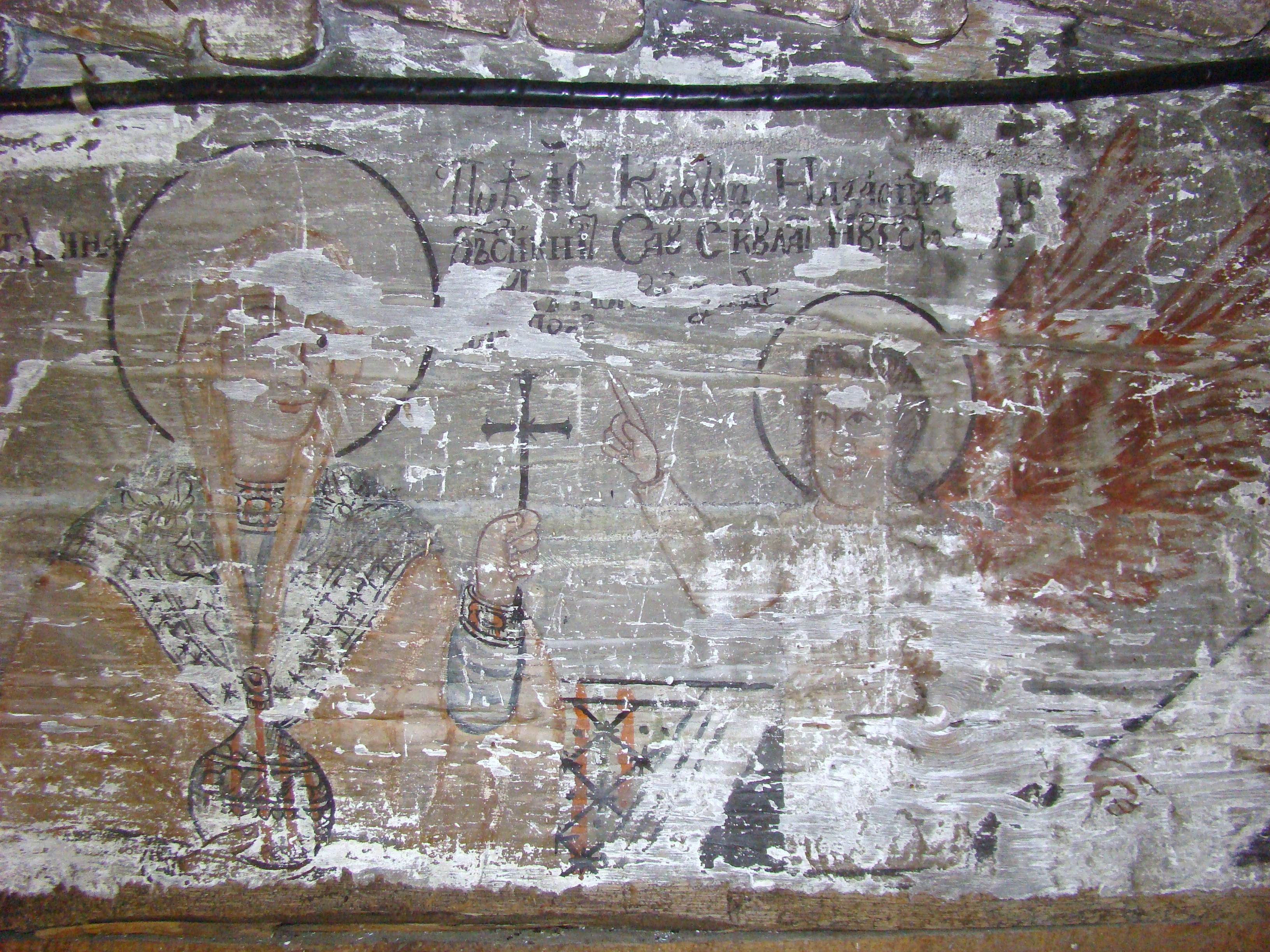
Pictura pronaosului (detaliu)
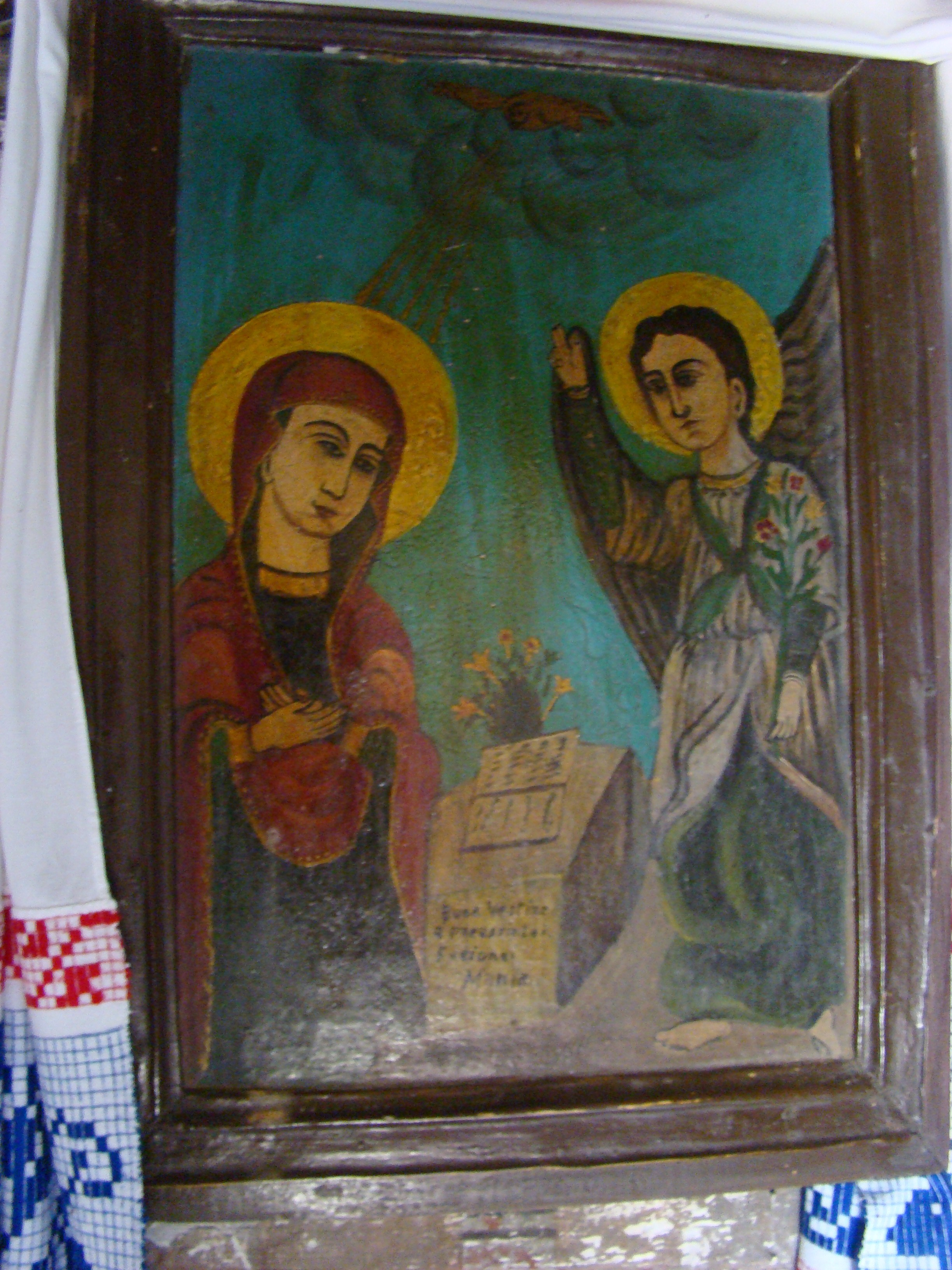
Buna Vestire
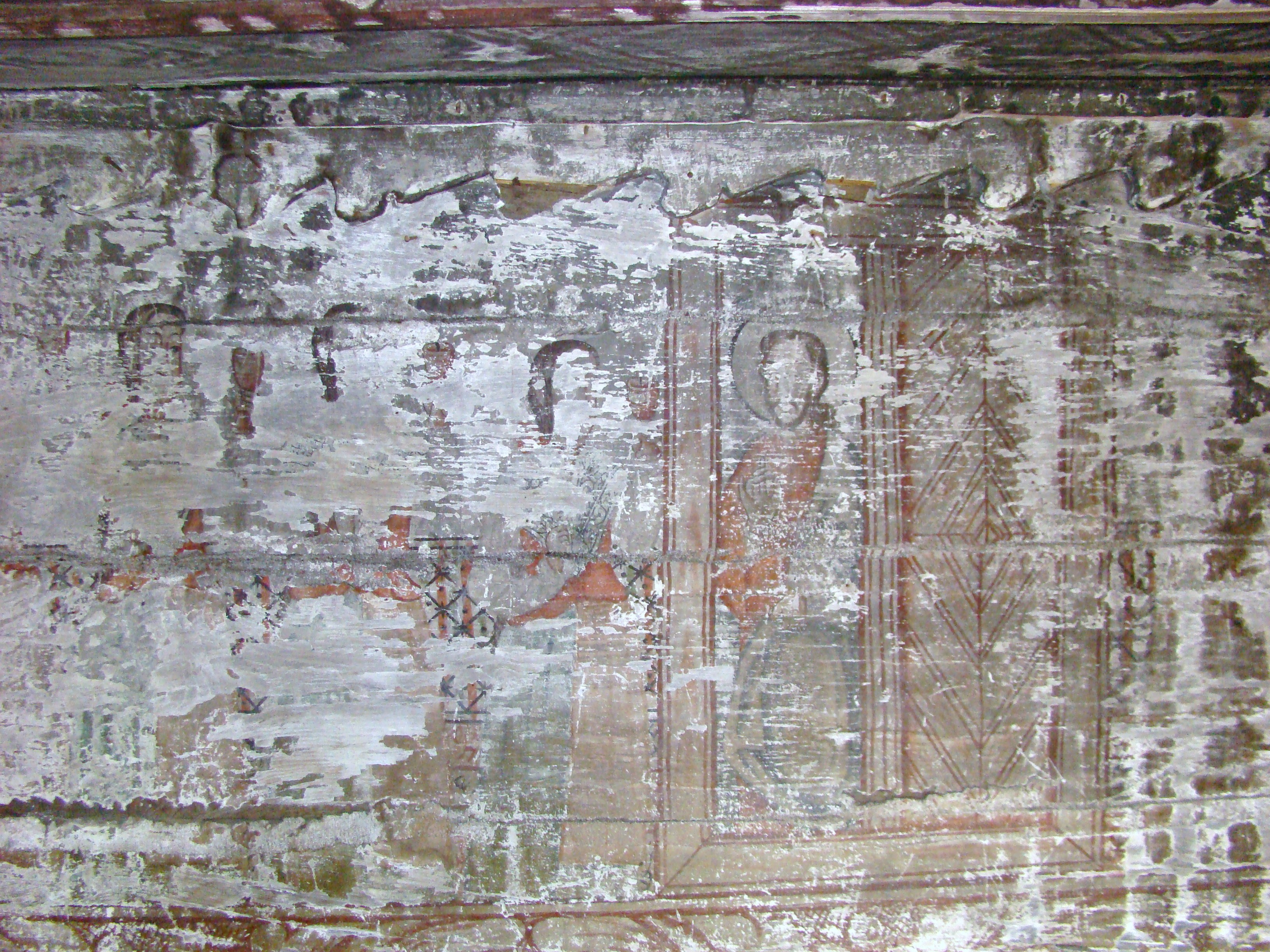
Pronaos, latura de vest: Iisus întâmpinând fecioarele înțelepte
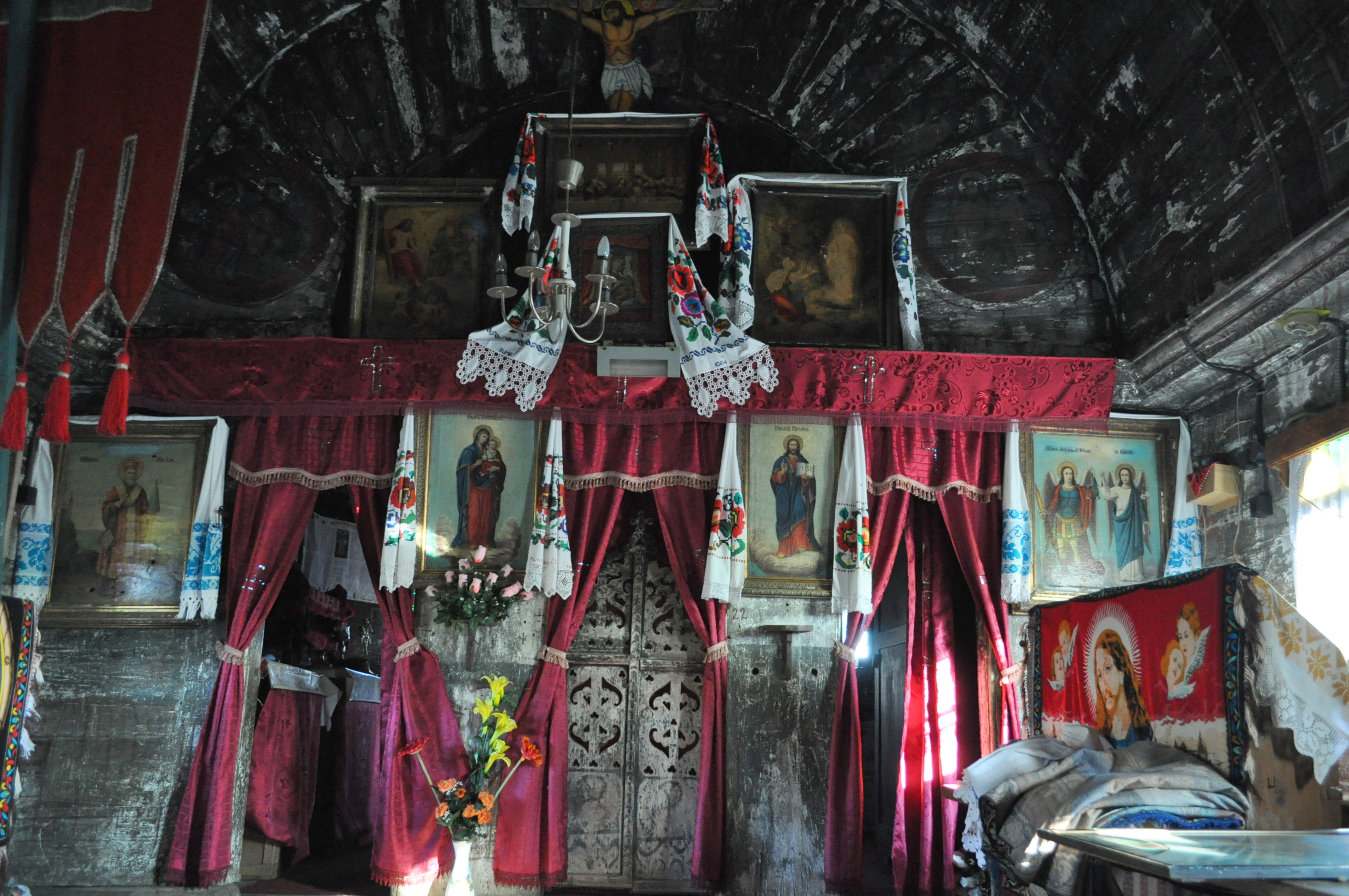
Iconostasul bisericii de lemn din Osoi
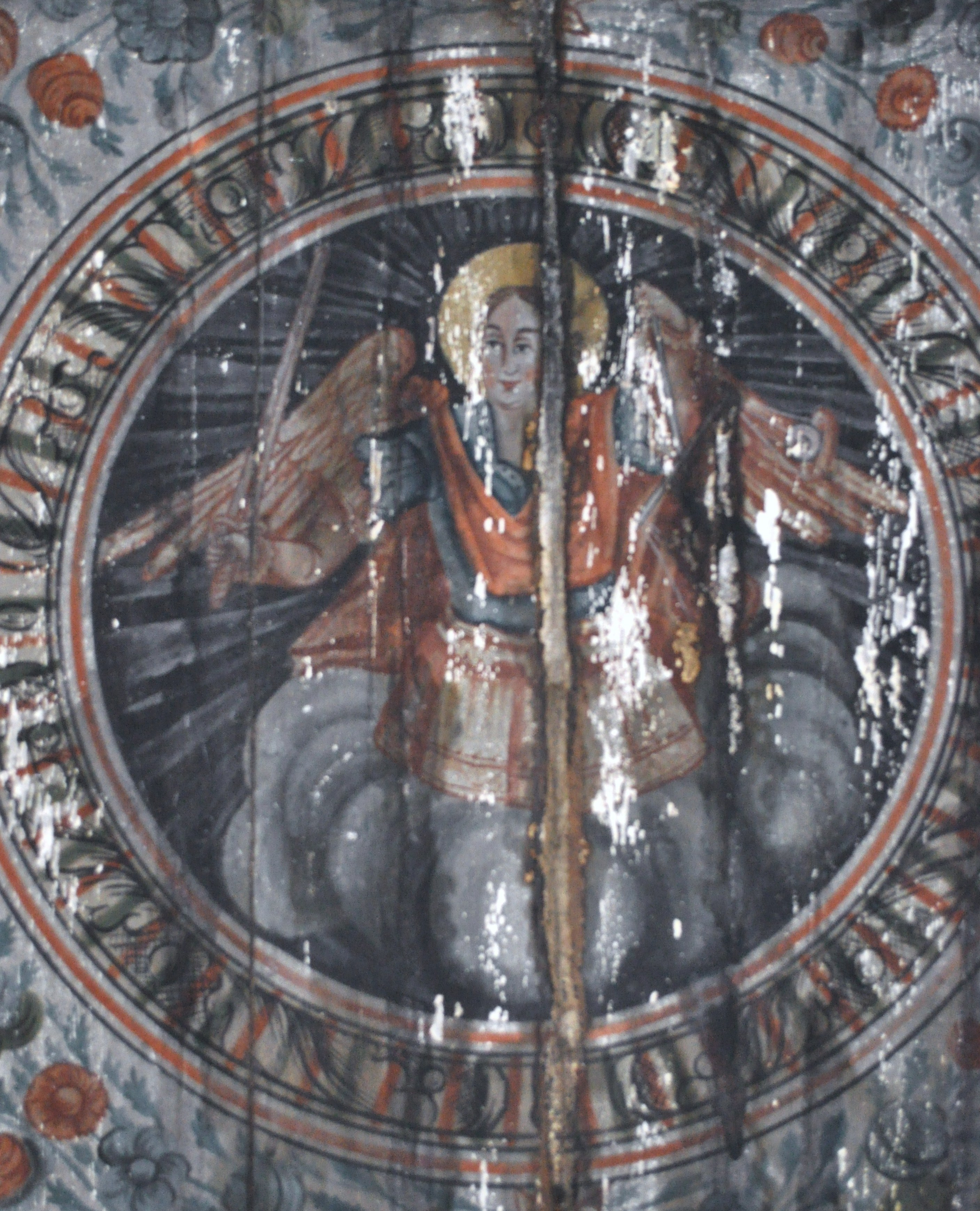
Boltă: Arhanghelul Mihail
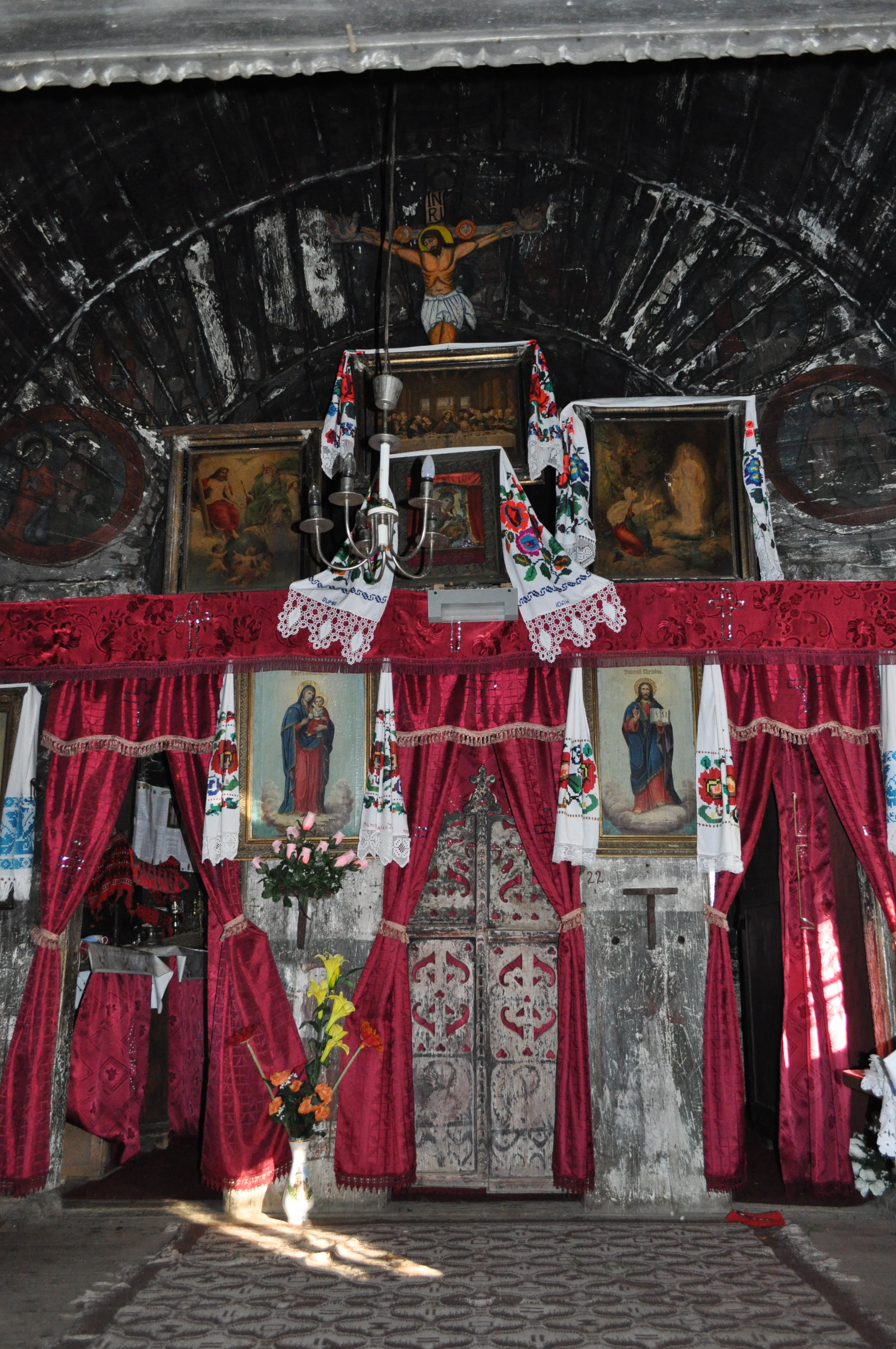
Catapeteasma (centru)
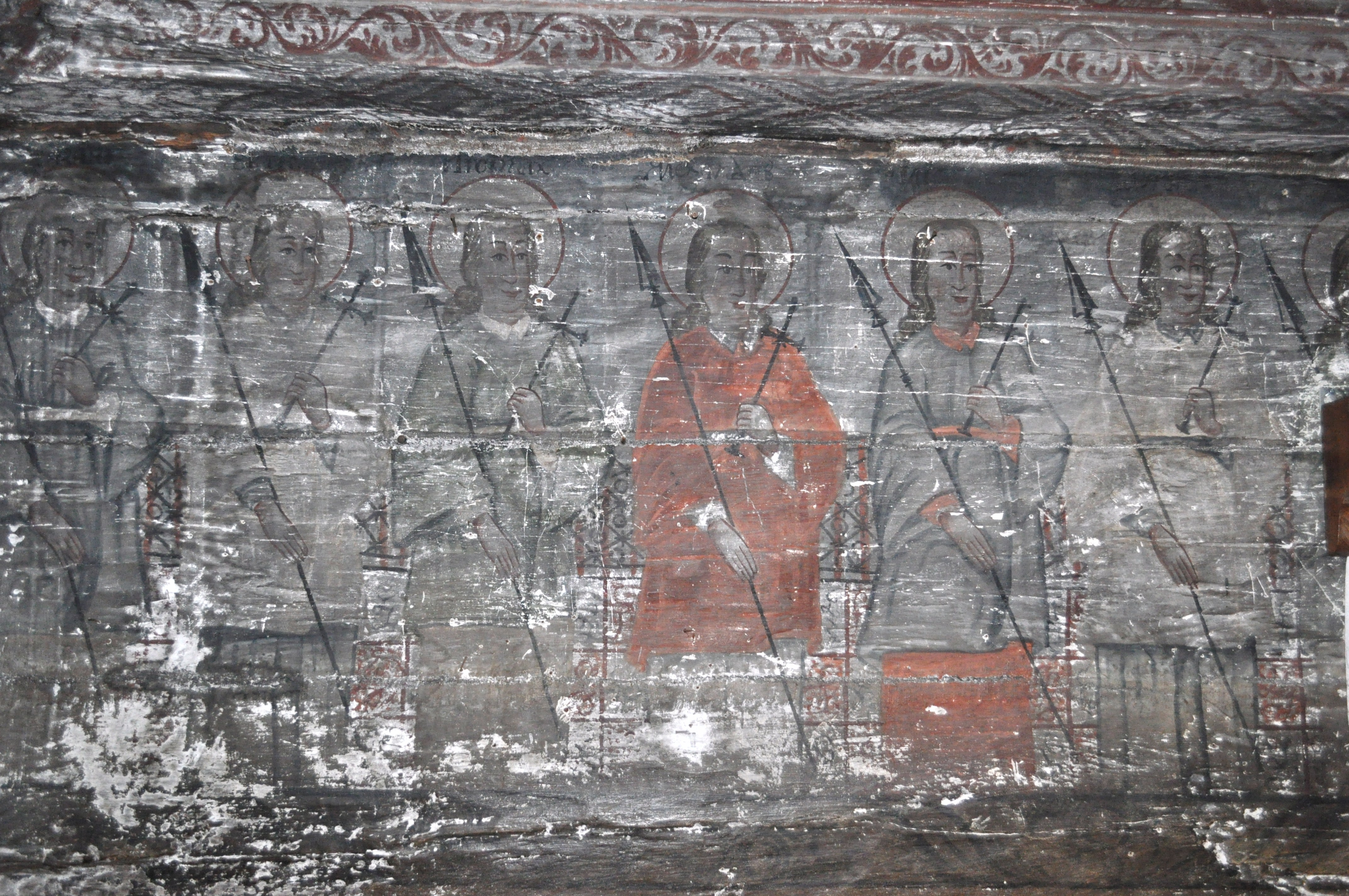
Friza sfinților mucenici
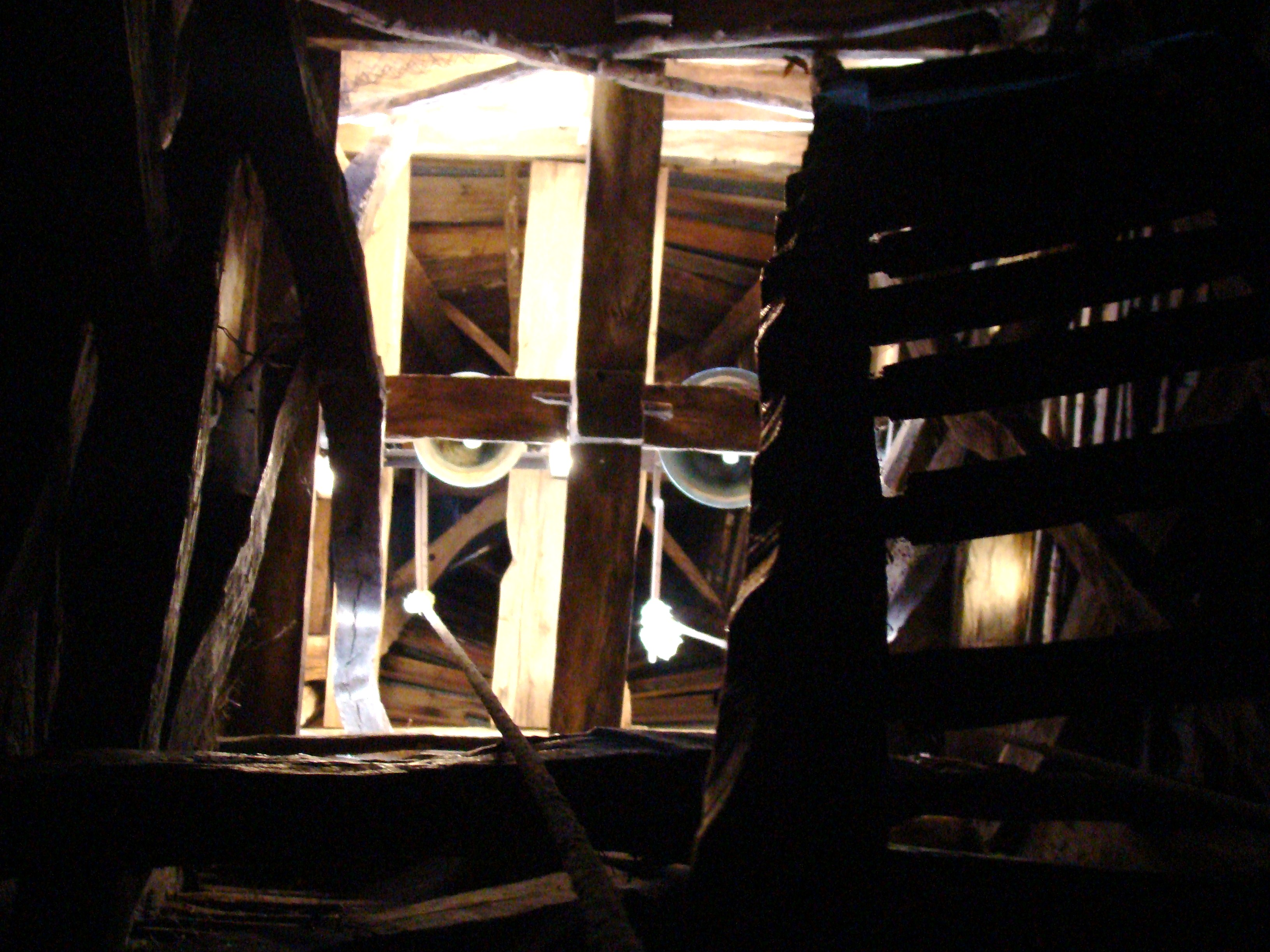
Clopotele bisericii
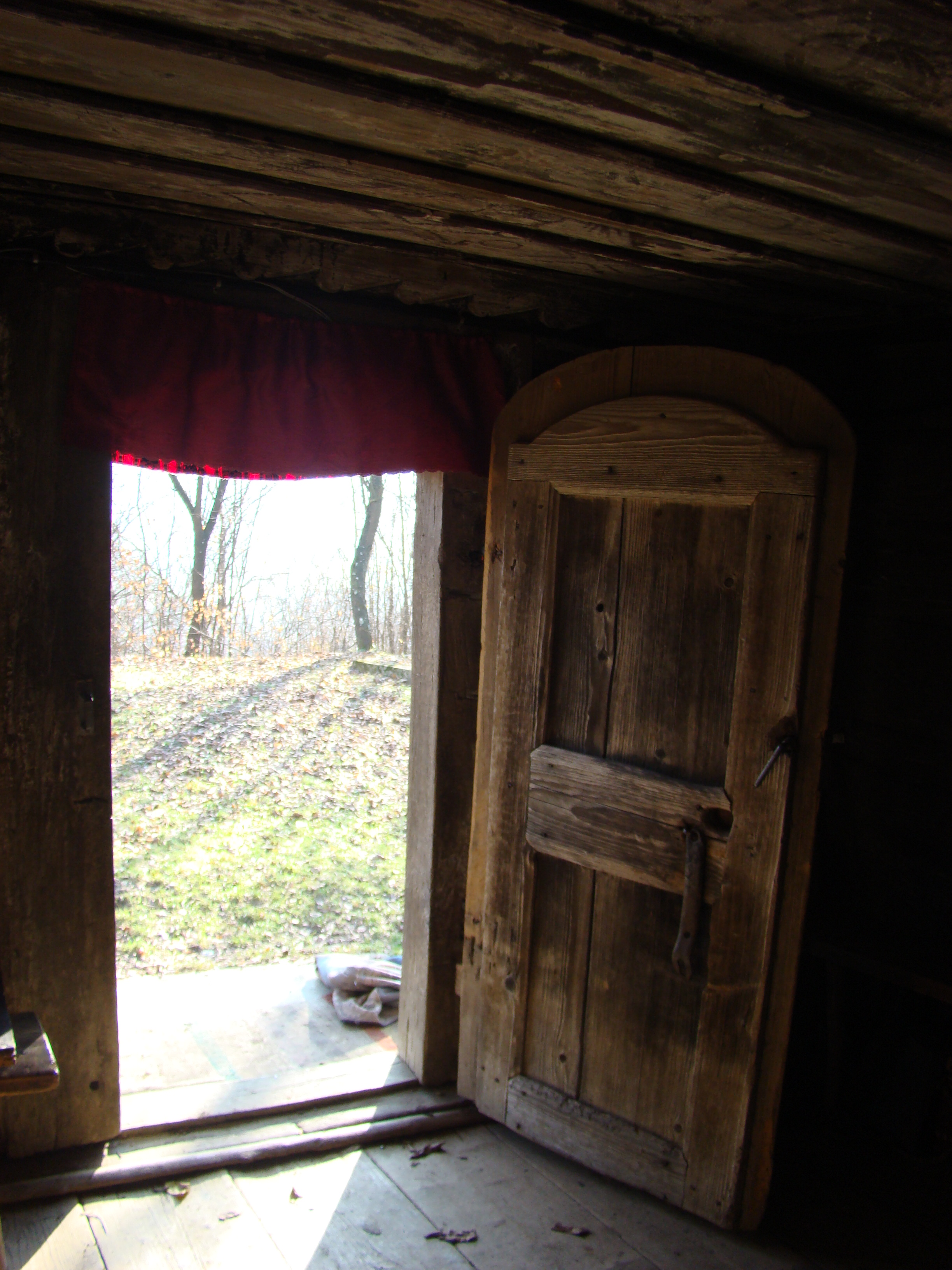
Dosul ușii de la intrare